# Протесты в поддержку Алексея Навального (2021)
Протесты в поддержку российского оппозиционера Алексея Навального начались в январе 2021 года после его задержания российскими правоохранительными органами и размещения в интернете документального фильма-расследования «Фонда борьбы с коррупцией» (ФБК) «Дворец для Путина. История самой большой взятки» с обвинениями в коррупции в адрес российского президента Владимира Путина.
23 января протестные акции прошли в 198 городах России и 95 городах за рубежом. Самая массовая акция состоялась в Москве (в ней, по разным подсчётам, приняли участие до 50 тыс. человек). Вторая волна протестов прошла 31 января — 121 акция в России и 65 за рубежом. 2 февраля были проведены акции протеста перед зданием Московского городского суда, где проходило заседание по делу Алексея Навального, в ходе которого условное наказание по делу «Ив Роше» было заменено на реальный срок. После окончания судебного заседания стихийные акции в Москве, Санкт-Петербурге и во многих других городах России сопровождались массовыми задержаниями.
В ходе протестов было задержано несколько тысяч человек и заведено несколько уголовных дел против участников акций. Число задержанных стало рекордным за последние годы. По данным «ОВД-Инфо», число задержанных 23 января составило 4 тыс., а 31 января — 5,7 тыс.; всего на зимних акциях — около 11 тыс. Российские власти заявили о 17,6 тыс. задержанных на зимних акциях.
4 февраля глава сети региональных штабов ФБК Леонид Волков заявил о приостановлении массовых акций в связи с арестами координаторов и сторонников Навального в регионах, а также из-за опасений, что проведение акций каждую неделю может привести к разочарованию в уличных формах протеста. Волков при этом пообещал возобновить акции весной.
Вечером 14 февраля по призыву Волкова в ряде российских городов прошёл флешмоб «Любовь сильнее страха». Кроме того, немногочисленные акции солидарности были организованы днём в Москве и Санкт-Петербурге.
Позже началась регистрация на специально созданном сайте всех, кто выйдет на следующий масштабный митинг. Изначально было заявлено, что дату митинга назначат, когда наберётся 500 тыс. участников, однако 18 апреля в связи с ухудшением здоровья Навального, объявлением им голодовки и отказом властей допустить к нему независимых врачей Леонид Волков объявил, что акция пройдёт через 3 дня. В итоге 21 апреля не менее чем в 109 городах России состоялись митинги в поддержку Навального, в которых, по данным МБХ медиа, присутствовали от 51 до 120 тыс. человек. Число задержанных, по данным «ОВД-Инфо», составило более 1,9 тыс. человек более чем в 100 городах.
Акции солидарности в поддержку Навального проходили также и за рубежом.

## Предыстория
С августа 2020 года Алексей Навальный находился в Германии, где проходил лечение от последствий отравления. 14 декабря 2020 года вышло совместное расследование The Insider, Bellingcat и CNN, в котором утверждалось, что покушение на Навального совершила оперативная группа, действовавшая под прикрытием Института криминалистики ФСБ. По утверждению самого Навального, действия группы (включая отравление) курировал российский президент Владимир Путин.
17 января 2021 года Навальный вернулся в Россию и был сразу же задержан по обвинению в нарушении испытательного срока по делу «Ив Роше». 18 января состоялось выездное заседание суда, по решению которого Навальный был арестован на 30 дней. В тот же день оппозиционер выпустил видеообращение, в котором призвал своих сторонников выйти на протесты 23 января.
На следующий день, 19 января, ФБК опубликовал документальный фильм-расследование «Дворец для Путина. История самой большой взятки», рассказывающий о резиденции на мысе Идокопас, которую в фильме называют «Дворцом Путина». По утверждению авторов фильма, резиденцию построили за счёт сложной коррупционной системы, а фактически она контролируется Владимиром Путиным через доверенных лиц. В фильме точно так же присутствовал призыв Алексея Навального к организации протестных акций начиная с 23 января: выйти на центральные улицы российских городов и требовать его освобождения.

## Перед протестами
21 января несколько сотрудников ФБК были задержаны, а с рядом других лиц полиция провела беседы по месту жительства.
Генеральная прокуратура потребовала от Роскомнадзора ограничить доступ к сайтам с призывами к участию в протестных акциях. Роскомнадзор заявил, что за привлечение несовершеннолетних к участию в массовых несанкционированных акциях на социальные сети могут быть наложены штрафы.
Руководство нескольких российских вузов заявило, что за участие в несанкционированных протестах студенты могут быть отчислены или внесены в «чёрный список госучреждений».
22 января были арестованы пресс-секретарь Навального Кира Ярмыш, сотрудник отдела расследований ФБК Георгий Албуров, юрист ФБК Владлен Лось (24 января он был депортирован в Белоруссию с запретом въезда в Россию на 5 лет). Любовь Соболь была оштрафована на 250 тыс. рублей. По всей России было задержано несколько десятков человек, которым было предъявлено обвинение в призывах к участию в несанкционированной акции.
По требованию Генпрокуратуры сеть ВКонтакте заблокировала страницы, имеющие отношение к планировавшимся акциям протеста. Согласно сообщению Роскомнадзора, на основании требования Генеральной прокуратуры TikTok, ВКонтакте, YouTube и Instagram удалили от 17 % до 50 % «информации, вовлекающей несовершеннолетних в опасные для их жизни и здоровья противоправные действия».
Следственный комитет возбудил уголовное дело о привлечении несовершеннолетних к участию в несогласованных акциях. Министерство просвещения призвало родителей оградить детей от участия в акциях. Массовые рассылки о последствиях участия в акциях получили в ряде городов студенты, родители школьников и дошкольников. Ряд учебных заведений по всей стране решили проводить 23 января занятия и школьные мероприятия. несмотря на введённые режимы удалённого обучения.
Пресс-секретарь президента Путина Дмитрий Песков заявил, что российские власти считают недопустимой организацию таких мероприятий и «провоцирование участия в этих акциях молодых людей». Мэр Москвы Сергей Собянин призвал москвичей не выходить на акцию 23 января из-за распространения коронавируса.
Как отмечала Русская служба Би-би-си, накануне 23 января у ряда популярных в России интернет-блогеров появилась серия сообщений схожего содержания с критикой Навального и планируемых акций.
Amnesty International направила послание главе МВД России Владимиру Колокольцеву, начальнику ГУ МВД по Москве Олегу Баранову, директору Росгвардии Виктору Золотову и начальнику ГУ Росгвардии по Москве Михаилу Воробьёву, в котором призвала не препятствовать проведению мирных акций, отказаться от необоснованного применения спецсредств против демонстрантов и не мешать журналистам освещать происходящее.

### Уведомление властей
Протестные акции, проходившие 23 января, не были согласованы с местными властями.
Согласно Федеральному закону «О собраниях, митингах, демонстрациях, шествиях и пикетированиях», перед проведением массовых акций следует уведомить местные власти (что неформально называется «согласованием»). Уведомление требуется производить не позднее 10 дней до начала акций. Подавляющее большинство сторонников Навального и не говорили о планах добиться согласования намеченных на 23 января акций. Кроме того, московские власти заранее сообщили, что не согласуют проведение массовых акций, сославшись на ограничения на проведение публичных мероприятий, введённые в связи с эпидемией. Глава московского штаба Навального Олег Степанов сказал, что не будет подавать заявку, поскольку «судьба [заявки на митинг] известна заранее».
Для проведения небольших пикетов по закону требуется уведомить власти за 3 дня. В тех случаях, где организаторы это сделали (например, в Иркутске), местные власти отказали в проведении акций со ссылкой на пандемию COVID-19.
Власти Ейского района сначала согласовали проведение пикета 31 января, но затем отказали, ссылаясь на эпидемиологическую обстановку.

## Протесты 23 января

### Число протестующих и задержанных
По подсчётам «МБХ медиа», общее число протестующих в России составило от 110 тыс. человек до 160 тыс. Руководитель региональных штабов ФБК Леонид Волков оценил общую численность протестующих в 250—300 тыс.
Наиболее крупные акции протеста прошли в Москве, Санкт-Петербурге и Екатеринбурге. По оценкам издания Reuters, в Москве на улицы вышли 40 тыс. протестующих. По заявлению директора ФБК Ивана Жданова, их число составило 50 тыс. человек, по заявлению Министерства внутренних дел — 4 тыс. В Санкт-Петербурге, по разным оценкам, в акциях участвовало 10—20 тыс. человек.
Директор «Левада-Центра» Лев Гудков назвал протесты одними из самых крупных со времён «болотных протестов» 2011—2012 годов, а также крупнейшими несогласованными акциями за многие годы.
Сотрудниками правоохранительных органов осуществлялись массовые задержания участников акций. По данным ««ОВД-Инфо»», всего в связи с протестами было задержано 4033 человека, по данным «Медузы» — 3952 человека. По заявлению уполномоченного при президенте РФ по правам ребёнка Анны Кузнецовой, около 300 задержанных были несовершеннолетними.
Число задержанных стало крупнейшим в истории современной России; до этого антирекорд принадлежал протестам 12 июня 2017 года, когда по всей России было задержано 1769 человек. Среди задержанных оказались, в частности, жена Алексея Навального Юлия Навальная и юрист ФБК Любовь Соболь. Через несколько часов Юлию Навальную отпустили.
| Число участников и задержанных по основным городам проведения акции 23 января | Число участников и задержанных по основным городам проведения акции 23 января | Число участников и задержанных по основным городам проведения акции 23 января | Число участников и задержанных по основным городам проведения акции 23 января                                  |
| Город проведения                                                              | Количество участников                                                         | Количество задержанных                                                        | Места проведения                                                                                               |
| ----------------------------------------------------------------------------- | ----------------------------------------------------------------------------- | ----------------------------------------------------------------------------- | --- |
| Абакан                                                                        | 100                                                                           | 25                                                                            | |
| Алапаевск                                                                     | -                                                                             | 3                                                                             | |
| Альметьевск                                                                   | 50                                                                            | 8                                                                             | |
| Анапа                                                                         | 500—1000                                                                      | 12                                                                            | Театральная площадь, площадь Советов                                                                           |
| Ангарск                                                                       | -                                                                             | 2                                                                             | |
| Ардон                                                                         | -                                                                             | 1                                                                             | |
| Армавир                                                                       | -                                                                             | 5                                                                             | |
| Архангельск                                                                   | 500—1000                                                                      | 6                                                                             | Площадь Профсоюзов                                                                                             |
| Астрахань                                                                     | 500                                                                           | 8                                                                             | Площадь Ленина                                                                                                 |
| Балаково                                                                      | 200                                                                           | 3                                                                             | |
| Балашиха                                                                      | -                                                                             | 1                                                                             | |
| Барнаул                                                                       | 1000—1500                                                                     | 29                                                                            | Площадь Советов, проспект Ленина                                                                               |
| Белгород                                                                      | 1400                                                                          | 16                                                                            | Улица 50-летия Белгородской области, Соборная площадь                                                          |
| Белово                                                                        | -                                                                             | 2                                                                             | |
| Белорецк                                                                      | -                                                                             | 1                                                                             | |
| Бийск                                                                         | -                                                                             | 5                                                                             | |
| Благовещенск                                                                  | 100                                                                           | 17                                                                            | |
| Бор                                                                           | -                                                                             | 1                                                                             | |
| Братск                                                                        | -                                                                             | 4                                                                             | |
| Брянск                                                                        | Более 1000                                                                    | 39                                                                            | Площадь Ленина                                                                                                 |
| Великие Луки                                                                  | -                                                                             | 7                                                                             | |
| Великий Новгород                                                              | 500                                                                           | 13                                                                            | |
| Владивосток                                                                   | 3000                                                                          | 44                                                                            | |
| Владимир                                                                      | 2000                                                                          | 38                                                                            | |
| Волгоград                                                                     | 500—1500                                                                      | 22                                                                            | Шествие по проспекту Ленина от сквера Симбирцева до областной администрации                                    |
| Вологда                                                                       | 1000                                                                          | 2                                                                             | Гайд-парк на улице Воровского, Площадь Революции                                                               |
| Воронеж                                                                       | 1000                                                                          | 100                                                                           | Проспект Революции, Площадь Ленина                                                                             |
| Воткинск                                                                      | -                                                                             | 1                                                                             | |
| Геленджик                                                                     | 300                                                                           | 2                                                                             | |
| Екатеринбург                                                                  | 5000—7000                                                                     | 11—14                                                                         | Спортивный комплекс «Динамо», Плотинка, Октябрьская площадь, Городской пруд                                    |
| Ессентуки                                                                     | -                                                                             | 2                                                                             | |
| Железногорск                                                                  | -                                                                             | 8                                                                             | |
| Иваново                                                                       | 500—600                                                                       | 1                                                                             | Проспект Ленина                                                                                                |
| Ижевск                                                                        | 1000                                                                          | 10                                                                            | Центральная площадь, Пушкинская улица, Сквер Победы, площадь у Администрации Ижевска                           |
| Избербаш                                                                      | -                                                                             | 1                                                                             | |
| Иркутск                                                                       | 3000                                                                          | 6                                                                             | Улица Урицкого, сквер Кирова                                                                                   |
| Йошкар-Ола                                                                    | Более 1000                                                                    | 17                                                                            | Площадь Ленина, улица Комсомольская, Центральный парк, улица Первомайская, Ленинский проспект, бульвар Чавайна |
| Казань                                                                        | 4000—6000                                                                     | 171                                                                           | Улица Баумана, Чёрное озеро (парк), Площадь Свободы                                                            |
| Калининград                                                                   | 1500—3000                                                                     | 13                                                                            | Дом Советов, Ленинский проспект, Площадь Победы                                                                |
| Калуга                                                                        | 400—500                                                                       | 23                                                                            | |
| Камышин                                                                       | 30—40                                                                         | -                                                                             | Площадь у ДК «Текстильщик»                                                                                     |
| Камышлов                                                                      | -                                                                             | 1                                                                             | |
| Карпинск                                                                      | -                                                                             | 1                                                                             | |
| Кемерово                                                                      | -                                                                             | 6                                                                             | |
| Кимры                                                                         | -                                                                             | 1                                                                             | |
| Киров                                                                         | 300—700                                                                       | 2                                                                             | |
| Киселёвск                                                                     | -                                                                             | 1                                                                             | |
| Клин                                                                          | -                                                                             | 1                                                                             | |
| Коломна                                                                       | -                                                                             | 1                                                                             | |
| Комсомольск-на-Амуре                                                          | 200                                                                           | 29                                                                            | |
| Кострома                                                                      | 1000                                                                          | 17                                                                            | |
| Котлас                                                                        | -                                                                             | 1                                                                             | |
| Красноярск                                                                    | 1000—1500                                                                     | 28                                                                            | |
| Краснодар                                                                     | 4000—6000                                                                     | 46                                                                            | Улица Красная                                                                                                  |
| Краснокаменск                                                                 | -                                                                             | 1                                                                             | |
| Кузнецк                                                                       | -                                                                             | 1                                                                             | |
| Курган                                                                        | 500                                                                           | 17                                                                            | |
| Курск                                                                         | Более 200                                                                     | 35                                                                            | Театральная площадь, Улица Ленина, Красная площадь                                                             |
| Кызыл                                                                         | -                                                                             | 1                                                                             | |
| Липецк                                                                        | 1000                                                                          | 11                                                                            | площадь Победы, площадь Петра Великого, площадь Ленина-Соборная                                                |
| Магадан                                                                       | 120—150                                                                       | -                                                                             | Сквер 60-летия Магадана                                                                                        |
| Магнитогорск                                                                  | -                                                                             | 1                                                                             | |
| Майкоп                                                                        | -                                                                             | 2                                                                             | |
| Махачкала                                                                     | -                                                                             | 15                                                                            | |
| Миасс                                                                         | -                                                                             | 3                                                                             | |
| Москва                                                                        | 15 000—40 000                                                                 | 1553                                                                          | Трубная площадь, Страстной бульвар, Пушкинская площадь, Тверская улица, Улица Петровка                         |
| Мурманск                                                                      | 1000                                                                          | -                                                                             | |
| Набережные Челны                                                              | 500—600                                                                       | 24                                                                            | Проспект Хасана Туфана, площадь Азатлык                                                                        |
| Нальчик                                                                       | -                                                                             | 2                                                                             | |
| Находка                                                                       | -                                                                             | 1                                                                             | |
| Нижневартовск                                                                 | 30                                                                            | 7                                                                             | |
| Нижний Новгород                                                               | 10 000                                                                        | 91                                                                            | Площадь Минина и Пожарского, Большая Покровская улица                                                          |
| Нижний Тагил                                                                  | 500                                                                           | 3                                                                             | Проспект Ленина, Проспект Строителей                                                                           |
| Нижняя Тура                                                                   | -                                                                             | 1                                                                             | |
| Нижнекамск                                                                    | -                                                                             | 20                                                                            | |
| Новокузнецк                                                                   | -                                                                             | 2                                                                             | |
| Новомосковск                                                                  | -                                                                             | 1                                                                             | Городская (Советская) площадь                                                                                  |
| Новороссийск                                                                  | 1000                                                                          | 9                                                                             | |
| Новосибирск                                                                   | 3000                                                                          | 96                                                                            | |
| Октябрьский                                                                   | -                                                                             | 1                                                                             | |
| Омск                                                                          | Более 1000                                                                    | 24                                                                            | |
| Оренбург                                                                      | 600                                                                           | 19                                                                            | |
| Орёл                                                                          | -                                                                             | 1                                                                             | |
| Орск                                                                          | 50                                                                            | 3                                                                             | |
| Пенза                                                                         | 2000                                                                          | 30                                                                            | Площадь Ленина                                                                                                 |
| Пермь                                                                         | 5000—10 000                                                                   | 3                                                                             | |
| Петрозаводск                                                                  | 150—300                                                                       | 13—23                                                                         | Площадь Кирова                                                                                                 |
| Петропавловск-Камчатский                                                      | Более 200                                                                     | -                                                                             | |
| Прохладный                                                                    | -                                                                             | 1                                                                             | |
| Псков                                                                         | 1000—2000                                                                     | 13                                                                            | Октябрьский проспект, Летний Сад, улица Воровского, улица Гоголя                                               |
| Пущино                                                                        | -                                                                             | 8                                                                             | |
| Пятигорск                                                                     | -                                                                             | 10                                                                            | |
| Ростов-на-Дону                                                                | 3000—4000                                                                     | 14—75                                                                         | Пушкинская улица, Большая Садовая улица                                                                        |
| Россошь                                                                       | -                                                                             | 1                                                                             | |
| Рыбинск                                                                       | -                                                                             | 6                                                                             | Площадь Дерунова, Крестовая улица                                                                              |
| Рязань                                                                        | 500                                                                           | 21                                                                            | Площадь Победы, площадь Ленина                                                                                 |
| Санкт-Петербург                                                               | 8000—10 000                                                                   | 575                                                                           | Сенатская площадь, Адмиралтейский проспект, Невский проспект, Марсово поле, площадь Восстания                  |
| Самара                                                                        | 1000                                                                          | 56                                                                            | Площадь Славы, Площадь Героев 21-й Армии                                                                       |
| Саратов                                                                       | 1000—1500                                                                     | 7                                                                             | Проспект Кирова, Театральная площадь                                                                           |
| Севастополь                                                                   | 200                                                                           | 12                                                                            | Площадь Нахимова                                                                                               |
| Северодвинск                                                                  | Несколько сотен                                                               | 3                                                                             | |
| Сергиев Посад                                                                 | -                                                                             | 1                                                                             | |
| Симферополь                                                                   | 100—200                                                                       | 12                                                                            | Площадь Ленина                                                                                                 |
| Смоленск                                                                      | Несколько сотен                                                               | 3                                                                             | |
| Солнечногорск                                                                 | -                                                                             | 1                                                                             | |
| Сочи                                                                          | Более 200                                                                     | 77                                                                            | Площадь Флага                                                                                                  |
| Ставрополь                                                                    | 300—800                                                                       | 45                                                                            | |
| Старый Оскол                                                                  | -                                                                             | 3                                                                             | |
| Стерлитамак                                                                   | -                                                                             | 1                                                                             | |
| Сургут                                                                        | 30                                                                            | 3—4                                                                           | |
| Сызрань                                                                       | -                                                                             | 1                                                                             | |
| Сыктывкар                                                                     | 1000                                                                          | 10                                                                            | Театральная площадь, Стефановская площадь, территория перед зданием администрации города                       |
| Тамбов                                                                        | 1000                                                                          | 2                                                                             | |
| Таруса                                                                        | -                                                                             | 3                                                                             | |
| Тверь                                                                         | 1500—2000                                                                     | 17                                                                            | Тверской проспект, Площадь Михаила Тверского                                                                   |
| Тобольск                                                                      | -                                                                             | 3                                                                             | |
| Тольятти                                                                      | 1500                                                                          | 10                                                                            | |
| Томск                                                                         | 2000                                                                          | 6                                                                             | |
| Трёхгорный                                                                    | -                                                                             | 2                                                                             | |
| Тула                                                                          | 100                                                                           | 32                                                                            | |
| Тюмень                                                                        | 1000—1500                                                                     | 6—45                                                                          | Центральная площадь                                                                                            |
| Улан-Удэ                                                                      | 1000                                                                          | 4                                                                             | |
| Ульяновск                                                                     | 4000                                                                          | 13                                                                            | ЦУМ, Соборная площадь, Улица Гончарова, Улица Минаева                                                          |
| Усть-Илимск                                                                   | -                                                                             | 8                                                                             | |
| Уфа                                                                           | 5000—6000                                                                     | 35                                                                            | Площадь Салавата Юлаева, ГКЗ Башкортостан                                                                      |
| Ухта                                                                          | Несколько сотен                                                               | 1                                                                             | Комсомольская площадь, проспект Ленина                                                                         |
| Уяр                                                                           | -                                                                             | 1                                                                             | |
| Хабаровск                                                                     | 1000—1500                                                                     | 73                                                                            | |
| Ханты-Мансийск                                                                | 20                                                                            | 0                                                                             | |
| Холмск                                                                        | -                                                                             | 0                                                                             | |
| Чебоксары                                                                     | 1000                                                                          | 34                                                                            | |
| Челябинск                                                                     | 3000—5000                                                                     | 17                                                                            | Бульвар Славы, Улица Советская, Проспект Ленина, Площадь Науки                                                 |
| Череповец                                                                     | 450                                                                           | 0                                                                             | Площадь Химиков                                                                                                |
| Чита                                                                          | 300                                                                           | 3                                                                             | |
| Шахты                                                                         | -                                                                             | 1                                                                             | |
| Шенкурск                                                                      | -                                                                             | 1                                                                             | |
| Южно-Сахалинск                                                                | 400                                                                           | 15                                                                            | |
| Якутск                                                                        | До 300                                                                        | 30                                                                            | |
| Ялта                                                                          | -                                                                             | 1                                                                             | |
| Ярославль                                                                     | Около 1500                                                                    | 15                                                                            | |

### Ход протестов
В Москве ОМОН начал разгон и задержания протестующих ещё до начала акции. В некоторых городах России были отключены интернет и мобильная связь. Сообщалось о проблемах со связью в таких городах, как Москва, Санкт-Петербург, Краснодар, Тюмень, Челябинск, Екатеринбург, Воронеж, Ростов-на-Дону, Казань и Саратов. Пользователи Twitter в России также сообщили о проблемах с доступом к сети. В Казани в связи с протестной акцией были закрыты станции метро «Кремлёвская» и «Площадь Тукая». В Челябинске из-за большого количества запросов перестали работать уличные камеры в центре города.

#### Фотографии и видео 23 января

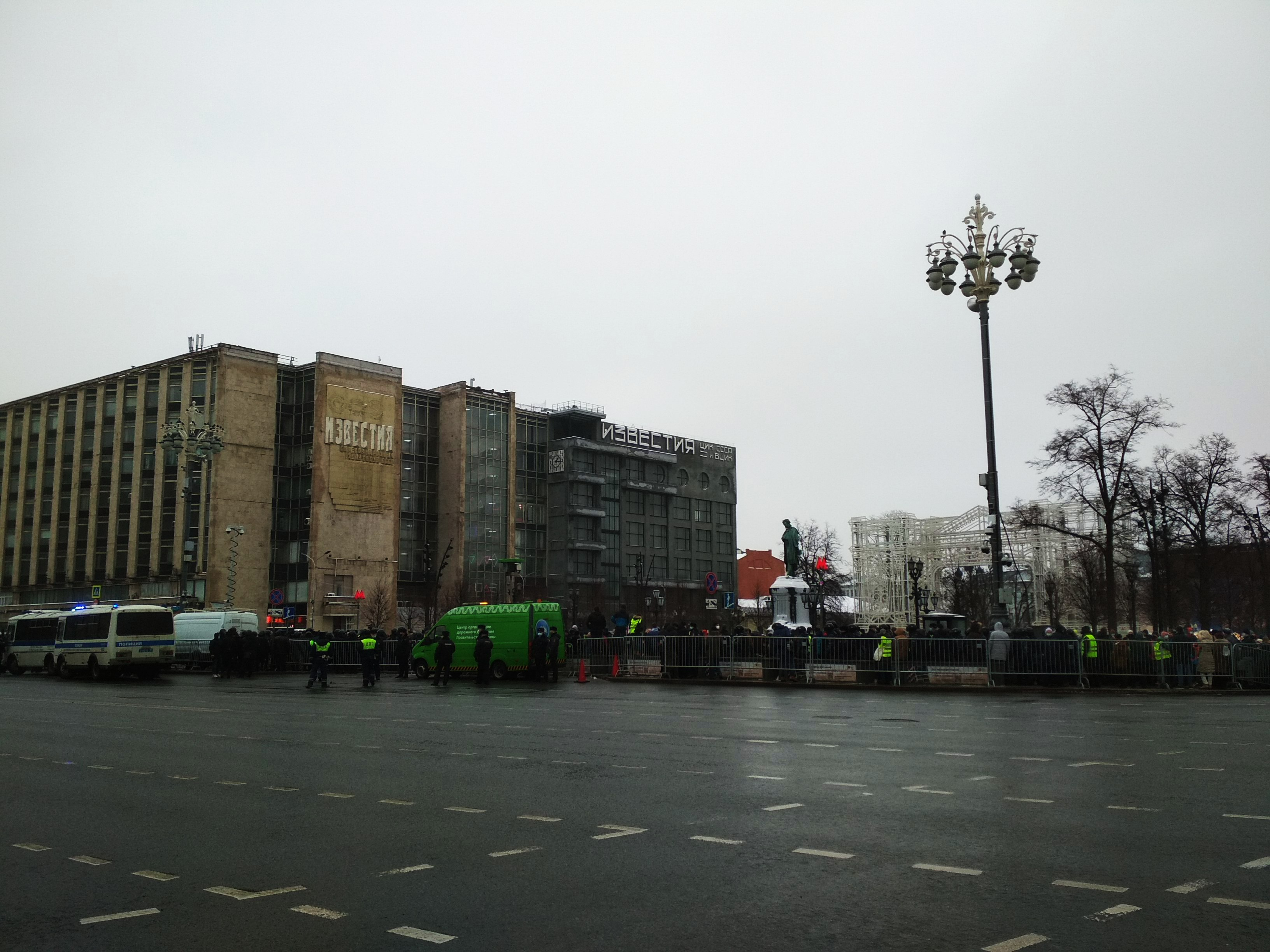
Пушкинская площадь в Москве в 13:17
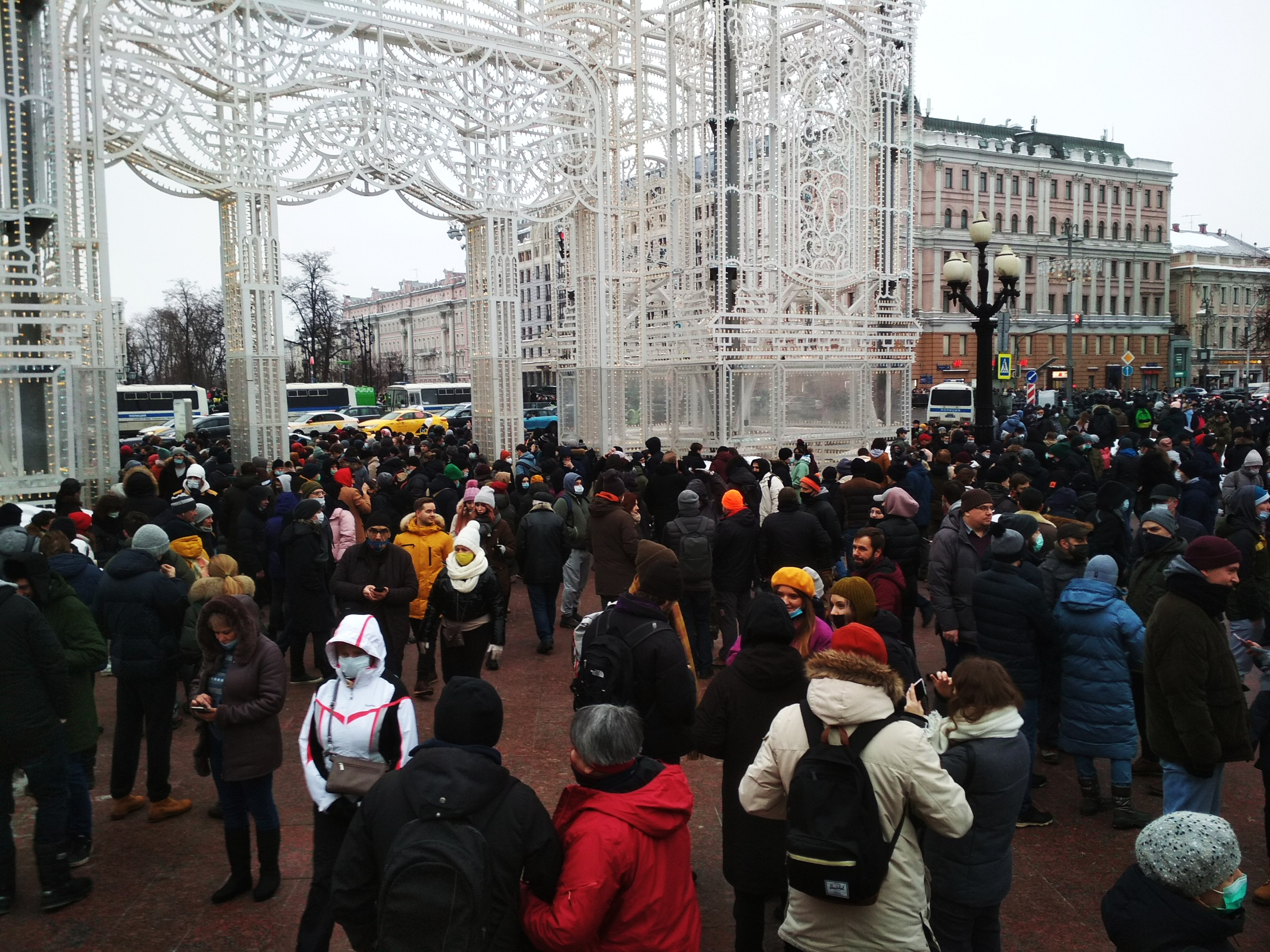
На Тверском бульваре в 13:57
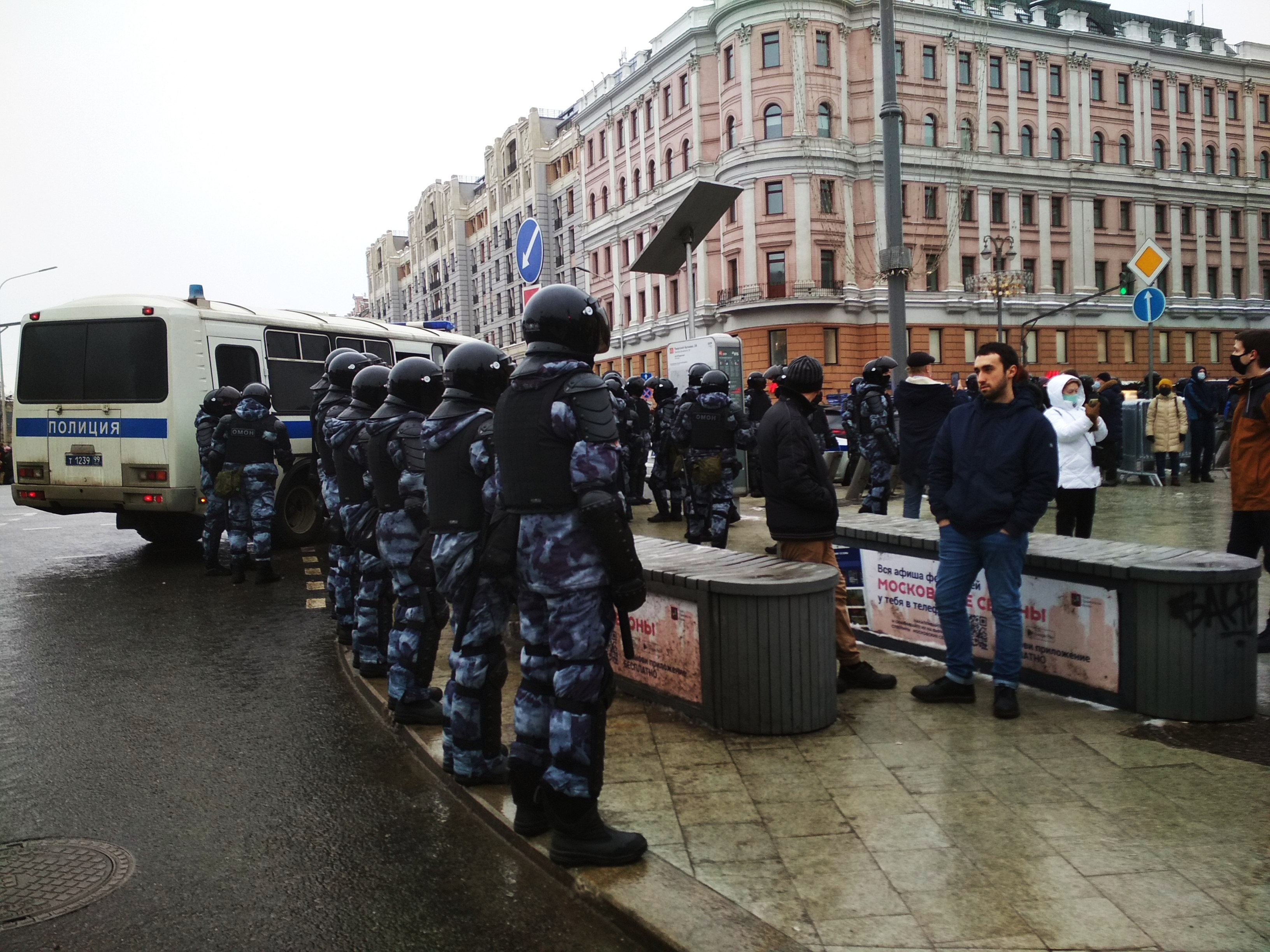
ОМОН на Пушкинской площади в Москве в 14:02
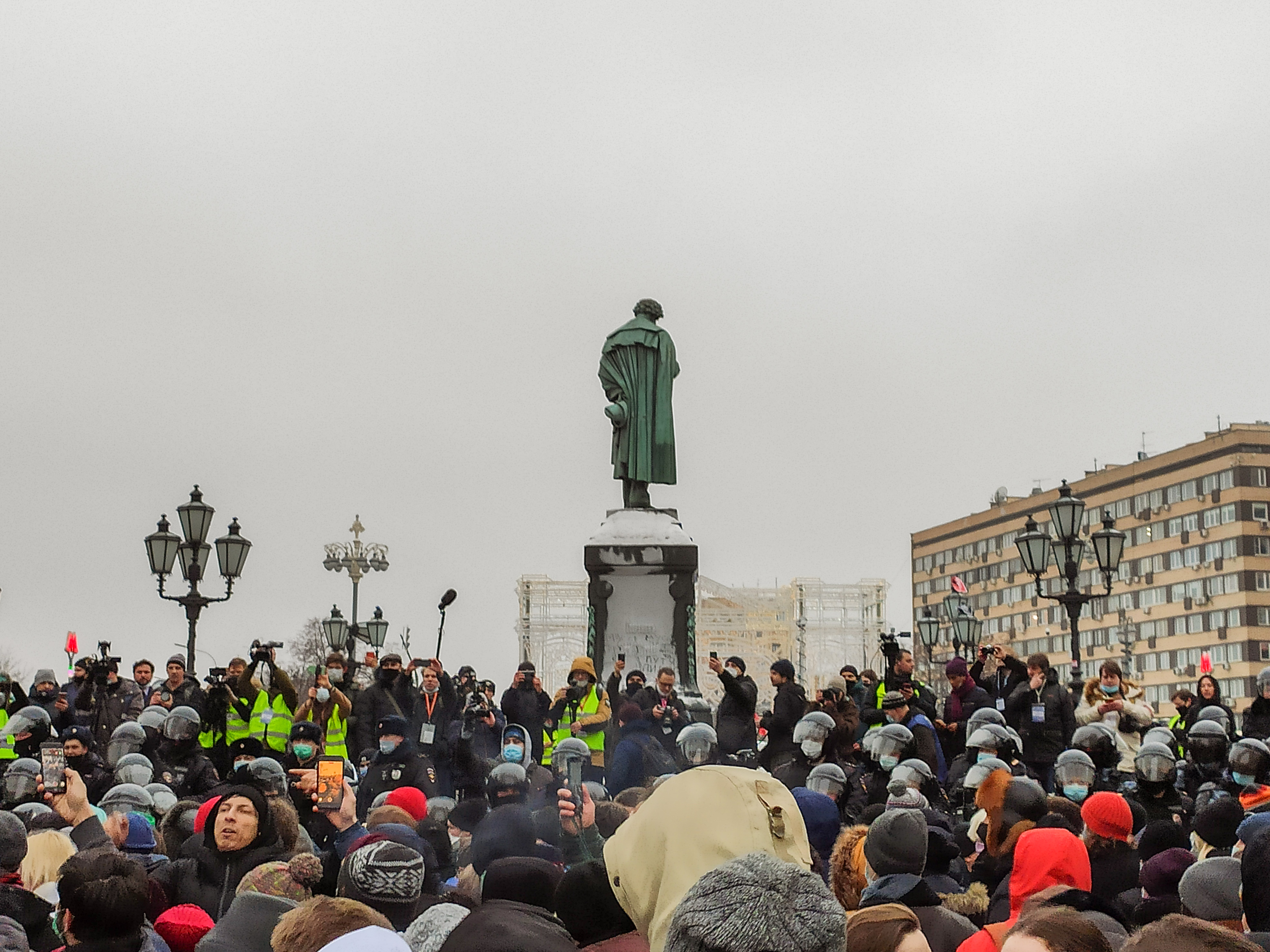
Протестуюшие у памятника Пушкину в Москве в 15:57
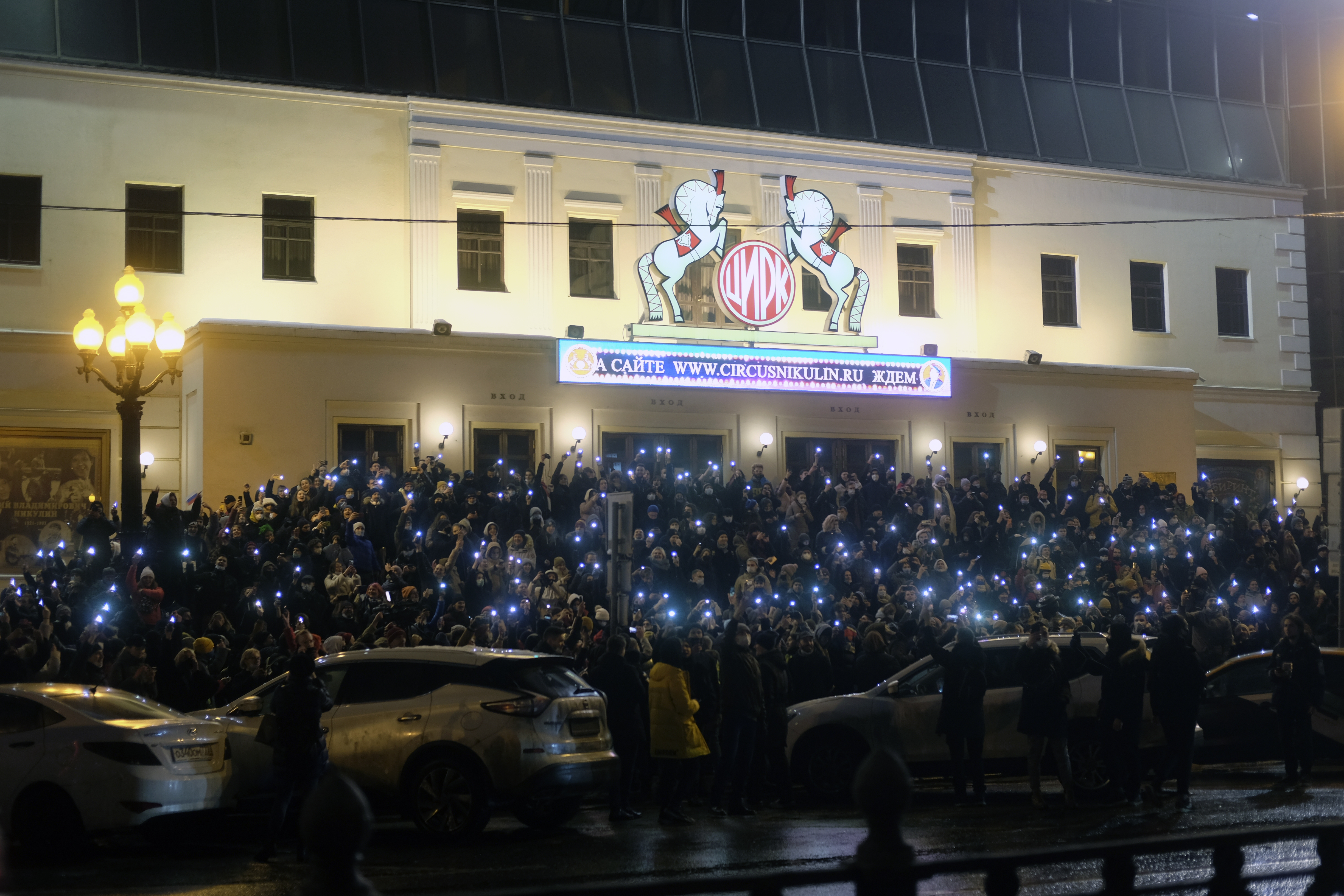
Протестующие около главного входа в Цирк на Цветном бульваре в 18:34
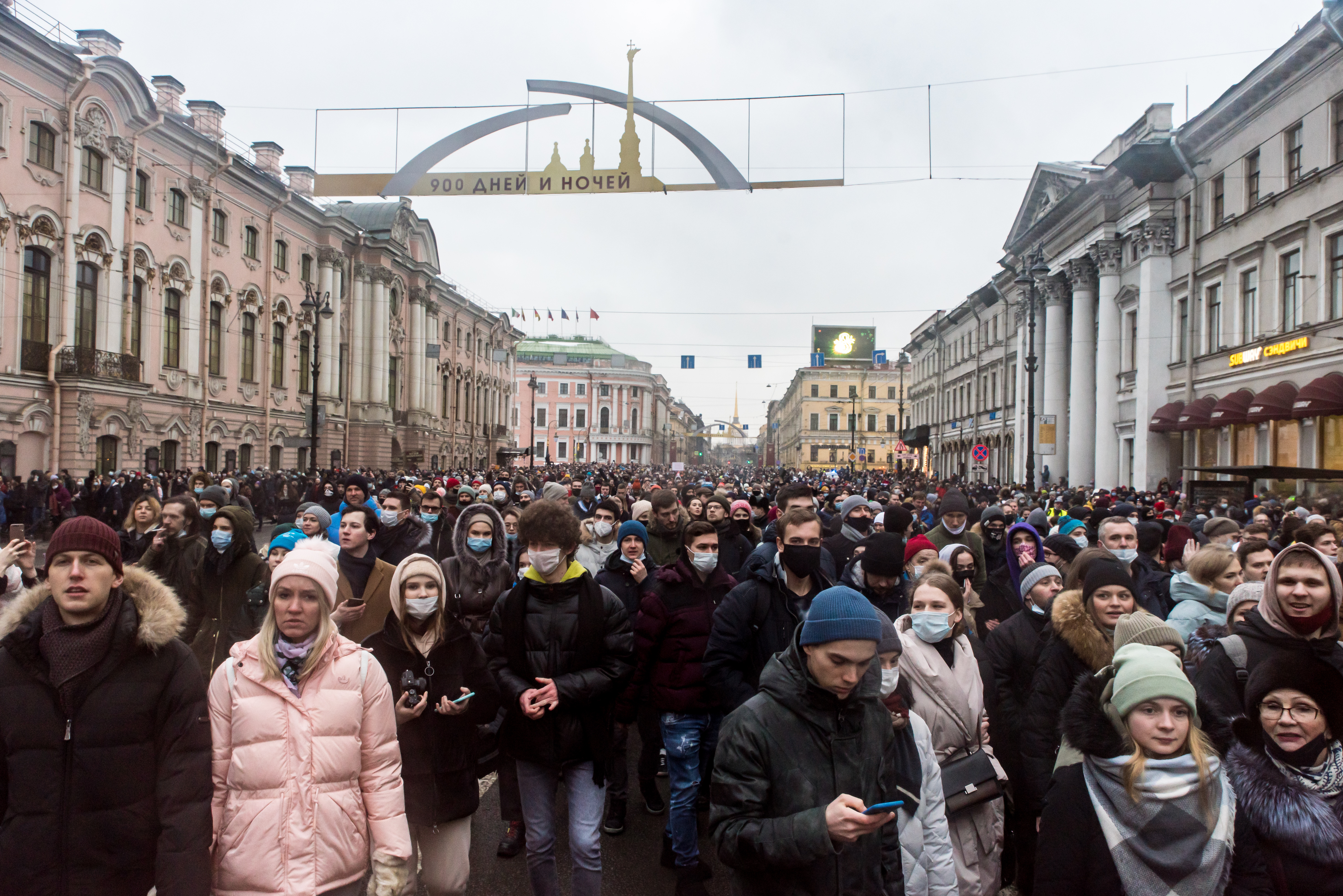
Шествие по Невскому проспекту в Петербурге
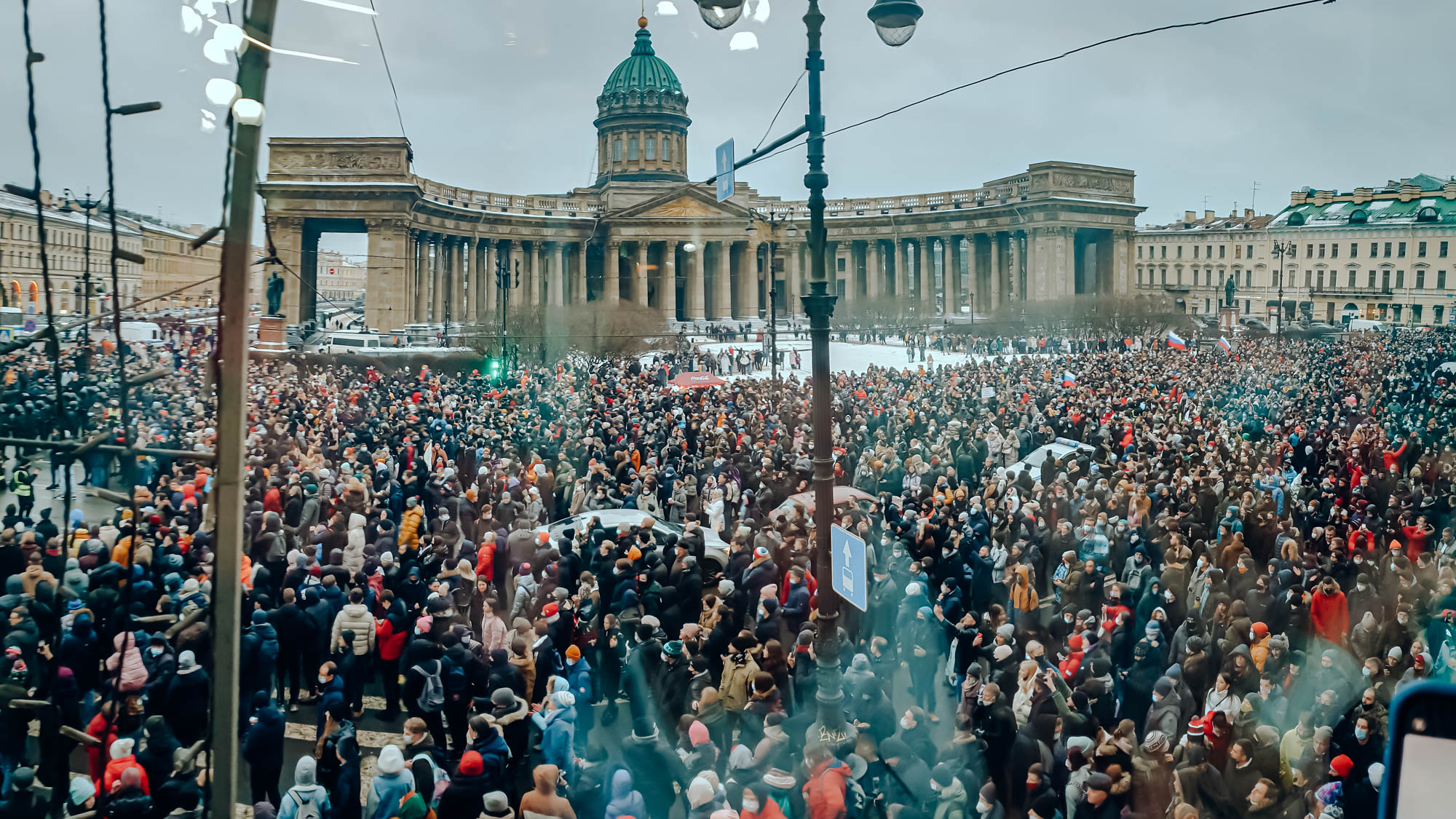
Шествие по Невскому проспекту в Санкт-Петербурге, вид из Дома Книги
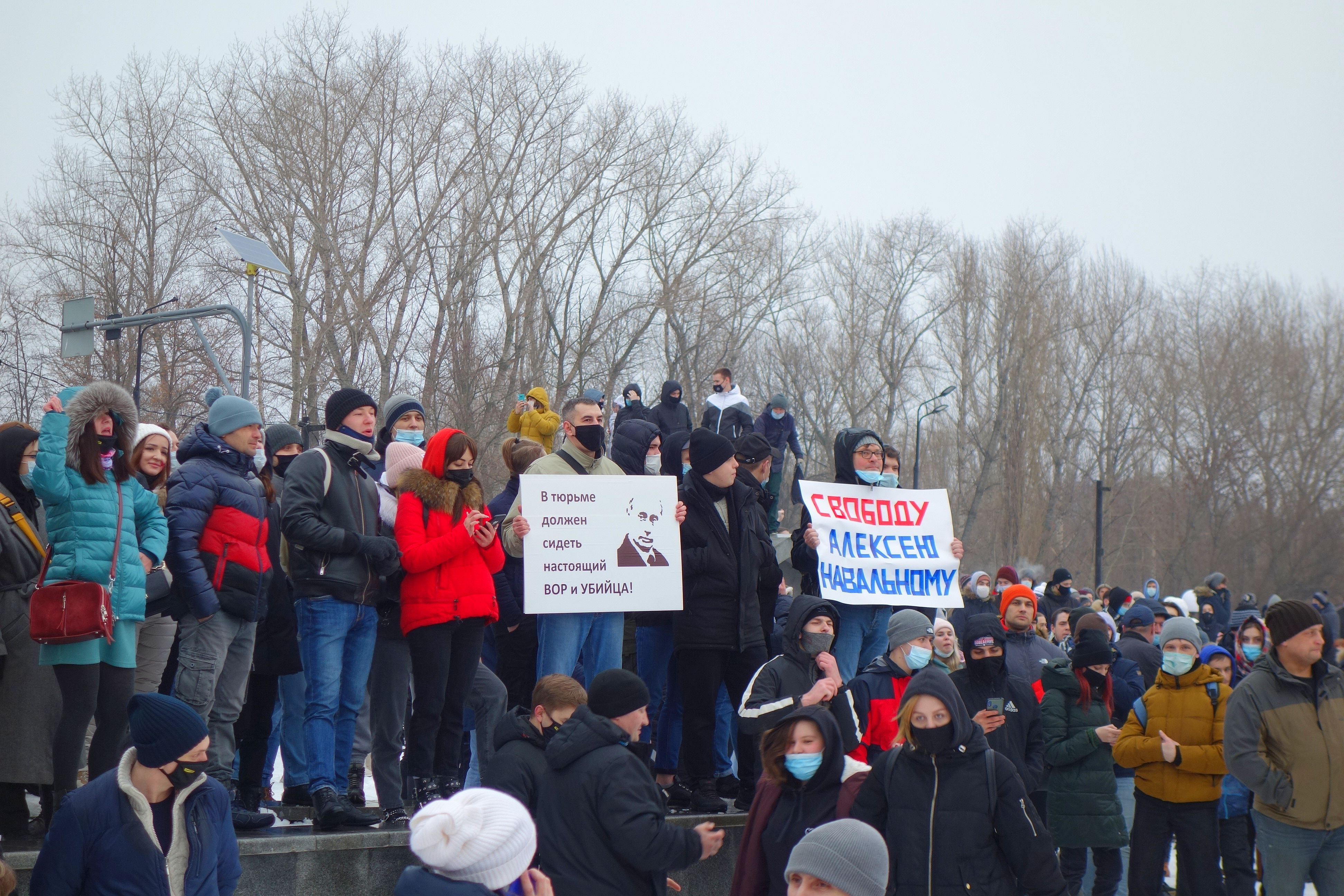
Площадь Петра Великого в Липецке
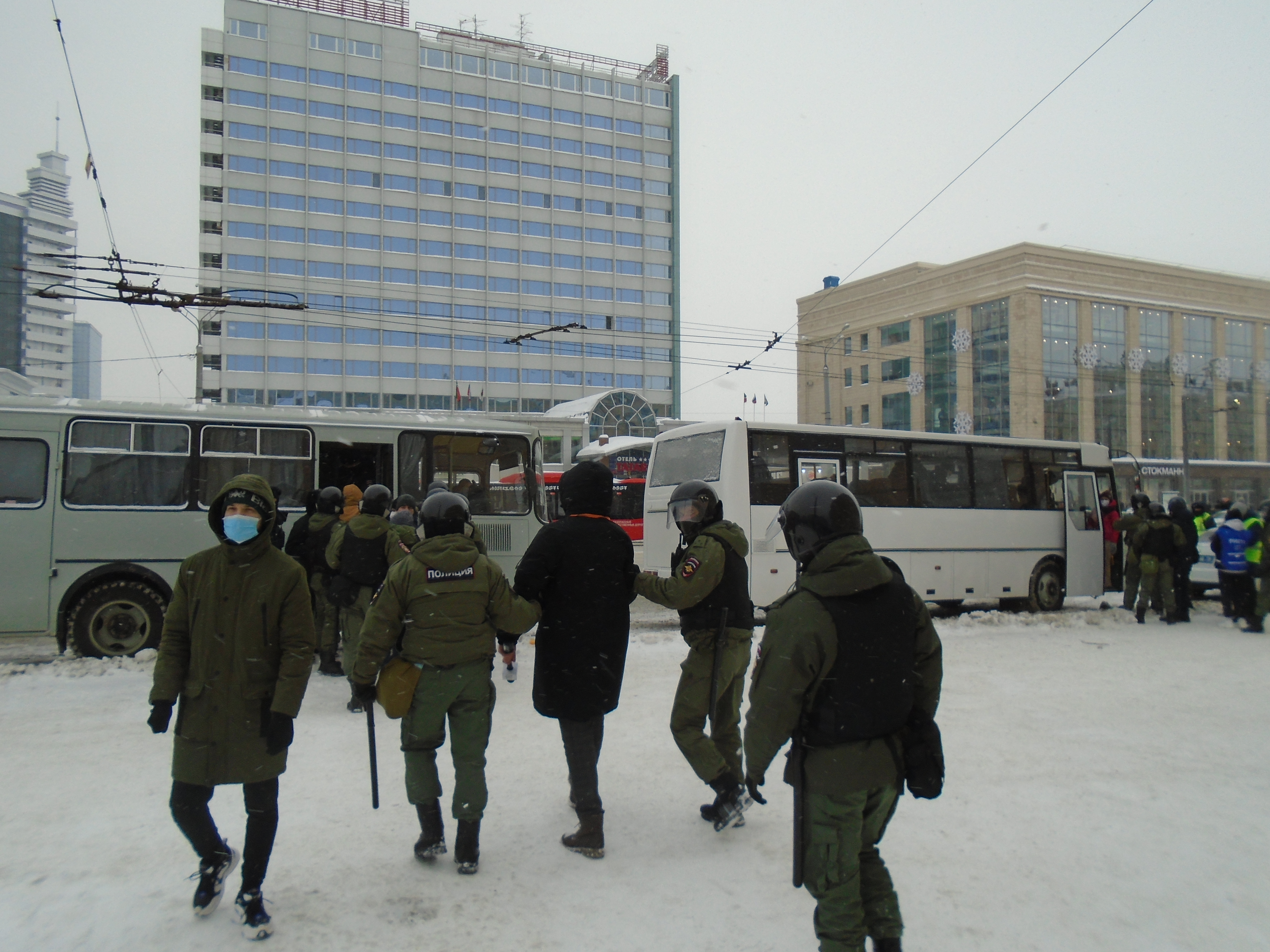
Задержания на улице Баумана, Казань
- Видео стихийного шествия по Страстному бульвару
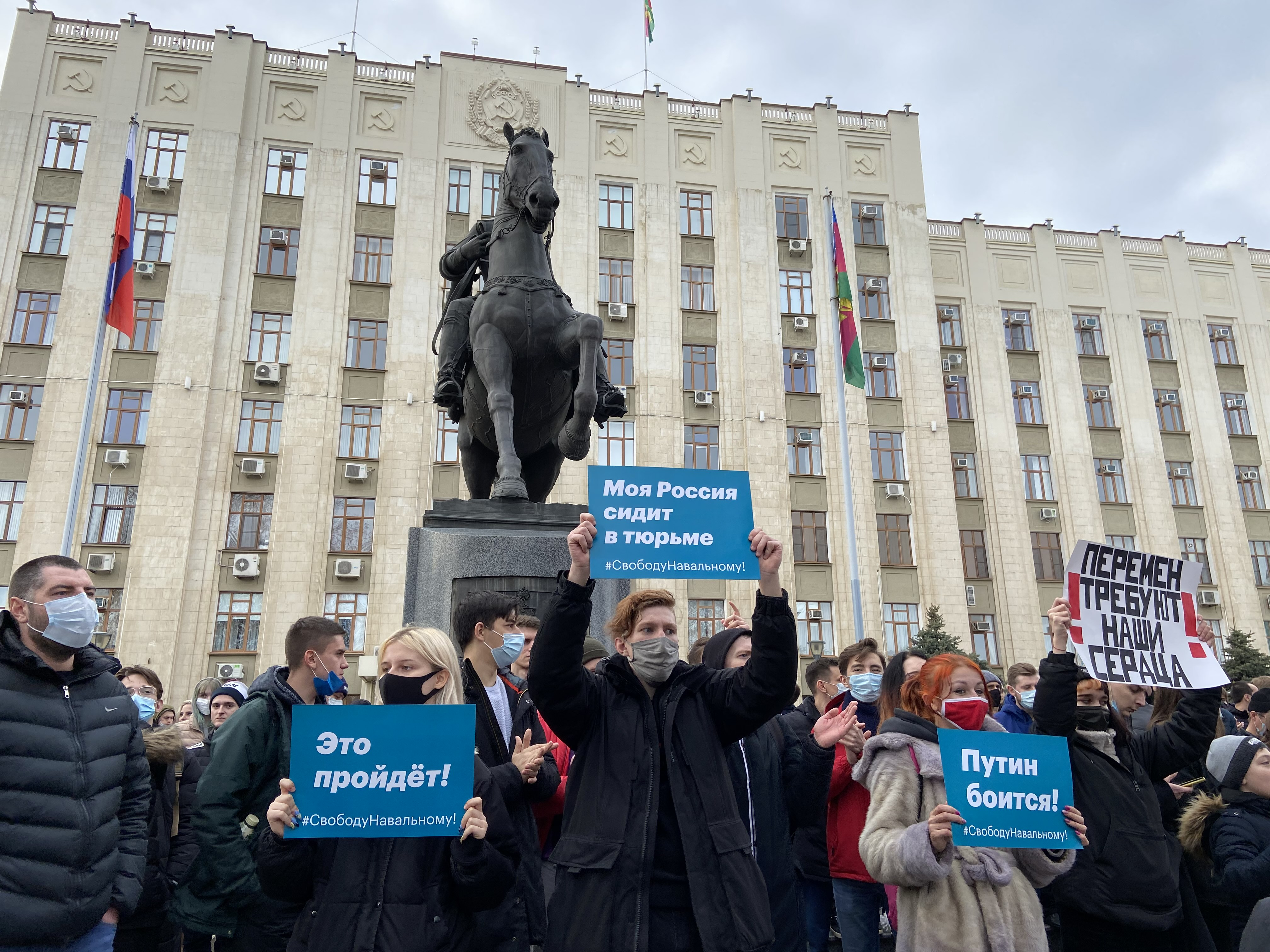
Митинг в Краснодаре (крупнейший в истории города)
- Митинг в Краснодаре
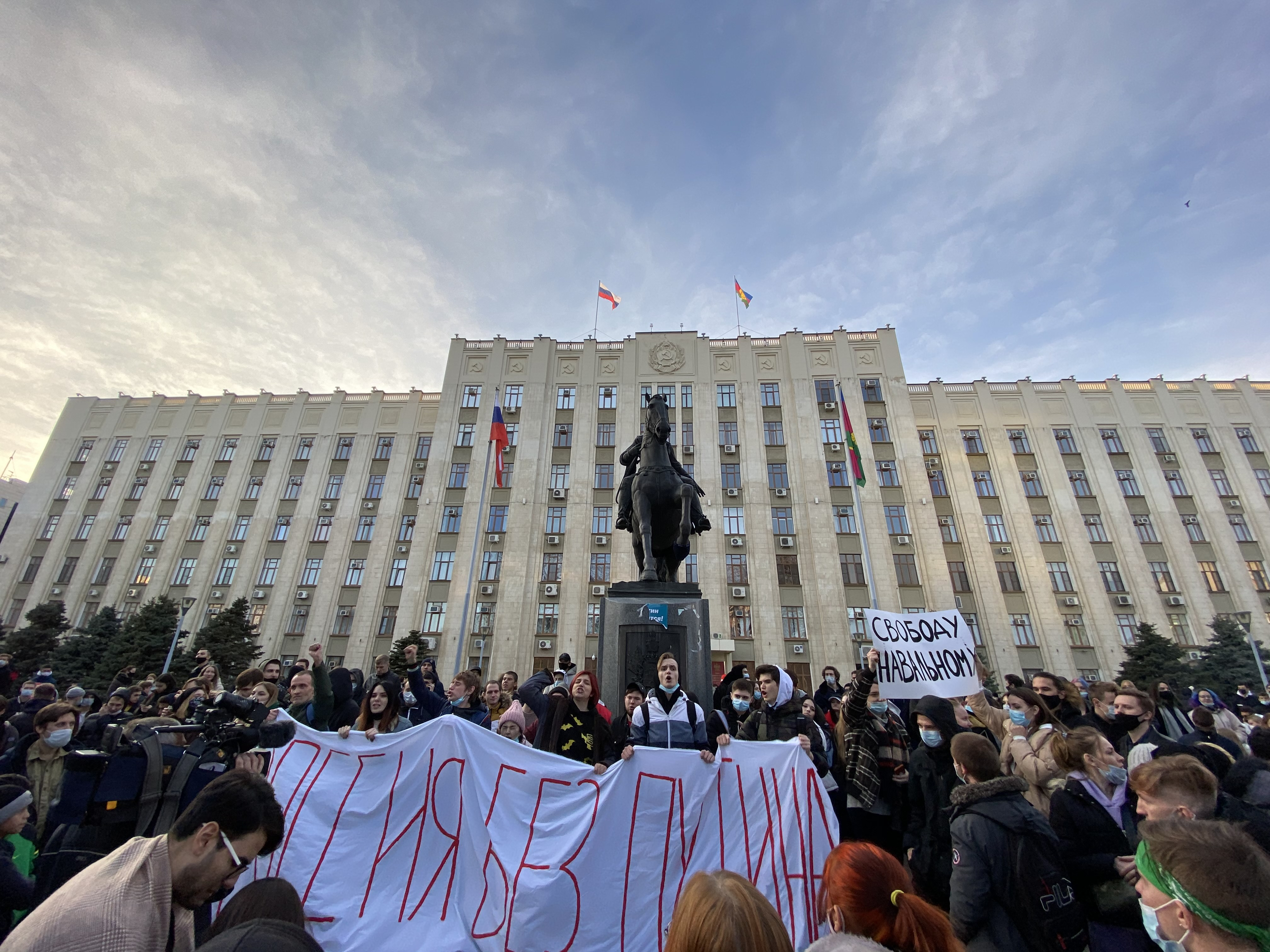
Митинг у Администрации Краснодарского края
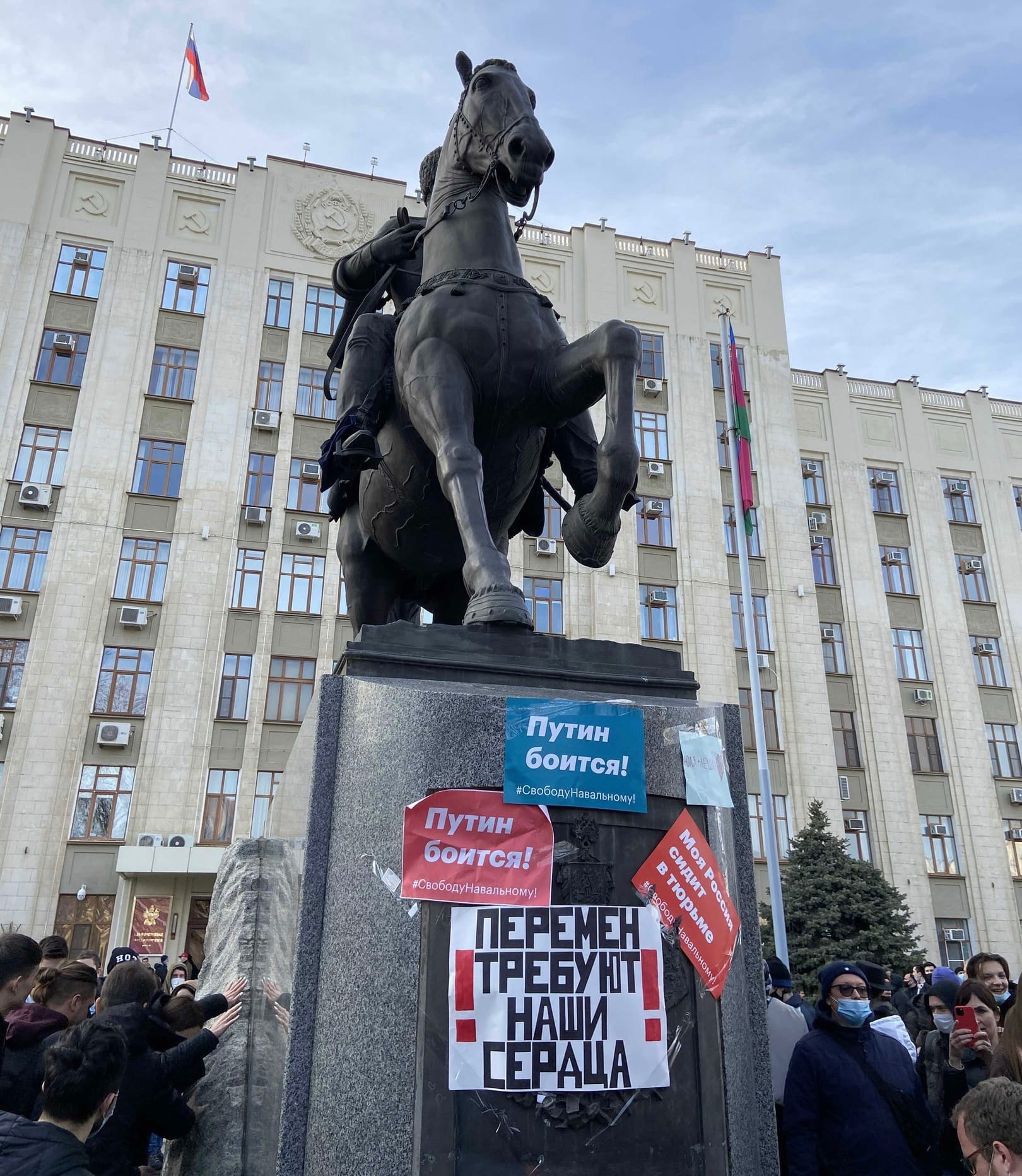
Актуальные лозунги митинга 23.01 Краснодар

### Столкновения с полицией и происшествия

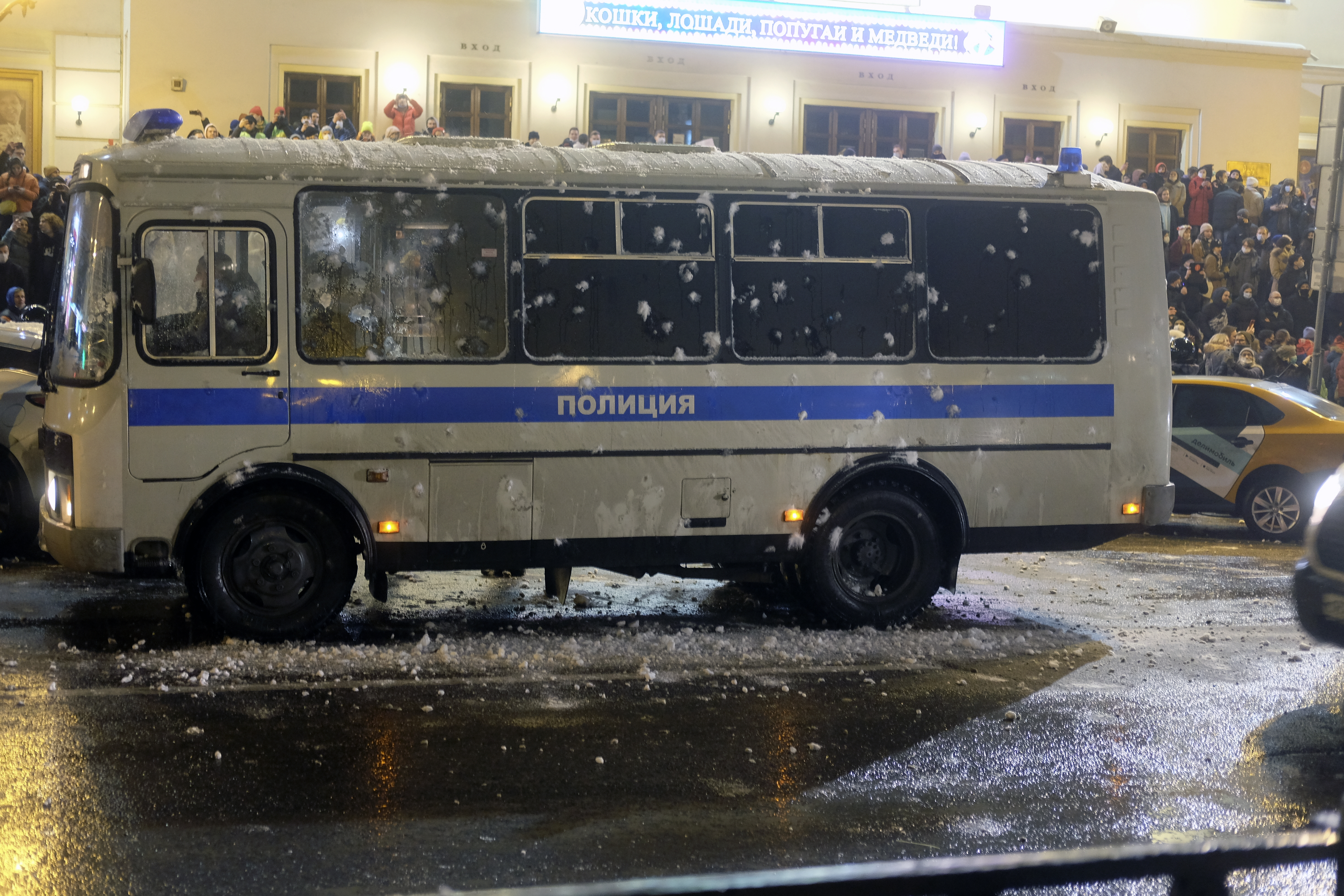
Полицейский автобус, закиданный снежками. 23 января 2021 года

По данным «Апологии протеста», во время протестов 23 января силовики избивали протестующих в Хабаровске, Красноярске, Новосибирске, Оренбурге, Ульяновске, Москве и Санкт-Петербурге. По данным Медиазоны, в ходе митингов пострадали десятки человек. По данным ТАСС, в Москве после акций протеста за медицинской помощью обратилось более 40 человек, у них были «различные травмы головы, ушибы, растяжения и переломы». По сообщениям издания Znak.com, в Чите часть полицейских отказалась разгонять митинг и задерживать протестующих. Митингующие кричали полицейским «Молодцы».
В Москве происходили столкновения между полицией и демонстрантами. Некоторые участники акций кидали в полицейских снежки. Полиция применила против протестующих дубинки. По сообщению СМИ, в полицейских также летели бутылки, фальшфейеры и дымовые шашки. Митингующие, выйдя на проезжую часть, окружили проезжающий чёрный автомобиль с синим проблесковым маячком, бросая в него снежки (позже выяснилось, что это был автомобиль ФСБ). Далее, подойдя ближе, протестующие начали наносить по автомобилю удары ногами, погнули крыло, разбили стекло и нанесли телесные повреждения водителю. По данным событиям были возбуждены уголовные дела по статьям 167, 213 и 318 Уголовного кодекса. На Пушкинской площади протестующие стащили с фонарного столба человека с плакатом, посчитав содержимое плаката провокационным, сломали при этом плафон фонаря и начали его избивать, но были остановлены другими протестующими. Всего по результатам столкновений пострадали трое росгвардейцев. Вечером, после основных акций, небольшое число протестующих пришли к СИЗО «Матросская тишина», где находится Алексей Навальный, и начали скандировать: «Лёха, выходи!», а также один из них бросил бутылку с зажигательной смесью. Правоохранители задерживали протестующих с применением резиновых дубинок.
На митинге в Москве также произошла драка между ОМОНом и студентом МГУ, чеченцем Саидом Джумаевым. При этом сам Джумаев позже заявил, что находился в неадекватном состоянии, поскольку сотрудник полиции ударил его по голове. Впоследствии суд в Москве назначил ему 5 лет колонии общего режима по 318 УК РФ. Правозащитный центр Мемориал признал Саида Джумаева политзаключённым. Центр считает, что действия Джумаева носили характер самообороны, а руководство РФ грубо нарушило право протестующих на мирные собрания, каждый из которых рисковал быть незаконно задержанным и избитым.
В Петербурге во время митинга пострадал томский журналист Сергей Колотовкин, при задержании ОМОН сломал ему руку. Также на видео попал эпизод, на котором протестующий наносит удар в лицо одиноко стоящему сотруднику ГИБДД, сбивая его с ног. Напавший на сотрудника ГИБДД в Петербурге в этот же день был задержан.

#### Инцидент с Маргаритой Юдиной
В Петербурге на видео попал эпизод, когда сотрудник оперативного полка ГУ МВД по Санкт-Петербургу и Ленинградской области ударил 54-летнюю женщину, Маргариту Юдину, ногой в живот в ответ на её реплику, в результате чего та упала и ударилась головой. 23 января пострадавшая была в тяжёлом состоянии госпитализирована в реанимацию больницы им. Джанелидзе с сотрясением мозга, закрытой черепно-мозговой травмой и ушибом мягких тканей. Полиция начала служебную проверку. На следующий день Юдину перевели в палату, возле которой дежурил полицейский. Силовики отреагировали на этот эпизод извинением Музыки Сергея Борисовича, начальника управления организации охраны общественного порядка ГУ МВД Санкт-Петербурга. Также ими было высказано намерение уволить другого контрактника Росгвардии, который отозвался о нанесённом ударе с насмешкой и восхищением, прокомментировав удар словами «Н**** стоять у нас на пути». Позднее неизвестный, пришедший в форме полицейского и медицинской маске, назвавший себя Колей, ударившим Юдину, извинился перед ней, объяснив, что у него «запотело забрало» и он не видел, что происходит. Однако на видео инцидента видно, что забрало каски поднято. 25 января Юдину в срочном порядке выписали из больницы им. Джанелидзе, не долечив надлежащим образом. Вечером 26 января 2021 года Юдина была вновь госпитализирована в связи с ухудшением состояния в Елизаветинскую больницу. Врач, осматривавший Юдину при повторной госпитализации, была очень удивлена тому, что Юдину выписали на следующий день после госпитализации с теми травмами, которые у неё имелись.
Получив извинения, Юдина сначала сказала, что простила виновника, однако позже заявила, что была обманута, поскольку находилась в плохом состоянии и не понимала до конца что происходит. Также она заявила, что к ней приходили полицейские и оказывали на неё давление, чтобы она простила нападавшего, а также что она не знала, что её снимают, когда к ней пришли в больницу люди в форме. Голос неизвестного, пришедшего извиняться перед Юдиной, был намеренно изменён на видео. Юдина заявила, что будет добиваться привлечения силовика к ответственности. Она потребовала раскрыть сведения об ударившем её силовике и возместить ей причинённый вред.
Комментируя данный эпизод, телеведущий Владимир Соловьёв заявил, что женщину «отталкивают ногой, упираясь в живот», назвал этот случай «хорошо подготовленной провокацией» и заявил о необходимости «наградить всех сотрудников правоохранительных органов, включая этого парня в Питере». При показе по телеканалу «Россия 1» сюжета «Вести недели» с Дмитрием Киселёвым от 24.01.2021 из видео инцидента с помощью видеомонтажа был вырезан момент удара. Сам удар при этом был назван «толчком», а протестующие были обвинены в том, что им нужна была «сакральная жертва», но «задача не была выполнена». Телеведущий Александр Мясников также оправдал силовика, заявив, что пострадавшая якобы могла брызнуть баллончиком или «шилом пырнуть».
25 января депутат Государственной думы, единоросс Александр Хинштейн направил депутатский запрос в Генпрокуратуру и Следственный комитет с требованием привлечь бойца к уголовной ответственности, однако на следующий день, 26 января, отозвал свой запрос, а также призвал не увольнять упомянутого выше контрактника, поддержавшего бойца, совершившего насилие. Заявление о возбуждении уголовного дела подал также правозащитник Динар Идрисов. 26 февраля стало известно, что в возбуждении уголовного дела против силовика, ударившего Юдину, было отказано.
22 марта, спустя два месяца после того как некий силовик извинялся перед Юдиной за нанесённый им удар, полиция заявила, что личность силовика, нанёсшего удар, не установлена, а извинения перед Юдиной последуют только в том случае, если вина силовика будет доказана по результатам проверки или решением суда.
Адвокаты Юдиной из «Команды 29» заявили, что после данного инцидента власти пытались оказывать давление на её семью. Так, местная администрация Лужского района Ленинградской области заинтересовались условием жизни 15-летней дочери Юдиной, заявив, что она нигде не учится (по словам Юдиной, что её дочь учится дистанционно в голландском колледже); 26 января 2021 года у дома Юдиной были замечены сотрудники прокуратуры и органов опеки, фотографировавшие дом Юдиной из-за забора. Кроме того, двоих сыновей Юдиной хотели привлечь к воинской службе (по словам Юдиной, её 20 летний сын негоден по здоровью и является инвалидом детства). Позже, 20 августа 2021 в 11 вечера под предлогом минирования соседнего дома силовики проникли в дом Юдиной и эвакуировали её младших детей в свой автобус, где продержали их около часа, при том что из соседних домов больше никто эвакуирован не был.

### За рубежом
В Гааге, Лондоне, Берлине, Токио, Милане, Мюнхене, Праге, Нью-Йорке, Лос-Анджелесе, Барселоне и Мадриде и других городах также прошли демонстрации возле российских посольств в знак солидарности с протестами в России. В Берлине митинг собрал не менее 3000 человек, став одним из самых массовых политических русскоязычных мероприятий в новейшей истории города. В Тель-Авиве, по словам одного из очевидцев, на митинг вышло около 1000 человек. Акции в знак солидарности с протестами в России также прошли в Австралии, США, Южной Корее.
В Киеве у российского посольства собралось 30 сторонников Алексея Навального. В Тбилиси акция «За свободу» состоялась у секции интересов России при посольстве Швейцарии. Пикет в Стамбуле у консульства России был разогнан турецкими силовиками.
В Хельсинки из-за ограничений, связанных с пандемией коронавируса, митинги в поддержку Навального проходили небольшими группами не более 10 человек с соблюдением социальной дистанции (всего 16 митингов). Такой порядок был согласован с полицией. Акции проходили возле посольства РФ и на Сенатской площади.

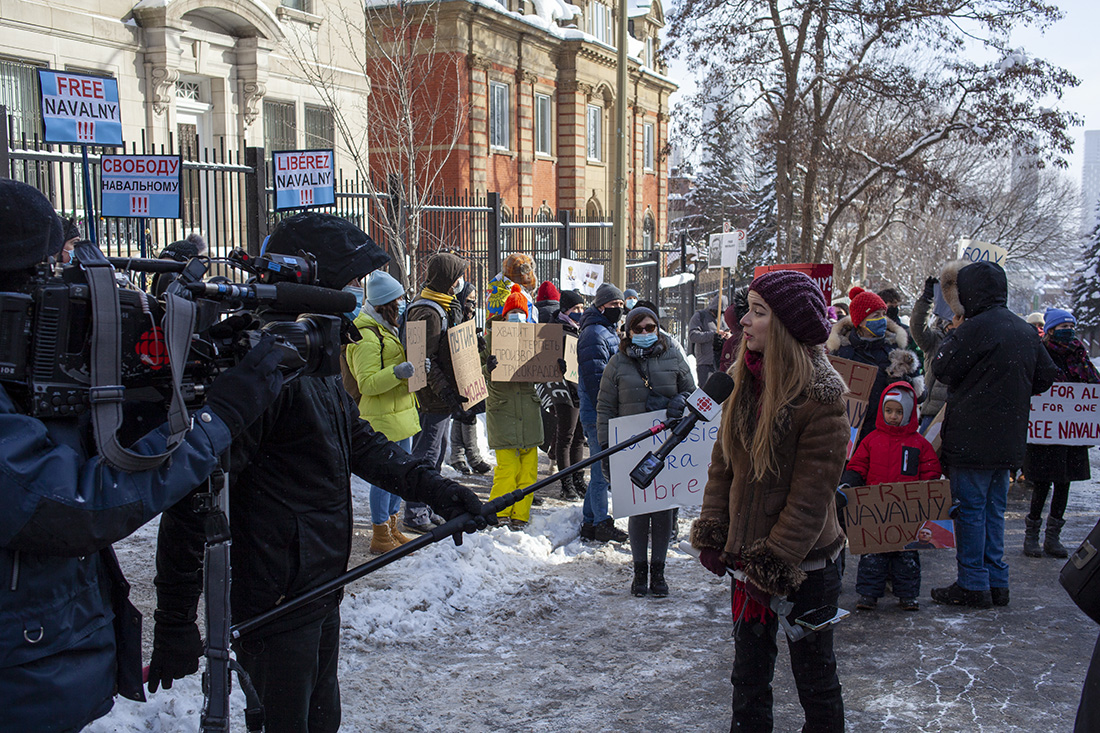
Репортаж перед консульством России в Монреале (Канада) 23 января 2021
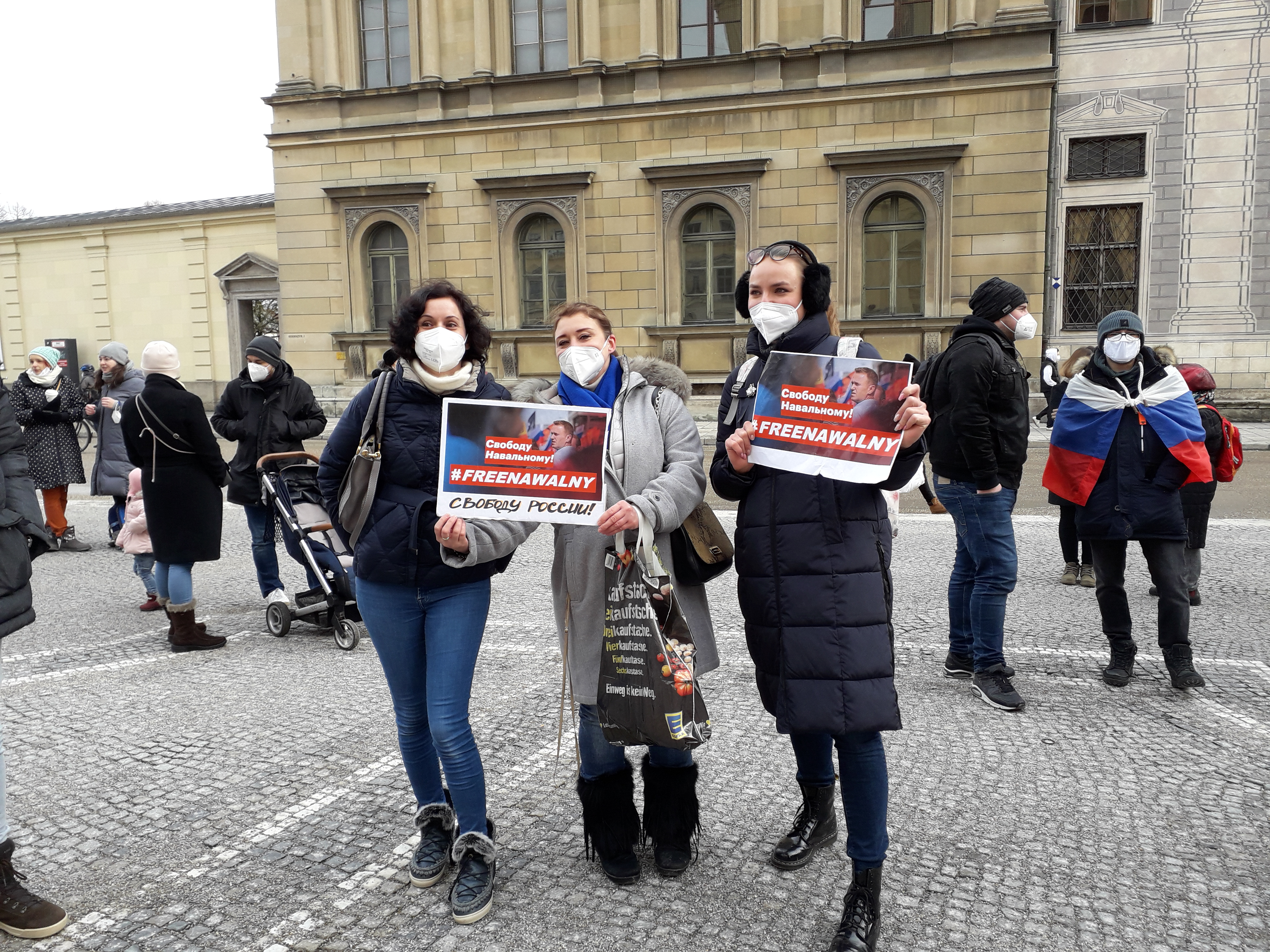
Протестная акция в поддержку Навального в Мюнхене (Германия) - 23.01.2021
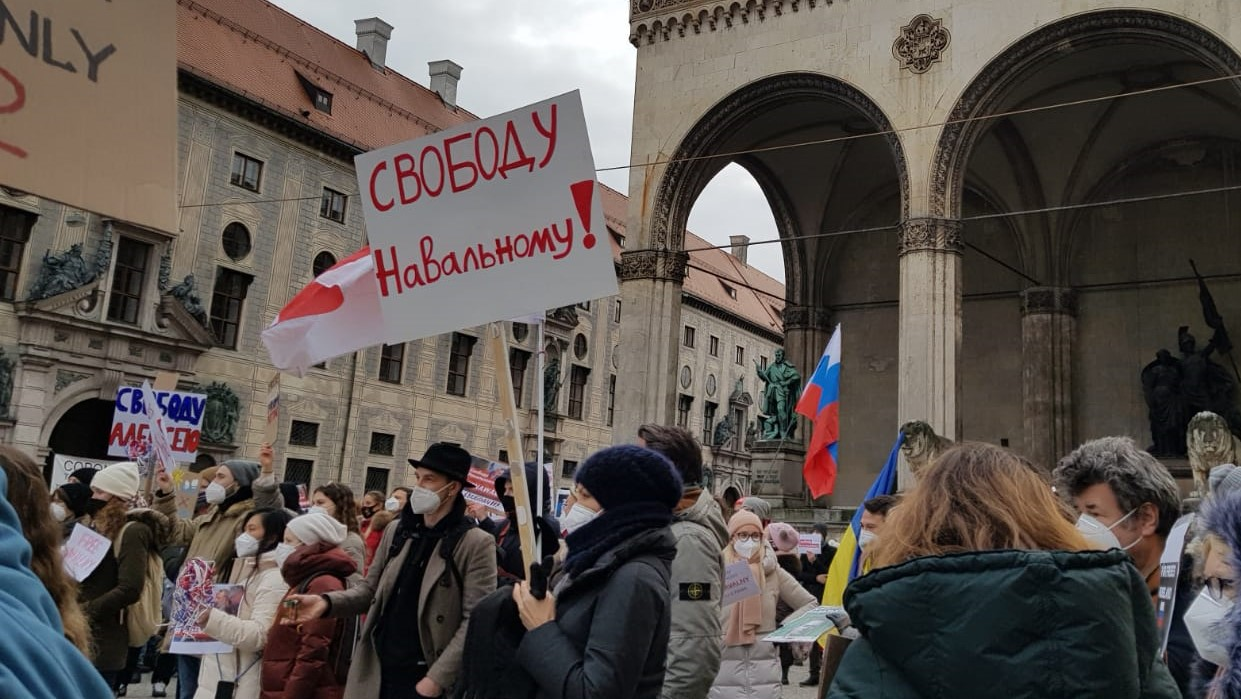
Протестная акция в поддержку Навального в Мюнхене (Германия) - 23.01.2021
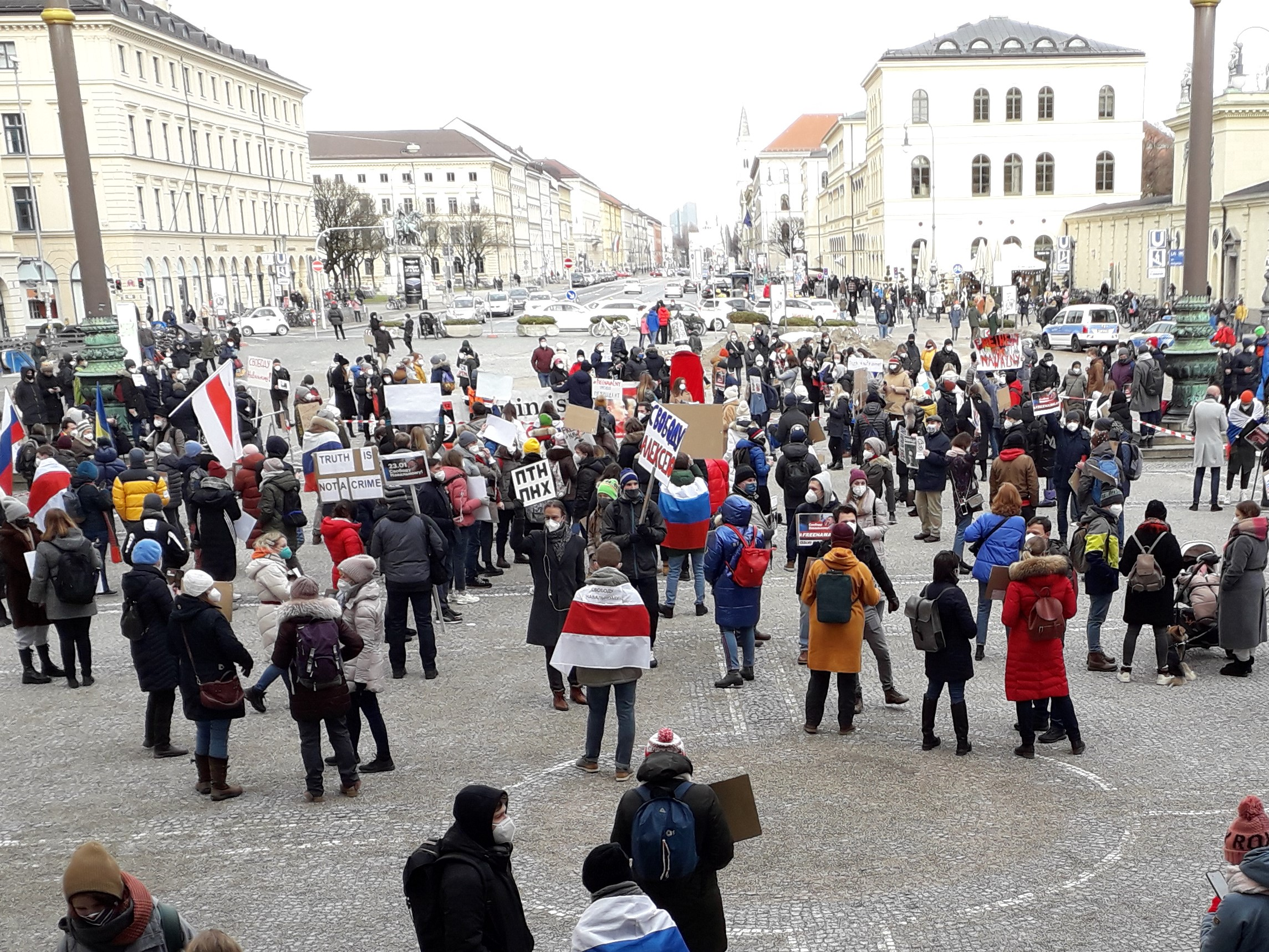
Протестная акция в поддержку Навального в Мюнхене (Германия) - 23.01.2021
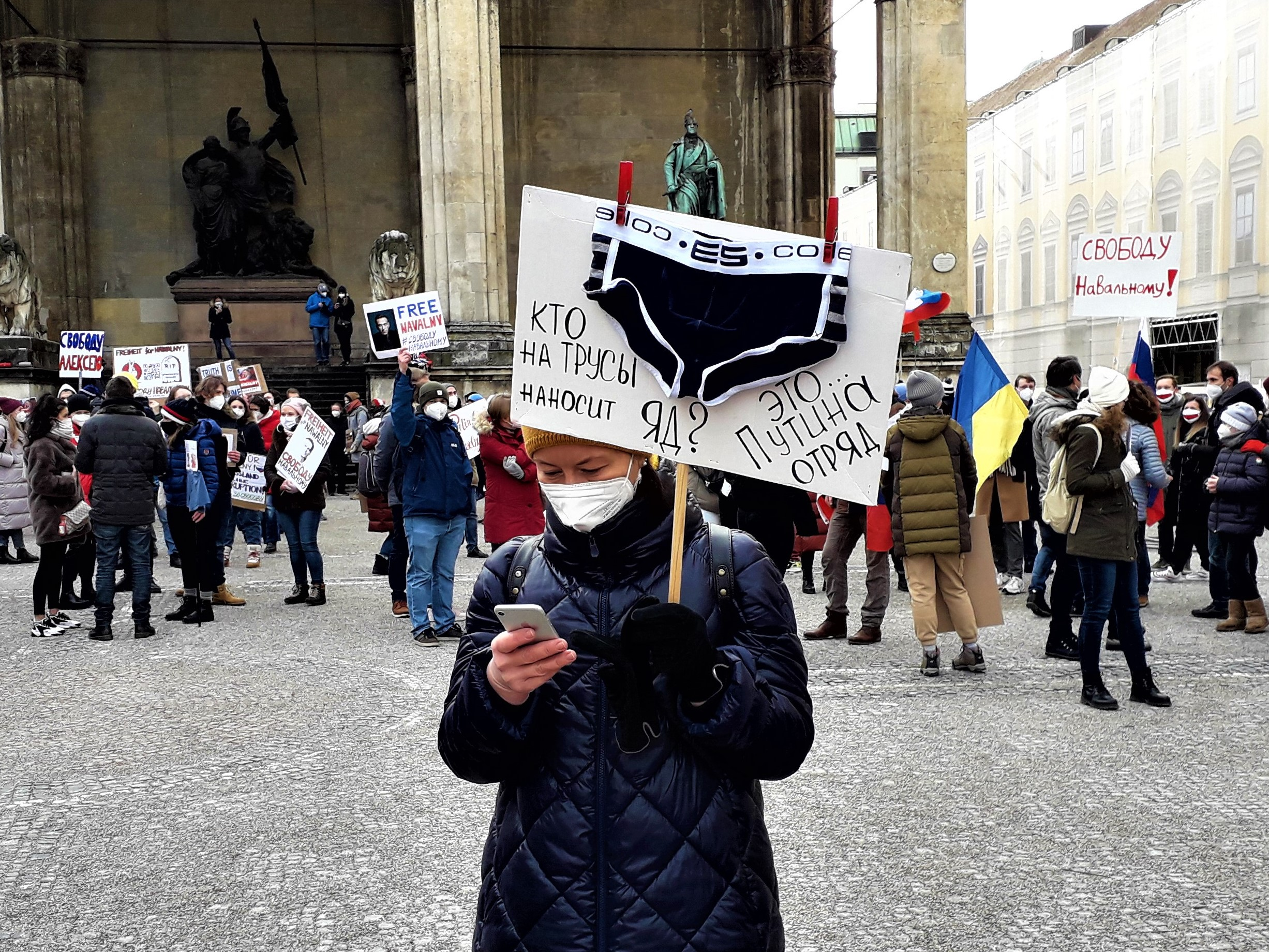
Протестная акция в поддержку Навального в Мюнхене (Германия) - 23.01.2021
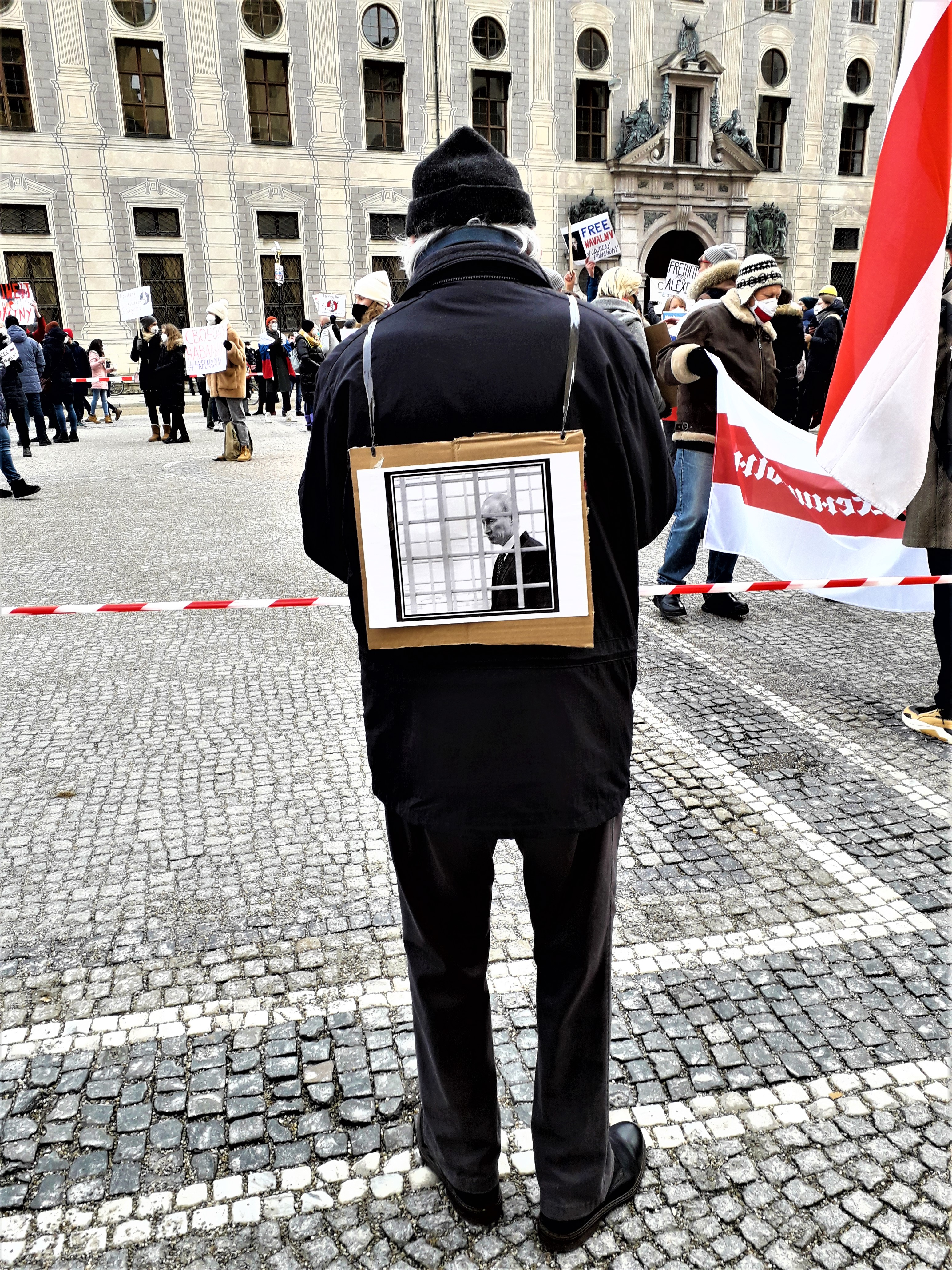
Протестная акция в поддержку Навального в Мюнхене (Германия) - 23.01.2021
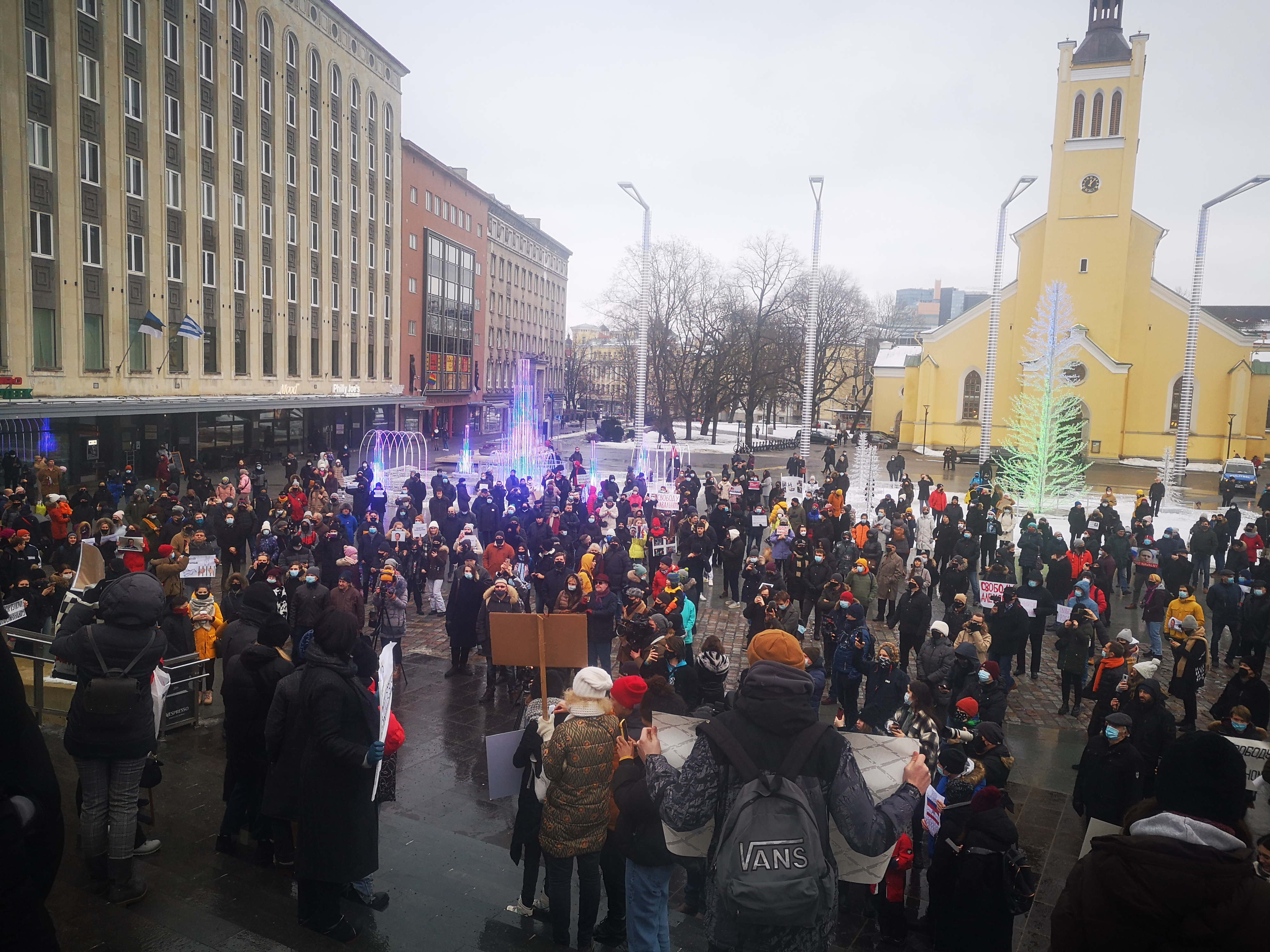
Площадь свободы в Таллине (Эстония)

### Ложные сообщения о протестах
Информация о ложных фактах собиралась как представителями власти, так и участниками протестов.
Комитет Госдумы по информационной политике, информационным технологиям и связи изучил ситуацию вокруг ложных фактов по теме митингов, прошедших 23 января. По результатам экспресс-анализа обнаружено 53 «темы фейков», наиболее распространёнными из которых были сообщения о «поджоге Кремля», о том, что «полиции разрешили стрелять в митингующих», «об отключении интернета по всей стране», «использовании военных для подавления протеста», «гибели протестующих», «миллионах протестантов по всей стране». При этом наибольшая концентрация ложных сообщений, по данным авторов доклада, была выявлена в социальной сети TikTok. Рабочая группа Общественной палаты РФ по противодействию распространению недостоверной информации, общественному контролю и безопасности интернета сообщила об обнаружении в социальных сетях около 100 ложных сообщений, связанных с протестами 23 января.
В свою очередь, представители оппозиции тоже заявляли о фактах распространения недостоверной информации о протестах. По их мнению, главный из них — это массовость участия в митингах несовершеннолетних. Активисты «Белого счётчика» Александра Архипова, Анна Чернобыльская и Ольга Карташова провели опрос участников акции протестов в Москве возле Пушкинской площади и на Тверской улице и сообщили, что среди 365 опрошенных лиц оказалось только от 1,7 % до 4 % несовершеннолетних (дети до 16 лет), младше 18 лет было менее 10 % участников акций протеста.

## Протесты 31 января
После митингов 23 января Леонид Волков анонсировал новые акции, назначенные на выходной день, а 25 января опубликовал пост в своём Telegram-канале о призыве выйти на протесты во всех городах России 31 января 2021 года в 12:00. Дату он объяснил желанием провести акции до 2 февраля, на которое был назначен суд над Алексеем Навальным по замене условного срока на реальный, а выбор времени — кратким световым днём.
28 января Прокуратура Москвы предостерегла организаторов и социальные сети о незаконности предстоящих акций 31 января. Главными управлениями МВД Москвы и Московской области были размещены предупреждения об ответственности за участие в несанкционированной акции 31 января, в том числе несовершеннолетних. 29 января Генеральная прокуратура РФ сообщила, что провокационные действия 30 и 31 января будет рассматривать по статье 212 УК РФ о массовых беспорядках, а «вовлечение несовершеннолетних в противоправную деятельность может образовать состав преступления, предусмотренного статьёй 150 УК РФ».
31 января Роскомнадзор сообщил в телеграм-канале ведомства, что будет составлять протоколы за публикации с «завышенными показателями о количестве участников незаконных митингов» и за сообщения о «якобы имевших место фактах насилия и столкновений». Накануне в разных регионах представители власти задерживали журналистов и вручали им предостережение о недопустимости участия в акции. По информации «ОВД-Инфо», такое давление оказывалось с целью помешать журналистам выполнять свою работу. Также сообщалось о давлении на правозащитников.

### Число протестующих и задержанных
Акция 31 января по числу участников оказалась сравнимой с 23 января. По оценке соратников Навального, в общей сложности в акции участвовало 200—300 тыс. человек в 140 городах. По подсчётам «Открытых медиа», только в 42 городах, где акции были наиболее крупными, в них приняли участие от 65 до 100 тыс. человек. В некоторых городах (например, в Санкт-Петербурге, Екатеринбурге, Новосибирске, Краснодаре, Челябинске) на улицу вышло ещё больше людей, чем 23 января. Однако в некоторых городах (например, в Хабаровске, Владивостоке и Красноярске) число участников, наоборот, снизилось, в некоторых городах — в несколько раз. Число протестующих 31 января в Москве сложно поддаётся оценке, поскольку участники постоянно перемещались небольшими колоннами по разным улицам. По оценками «Открытых медиа», во время первого сбора на площади трёх вокзалов только на этом месте присутствовало около 15 тыс. человек.
По данным «ОВД-Инфо» на 2 февраля, задержаны 5754 человек; по данным «Медузы» — 5657 человек. Такое число задержанных снова стало рекордным по всем акциям, проходившим в России за последние годы, заметно превысив в том числе и протесты 23 января. Среди задержанных 205 являлись несовершеннолетними. Среди задержанных были Юлия Навальная (вечером её отпустили с протоколом по «митинговой» статье 20.2 КоАП), глава «Открытой России» Андрей Пивоваров, а также минимум 93 журналиста.
| Число участников и задержанных по основным городам проведения акции 31 января | Число участников и задержанных по основным городам проведения акции 31 января | Число участников и задержанных по основным городам проведения акции 31 января | Число участников и задержанных по основным городам проведения акции 31 января                                  |
| Город проведения                                                              | Количество участников                                                         | Количество задержанных                                                        | Места проведения                                                                                               |
| ----------------------------------------------------------------------------- | ----------------------------------------------------------------------------- | ----------------------------------------------------------------------------- | --- |
| Анапа                                                                         | -                                                                             | 13                                                                            | |
| Архангельск                                                                   | -                                                                             | 21                                                                            | |
| Астрахань                                                                     | -                                                                             | 14                                                                            | |
| Балаково                                                                      | -                                                                             | 6                                                                             | |
| Барнаул                                                                       | -                                                                             | 38                                                                            | |
| Белгород                                                                      | -                                                                             | 5                                                                             | |
| Березники                                                                     | -                                                                             | 1                                                                             | |
| Благовещенск                                                                  | -                                                                             | 1                                                                             | |
| Брянск                                                                        | -                                                                             | 35                                                                            | |
| Великий Новгород                                                              | -                                                                             | 5                                                                             | |
| Владивосток                                                                   | 150                                                                           | 122                                                                           | |
| Владимир                                                                      | -                                                                             | 69                                                                            | |
| Вологда                                                                       | -                                                                             | 17                                                                            | |
| Волоколамск                                                                   | -                                                                             | 1                                                                             | |
| Волгоград                                                                     | -                                                                             | 17                                                                            | |
| Воронеж                                                                       | 1000                                                                          | 122                                                                           | |
| Дзержинск                                                                     | -                                                                             | 1                                                                             | |
| Домодедово                                                                    | -                                                                             | 1                                                                             | |
| Екатеринбург                                                                  | 7000                                                                          | 48                                                                            | |
| Ижевск                                                                        | -                                                                             | 46                                                                            | |
| Ипатово                                                                       | -                                                                             | 1                                                                             | |
| Иркутск                                                                       | -                                                                             | 32                                                                            | |
| Йошкар-Ола                                                                    | -                                                                             | 11                                                                            | |
| Казань                                                                        | -                                                                             | 126                                                                           | |
| Калининград                                                                   | 800                                                                           | 13                                                                            | |
| Калуга                                                                        | -                                                                             | 35                                                                            | |
| Кемерово                                                                      | -                                                                             | 3                                                                             | |
| Киров                                                                         | -                                                                             | 3                                                                             | |
| Королёв                                                                       | -                                                                             | 1                                                                             | |
| Кострома                                                                      | -                                                                             | 21                                                                            | |
| Краснодар                                                                     | 2000                                                                          | 35                                                                            | |
| Красноярск                                                                    | Несколько сотен                                                               | 194                                                                           | |
| Курган                                                                        | -                                                                             | 6                                                                             | |
| Курск                                                                         | -                                                                             | 11—20                                                                         | Площадь Перекальского, Улица Ленина, Театральная площадь, Красная площадь, Улица Дзержинского, Площадь Советов |
| Липецк                                                                        | 150—400                                                                       | 9                                                                             | улица Механизаторов, площадь Петра Великого, памятник Чернобыльцам                                             |
| Магнитогорск                                                                  | -                                                                             | 24                                                                            | |
| Москва                                                                        | 15000-?                                                                       | 1907                                                                          | |
| Мурманск                                                                      | -                                                                             | 2                                                                             | |
| Набережные Челны                                                              | -                                                                             | 8                                                                             | |
| Находка                                                                       | -                                                                             | 2                                                                             | |
| Нижневартовск                                                                 | -                                                                             | 1                                                                             | |
| Нижний Новгород                                                               | -                                                                             | 202                                                                           | Большая Покровская улица, Улица Звездинка, Площадь Минина и Пожарского, Улица Минина                           |
| Нижний Тагил                                                                  | -                                                                             | 16                                                                            | |
| Новокузнецк                                                                   | -                                                                             | 90                                                                            | |
| Новороссийск                                                                  | -                                                                             | 6                                                                             | |
| Новосибирск                                                                   | 2000—6000                                                                     | 103                                                                           | |
| Омск                                                                          | -                                                                             | 26                                                                            | |
| Оренбург                                                                      | -                                                                             | 12                                                                            | |
| Орск                                                                          | -                                                                             | 1                                                                             | |
| Пенза                                                                         | -                                                                             | 4                                                                             | |
| Пермь                                                                         | -                                                                             | 83                                                                            | |
| Петропавловск-Камчатский                                                      | -                                                                             | 8                                                                             | |
| Псков                                                                         | 100—400                                                                       | 23                                                                            | |
| Пушкино                                                                       | -                                                                             | 1                                                                             | |
| Пятигорск                                                                     | -                                                                             | 15                                                                            | |
| Ростов-на-Дону                                                                | 350                                                                           | 98                                                                            | |
| Рыбинск                                                                       | -                                                                             | 6                                                                             | |
| Рязань                                                                        | -                                                                             | 16                                                                            | |
| Самара                                                                        | -                                                                             | 54                                                                            | |
| Санкт-Петербург                                                               | 15 000—20 000                                                                 | 1336                                                                          | |
| Саранск                                                                       | -                                                                             | 9                                                                             | |
| Саратов                                                                       | 1000                                                                          | 15                                                                            | |
| Симферополь                                                                   | -                                                                             | 7                                                                             | |
| Смоленск                                                                      | -                                                                             | 7                                                                             | |
| Сочи                                                                          | -                                                                             | 82                                                                            | |
| Ставрополь                                                                    | -                                                                             | 24                                                                            | |
| Старый Оскол                                                                  | -                                                                             | 5                                                                             | |
| Стерлитамак                                                                   | -                                                                             | 14                                                                            | |
| Сыктывкар                                                                     | Более 300                                                                     | 23                                                                            | Театральная площадь, Стефановская площадь, Кировский парк                                                      |
| Таганрог                                                                      | -                                                                             | 6                                                                             | |
| Тамбов                                                                        | -                                                                             | 6                                                                             | |
| Тверь                                                                         | -                                                                             | 124                                                                           | |
| Тольятти                                                                      | -                                                                             | 9                                                                             | |
| Томск                                                                         | -                                                                             | 11                                                                            | |
| Тула                                                                          | -                                                                             | 18                                                                            | |
| Тырныауз                                                                      | -                                                                             | 2                                                                             | |
| Тюмень                                                                        | 1000                                                                          | 22                                                                            | |
| Улан-Удэ                                                                      | -                                                                             | 13                                                                            | |
| Ульяновск                                                                     | -                                                                             | 17                                                                            | ЦУМ, бульвар Пластова, площадь перед УлГПУ, Улица Ленина, Улица Гончарова, Соборная площадь                    |
| Уфа                                                                           | -                                                                             | 58                                                                            | |
| Ухта                                                                          | 40—80                                                                         | 10                                                                            | Комсомольская площадь, проспект Ленина                                                                         |
| Хабаровск                                                                     | -                                                                             | 9                                                                             | |
| Чебоксары                                                                     | -                                                                             | 4                                                                             | |
| Челябинск                                                                     | -                                                                             | 36                                                                            | |
| Череповец                                                                     | -                                                                             | 1                                                                             | Площадь Химиков                                                                                                |
| Чита                                                                          | -                                                                             | 5                                                                             | |
| Южно-Сахалинск                                                                | -                                                                             | 3                                                                             | |
| Якутск                                                                        | -                                                                             | 11                                                                            | |
| Ярославль                                                                     | -                                                                             | 70—90                                                                         | |

### Ход протестов
В Москве с 8:00 до 16:30 по местному времени были закрыты 7 станций метро («Лубянка», «Охотный Ряд», «Театральная», «Площадь Революции», «Кузнецкий Мост» и оба зала станции «Китай-город»), а также были перекрыты для движения пешеходов несколько центральных улиц, в том числе Лубянская площадь, на которой изначально планировалось начать акцию. В связи с этим, точка сбора была перенесена. Однако после этого были заблокированы ещё несколько улиц и площадей, в том числе Пушкинская площадь и подходы к СИЗО «Матросская тишина», в котором на тот момент находился Алексей Навальный, а также закрыты ещё две станции метро. Новой точкой сбора стала Комсомольская площадь (неофициально именуемой «площадью трёх вокзалов»). Здесь у Ленинградского вокзала состоялось подобие митинга с участием 3—5 тыс. человек. Затем участники акции двинулись в сторону Русаковской улицы (где были большие задержания) и улицы Стромынка. Протестующие дошли до СИЗО «Матросская Тишина», а затем вернулись к Комсомольской площади, после чего штаб Навального объявил о завершении акции.
Подобным образом, был перекрыт и центр Санкт-Петербурга. В результате митинг, изначально планировавшийся на Невском проспекте около Дворцовой площади, был перенесён на Пионерскую площадь
В Нижнем Новгороде Росгвардия и полиция перекрыли площадь Минина и Пожарского, также была закрыта станция метро «Горьковская». Задержания протестующих начались в 12:00 дня на Большой Покровской улице возле бывшего кинотеатра «Октябрь». Протестующие ушли с улицы и стали собираться на площади Минина и Пожарского возле памятника Кузьме Минину. ОМОН и полиция вытеснили протестующих с площади.
В Екатеринбурге и Владивостоке бойцы ОМОНа вытеснили протестующих на лёд. Во Владивостоке протестующие на льду начали водить хороводы.
В общей сложности было закрыто 31 января в Москве 12 станций метро, в Санкт-Петербурге — 5, в Екатеринбурге — 6, в Самаре — 3, в Казани и Нижнем Новгороде — по одной. В Москве закрытие станций объяснили требованиями полиции, в Самаре — проведением протестов, в Санкт-Петербурге, Нижнем Новгороде и Екатеринбурге часть закрытий объяснили техническими причинами, в Казани причины не объяснили.

#### Фотографии и видео 31 января

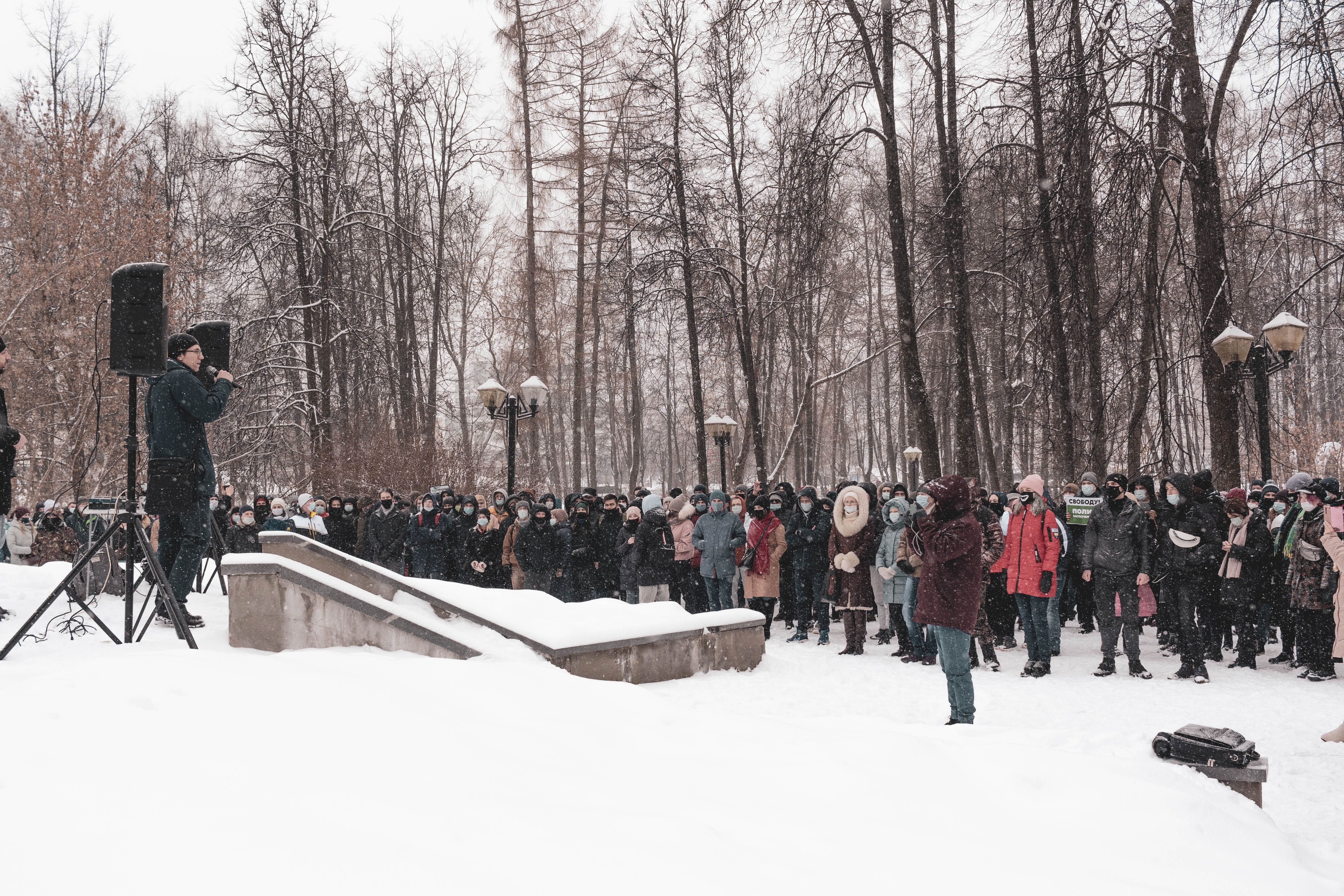
Митинг в Иванове
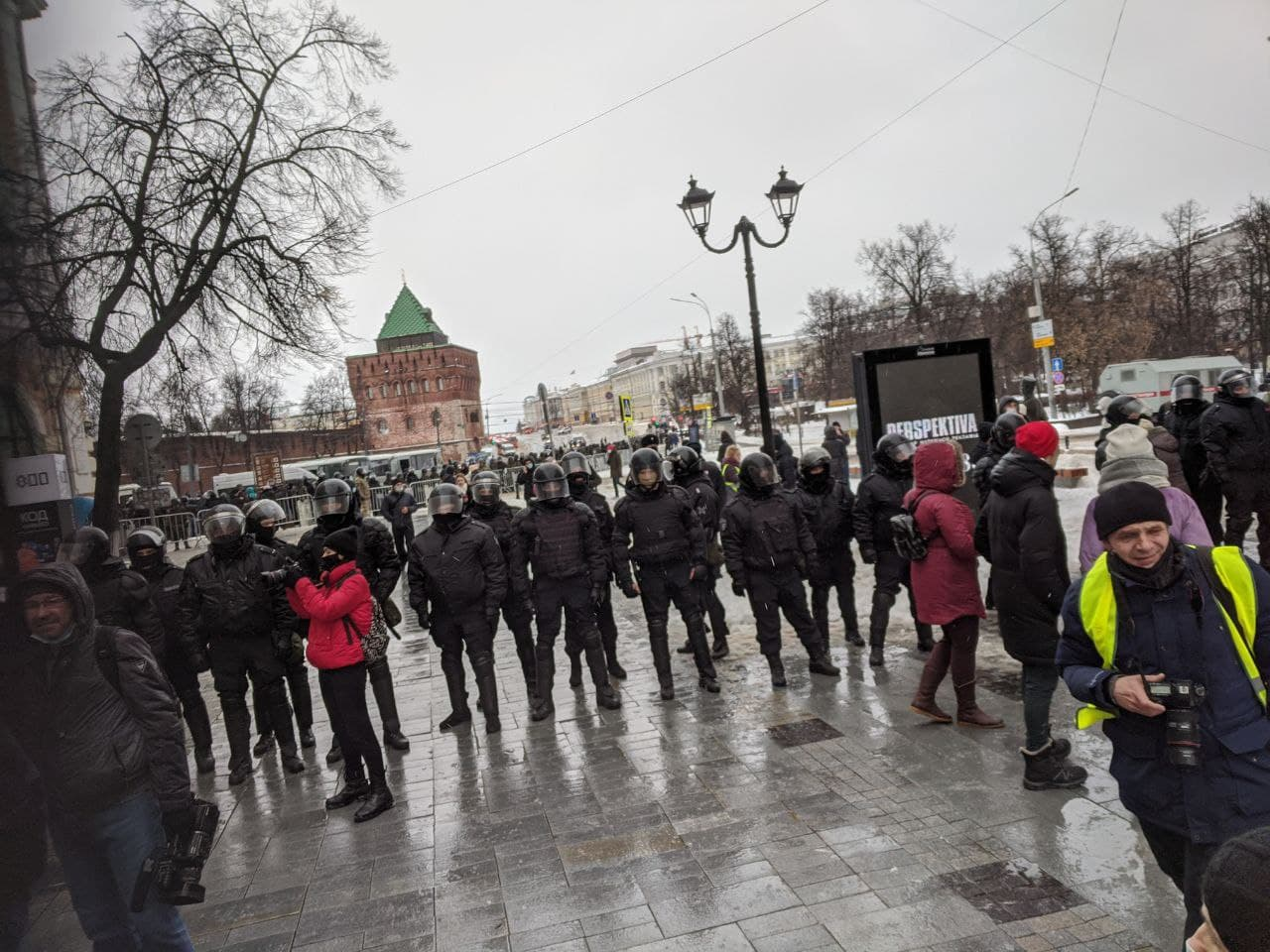
Митинг в Нижнем Новгороде
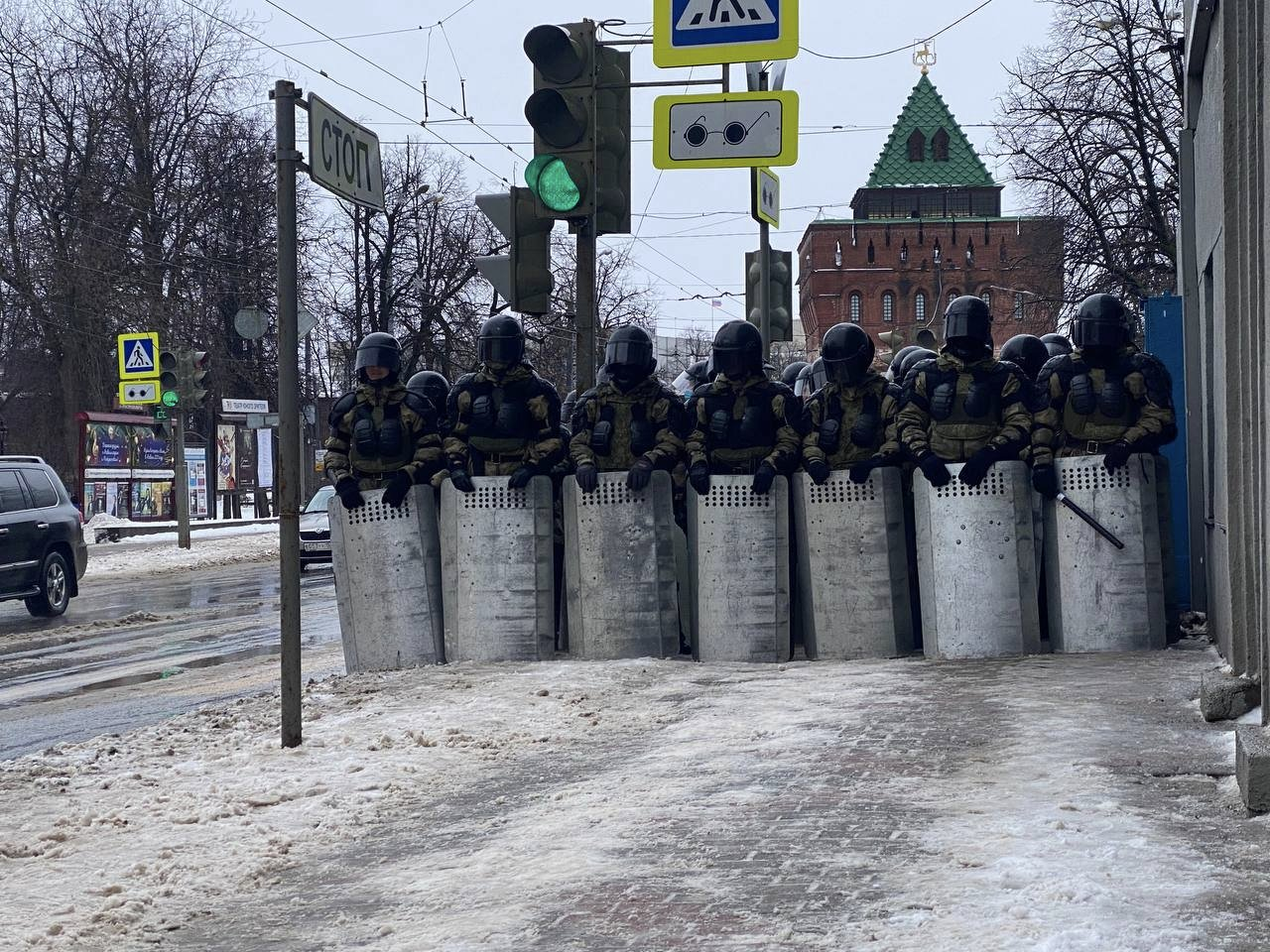
ОМОН на площади Минина и Пожарского в Нижнем Новгороде
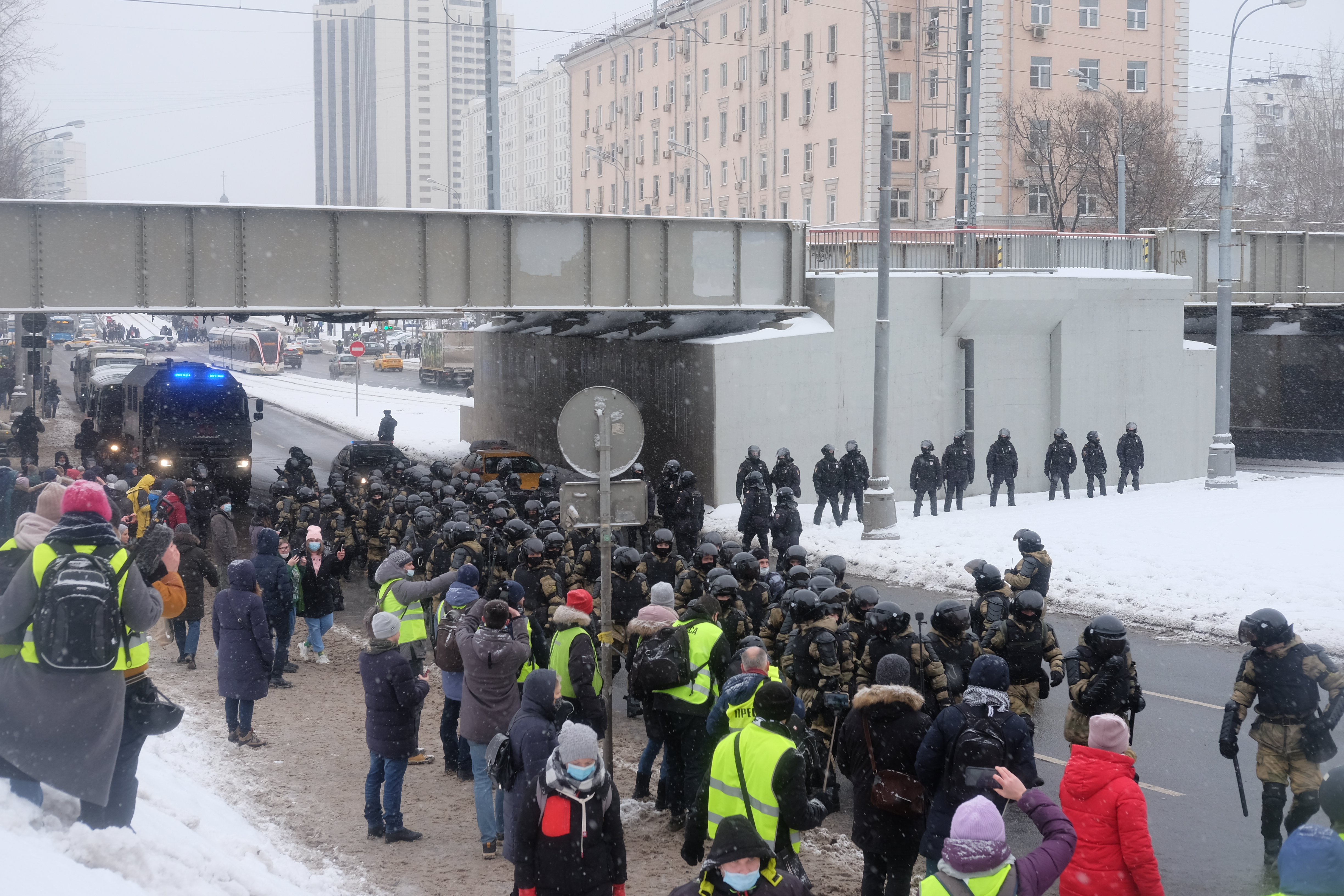
Полиция, ОМОН и отряд специального реагирования формируют оцепление на Русаковской улице, в районе Митьковского путепровода
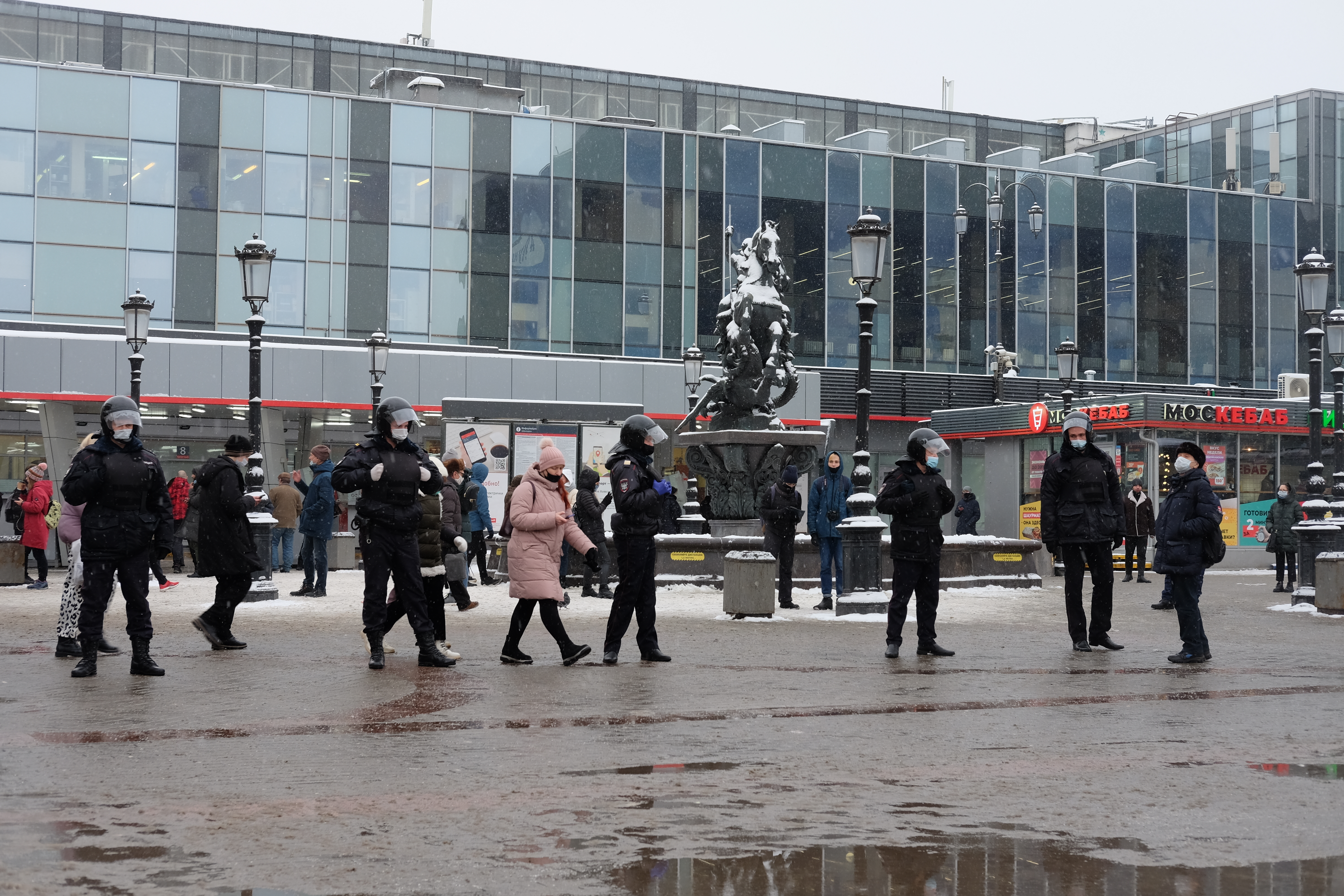
Полицейское оцепление Комсомольской площади в Москве
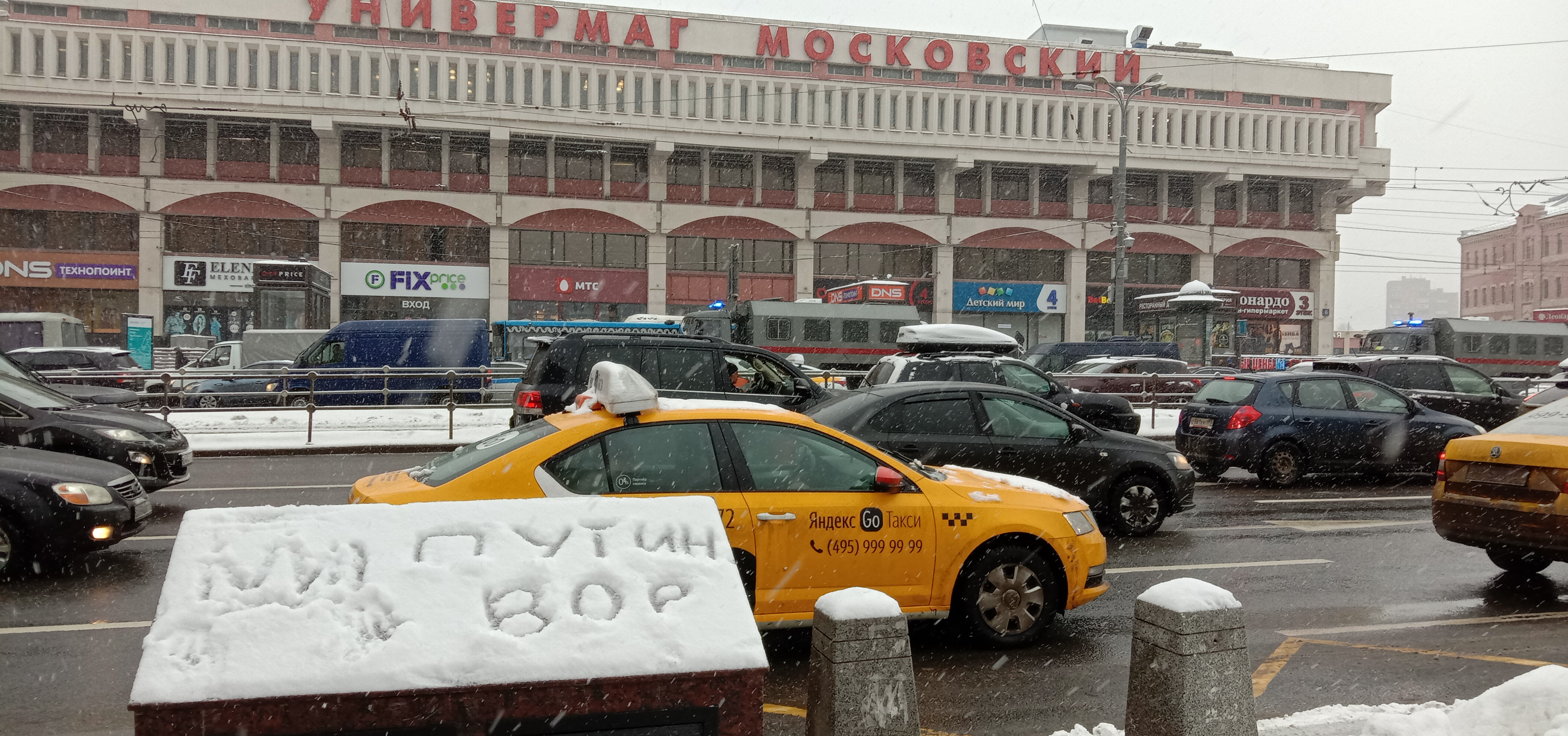
Антипутинская надпись на Комсомольской площади в Москве
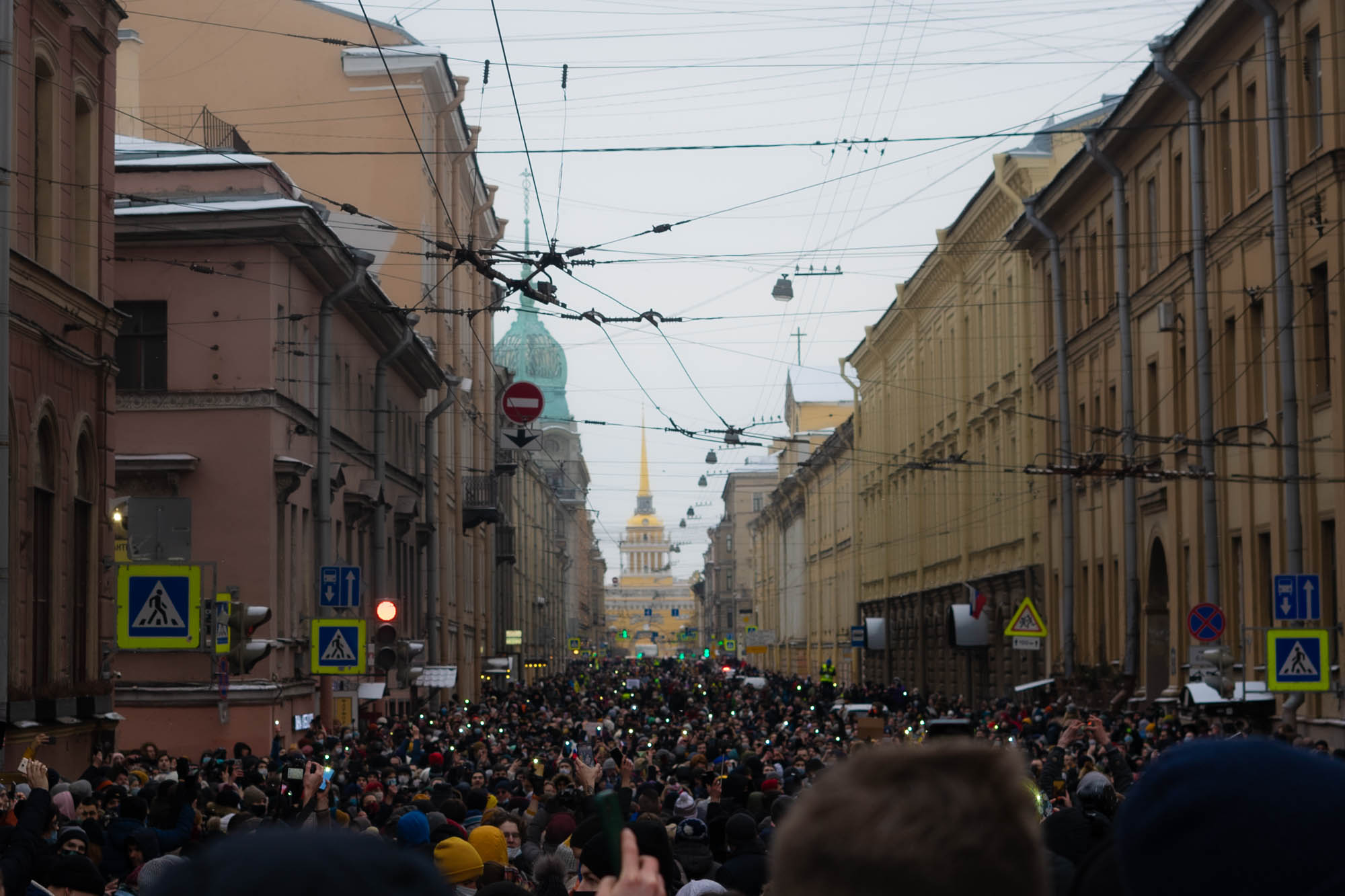
Протестующие на Гороховой улице в Санкт-Петербурге
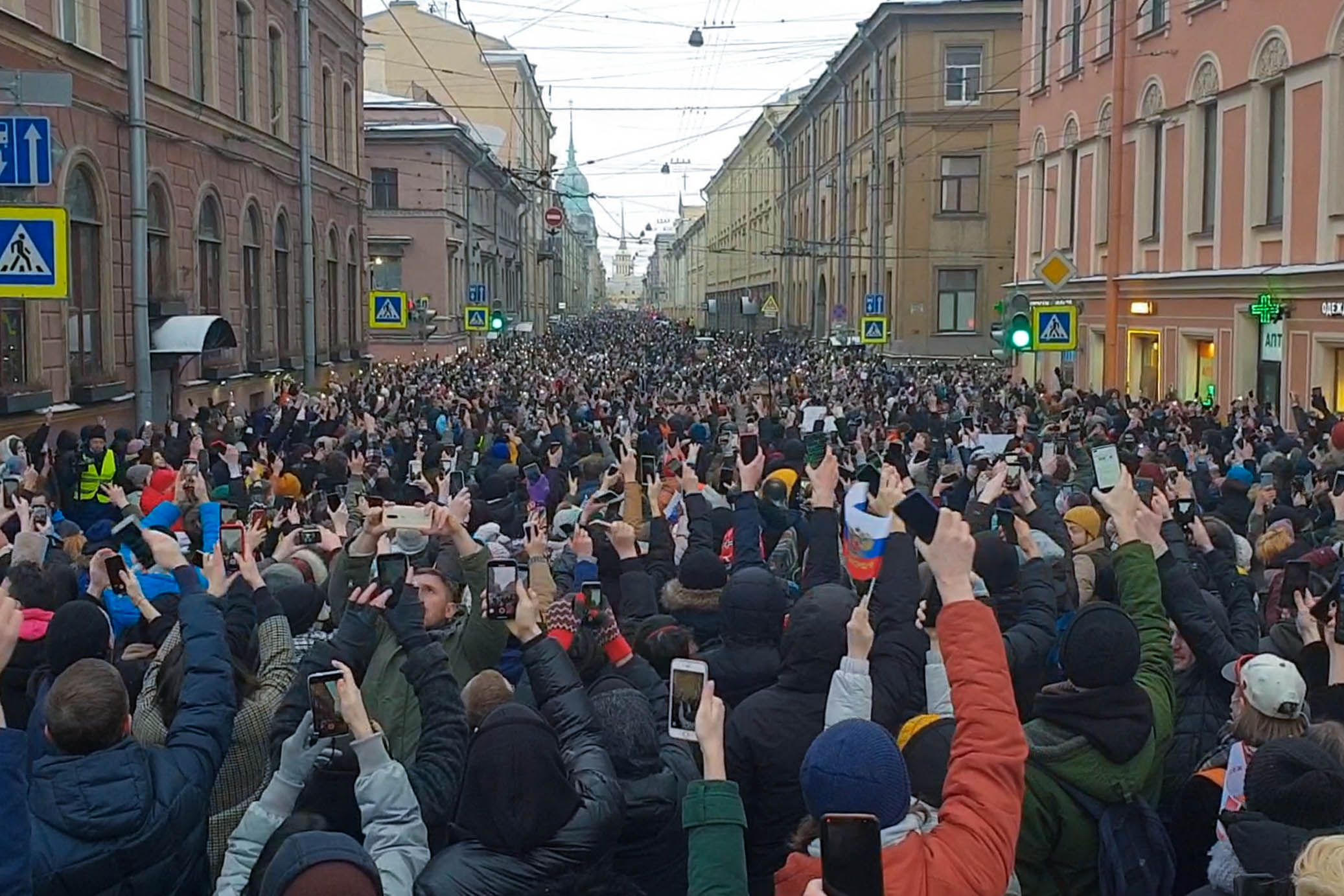
Протестующие на Гороховой улице в Санкт-Петербурге
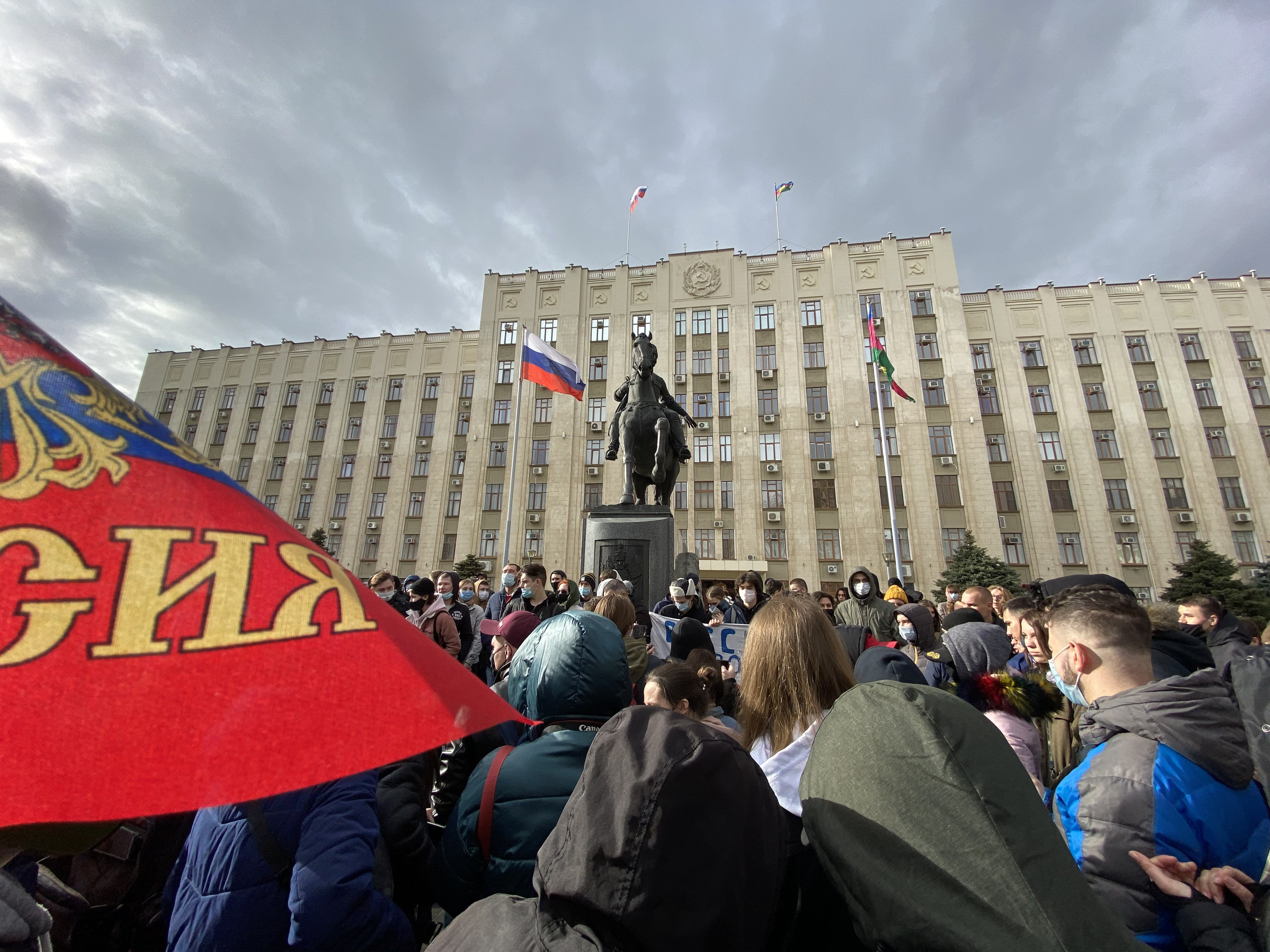
Митинг в Краснодаре
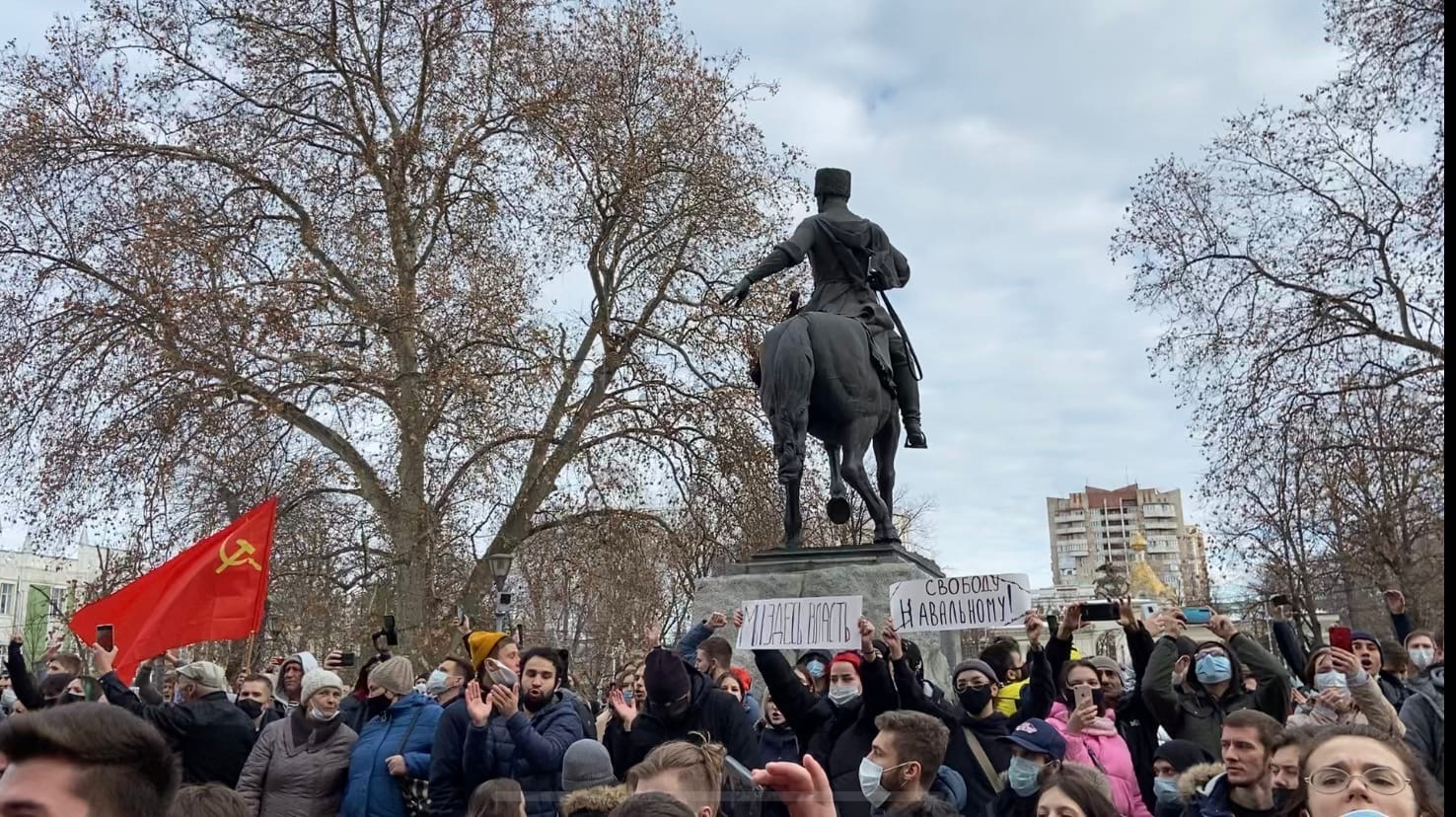
Митинг в Краснодаре
- Митинг в Краснодаре

### Столкновения с полицией и происшествия
По данным «ОВД-Инфо», минимум 51 участник акций был избит при задержании сотрудниками силовых ведомств. Несколько человек были госпитализированы с разбитыми головами и переломами (в том числе, сломана рука у 65-летней женщины в Челябинске).
В Санкт-Петербурге против протестующих, которые пытались отбить задержанных у ОМОНа, полиция применила слезоточивый газ и электрошокеры, а также избивала протестующих резиновыми дубинками и кулаками. Один из задерживаемых при падении потерял сознание, однако сотрудники полиции, думая, что тот притворяется, продолжали избивать его, а затем также в бессознательном состоянии оттащили в автозак. На Сенной площади сотрудник полиции достал табельный пистолет и направил его на протестующих. На Сенной площади полиция задержала шедшего на работу грузчика Ивана Афанасьева, когда он сделал замечание сотрудникам полиции, тащившим женщину в автозак. Полицейские били Афанасьева дубинками и сломали ему руку. Они также стянули с него куртку, в которой были паспорт, телефон и инструменты, и все эти вещи пропали. В отделе полиции Афанасьеву не оказали медицинской помощи, скорая приехала только через шесть часов. В полиции на Афанасьева оформили протокол по ст. 20.2. п. 6.1 КоАП («участие в несанкционированных собрании, митинге, демонстрации, шествии или пикетировании, повлёкших создание помех функционированию объектов жизнеобеспечения»).
На протестах в Рязани задержали активиста Алексея Борисова. По данным «Новой газеты», в результате избиения ОМОНом он получил перелом трёх рёбер, разрыв лёгкого, рваные раны головы и сколотый зуб. Железнодорожный следственный отдел СУ СК России по Рязанской области отказался возбуждать уголовное дело об избиении Борисова ОМОНом.
В Москве после удара электрошокером и избиений один протестующий потерял сознание, а другому понадобилась госпитализация.
Во Владивостоке полицейский стрелял в ногу задержанному участнику акции из травматического пистолета, в результате чего мужчина был ранен. В Костроме один из задержанных участников акции заявил о пытках.
За «скандирование лозунгов» на митинге 31 января был оштрафован глухонемой петербуржец.

### За рубежом
За рубежом 31 января прошло 56 акций в поддержку Навального.
В центре Хельсинки, на Сенатской площади, собрались небольшими группами около 60 человек. Они держали плакаты с требованием освободить Навального и остановить Путина.
В Тель-Авиве в митинге с аналогичными требованиями участвовало около 100 человек.

## Протесты 2 февраля
25 января 2021 года директор ФБК Иван Жданов в эфире «Дождя» анонсировал следующую акцию протеста 2 февраля — в день судебного заседания, на котором будет рассмотрено дело Навального.
Слушание дела Симоновским районным судом было перенесено в здание Мосгорсуда. МВД перекрыло движение по нескольким улицам около здания Мосгорсуда, где рассматривается ходатайство ФСИН о замене условного срока по делу «Ив Роше» Навальному на реальный. К моменту оглашения приговора (20:00 МСК) у здания суда и на выходе из станции метро «Преображенская площадь» было задержано более 350 человек. Территорию суда обнесли ограждениями, вокруг дежурило большое количество силовиков, неподалёку стояли автозаки. Также перед оглашением приговора в Москве закрыли доступ на Красную и Манежную площади, а в Санкт-Петербурге — на Дворцовую площадь. После объявления приговора, которым условный срок заменялся Навальному на реальный, штаб Навального в Москве объявил о проведении акции протеста на Манежной площади. Сразу после этого туда начали стягиваться силовики, а также были закрыты 4 станции метро. Стихийные акции в знак протеста против приговора, вынесенного Навальному, прошли также в Санкт-Петербурге и во многих других городах России.
Акции сопровождались задержаниями и избиениями протестующих, журналистов в жилетах «Пресса», а также посторонних людей. По мнению отдельных источников, силовики действовали жёстко. По состоянию на 3 февраля (07:18 МСК), на протестных акциях было задержано 1463 человек, из них 1188 в Москве и 260 в Санкт-Петербурге.
| Число участников и задержанных по основным городам проведения акции 2 февраля | Число участников и задержанных по основным городам проведения акции 2 февраля | Число участников и задержанных по основным городам проведения акции 2 февраля | Число участников и задержанных по основным городам проведения акции 2 февраля |
| Город проведения                                                              | Количество участников                                                         | Количество задержанных                                                        | Места проведения                                                              |
| ----------------------------------------------------------------------------- | ----------------------------------------------------------------------------- | ----------------------------------------------------------------------------- | ----------------------------------------------------------------------------- |
| Владикавказ                                                                   | -                                                                             | 1                                                                             |                                                                               |
| Ижевск                                                                        | -                                                                             | 4                                                                             |                                                                               |
| Киров                                                                         | -                                                                             | 1                                                                             |                                                                               |
| Краснодар                                                                     | -                                                                             | 2                                                                             |                                                                               |
| Москва                                                                        | -                                                                             | 1188                                                                          |                                                                               |
| Набережные Челны                                                              | -                                                                             | 1                                                                             |                                                                               |
| Омск                                                                          | -                                                                             | 3                                                                             |                                                                               |
| Санкт-Петербург                                                               | -                                                                             | 260                                                                           |                                                                               |
| Чебоксары                                                                     | -                                                                             | 1                                                                             |                                                                               |
| Челябинск                                                                     | -                                                                             | 2                                                                             |                                                                               |

### Столкновения с полицией и происшествия
По данным «ОВД-Инфо», в Москве и в Петербурге против участников акции применялись дубинки и электрошокеры. В Дмитровском переулке протестующие стояли с поднятыми руками и кричали, что они без оружия, в ответ сотрудники ОМОНа начали избивать протестующих.
Недалеко от Кузнецкого моста один из сотрудников правоохранительных органов дважды ударил дубинкой по голове оператора YouTube-канала «Real View» Фёдора Худокормова, одетого в спецжилет с надписью «Пресса» и с оборудованием в руках, от чего тот упал. Впоследствии пострадавший заявил, что у него были зафиксированы черепно-мозговая травма и сотрясение мозга. После данного случая глава Союза журналистов России Владимир Соловьёв напомнил об ответственности полицейских за нападение на журналистов. МВД заявило, что будет проведена служебная проверка. Однако 17 марта Следственный комитет счёл действия росгвардейца правомерными и отказался возбуждать уголовное дело по заявлению Худокормова.

### Дальнейшие события
5 февраля в Москве были задержаны 25 участников фотосессии в форме ОМОНа, охранявшие написанное на снегу слово «Свобода». Несмотря на отказ штаба Навального от повторения акций до весны, 6 февраля в Петербурге и 7 февраля в Москве полиция перекрывала центральные улицы при отсутствии митингующих.
7 февраля стало известно, что полиция стала приходить домой к тем участникам протестов, которые не были задержаны на самих акциях, но были вычислены по камерам наблюдения.
8 февраля прошла видеоконференция Леонида Волкова и исполнительного директора ФБК Владимира Ашуркова с представителями Европейского союза, США, Великобритании, Канады и Украины.

## Акции 14 февраля

### Акция «Любовь сильнее страха»
9 февраля руководитель сети штабов Навального Леонид Волков анонсировал новую акцию протеста «Любовь сильнее страха» на 14 февраля. Политик призвал россиян в День святого Валентина выйти в свои дворы, включить фонарики в мобильных телефонах ровно в 20:00, поднять его высоко вверх и постоять так несколько минут. Временная смена формата связана с тем, что подобная акция не требует прямого взаимодействия с полицией.
Вечером 14 февраля люди во многих городах России и за рубежом вышли во двор и включили фонарики своих мобильных устройств в знак солидарности протестов и поддержки Алексея Навального. Участники выкладывали фотографии в соцсети с хештегом «#любовьсильнеестраха». Всего было опубликовано как минимум 20 тыс. фотографий в Twitter и 8 тыс. — в Instagram.
В Симферополе задержали 5 человек с зажжёнными фонариками. Всего 14 февраля на акциях против политических репрессий было задержано 19 человек, что значительно меньше, чем на протестах 23 и 31 января.

#### Реакция
Пресс-секретарь президента России Дмитрий Песков затруднился ответить, можно ли это расценивать как призыв к несанкционированной акции. «В кошки-мышки ни с кем играть не будем, но, безусловно, все наши правоохранители в случае нарушения закона виновных будут привлекать к ответственности», — заявил Песков. Депутат Госдумы от «Единой России» Юрий Швыткин предложил ввести законодательные изменения по поводу использования фонариков во дворах жилых домов.
10 февраля официальный представитель российского МИД Мария Захарова заявила, что акция «Любовь сильнее страха» была организована под влиянием Запада. На следующий день Генеральная прокуратура РФ, Следственный комитет и МВД предупредили о недопустимости призывов к массовым беспорядкам перед акцией, в ходе которой людям предложили выйти во дворы и зажечь фонарики. Также 11 февраля вице-спикер Госдумы Пётр Толстой сравнил готовящуюся акцию с фонариками с действиями «перебежчиков-коллаборационистов» в блокадном Ленинграде, которые якобы подсвечивали цели для фашистской авиации. Позже историк Лев Лурье заявил, что этот рассказ про Ленинград всего лишь городская легенда, а главный редактор «Эха Москвы» Алексей Венедиктов призвал привлечь Толстого к ответственности за клевету на жителей блокадного Ленинграда.
Начиная с 12 февраля Роскомнадзор стал рассылать в журналистские издательства требования удалить информацию об акции. Некоторые СМИ, например томская телекомпания ТВ2, сетевые издания «Открытые медиа» и Meduza, подчинились. Зарегистрированное в Латвии интернет-издание «Спектр» было Роскомнадзором заблокировано. Активисты в Томске и Красноярске получили предупреждения о недопустимости акции.
13 февраля администрация общежития Брянского государственного университета запретила студентам пользоваться фонариками 14 февраля и рекомендовало им не покидать здание вечером этого дня, чтобы «не жалеть потом».

### Акция «Цепь солидарности в поддержку женщин, подвергшихся репрессиям»
В Москве и Санкт-Петербурге прошли женские «цепи солидарности». В Москве это была «цепь солидарности в поддержку женщин, подвергшихся репрессиям», а также в поддержку Юлии Навальной. В Санкт-Петербурге акция называлась «Феминистская цепь солидарности». Число участниц в Москве, где акция состоялась на Арбате, составило, по разным оценкам, около 200—300, а в Санкт-Петербурге, где мероприятие прошло у памятника жертвам политических репрессий, — более 70.
На акции в Москве появились провокаторы. Личные данные одной из организаторов «цепей солидарности» — Дарьи Серенко — были опубликованы в женоненавистническом Telegram-канале «Мужское государство», участники которого стали присылать Дарье Серенко угрозы. По её словам, Дарья получила 600 угроз в свой адрес.

### Согласованный митинг в Казани
На 14 февраля в Казани, после долгого времени отказов, наконец согласовали митинг «против задержаний и репрессий и изменения выборного законодательства в Госдуму». На единственный согласованный митинг пришло больше людей, чем было заявлено. Митинг был согласован на 200 человек, после 150 перестали пускать, остальные пришедшие остались за рамками. Заявку на проведение подавали руководитель регионального отделения «Яблока» Руслан Зинатуллин, бывший руководитель отделения ПАРНАС Марсель Шамсутдинов и координатор «Левого фронта» в РТ Владимир Колодцев.
На акции задержали 9 человек. Вахитовский районный суд Казани арестовал на семь суток активиста «Социалистической альтернативы» Джавида Мамедова, задержанного после согласованного митинга против репрессий.

## Протесты 21 апреля
23 марта штаб Навального объявил о запуске «большой политической кампании» в поддержку политика. Одной из задач этой компании было проведение большого митинга весной, однако форма его проведения, по словам организаторов, будет «принципиально другой». Точная дата митинга должна была быть определена тогда, когда на специальном сайте free.navalny.com зарегистрируется 500 000 человек, желающих принять участие в этом митинге. За первые сутки на сайте зарегистрировались более 150 000 человек. За 2 дня число зарегистрировавшихся достигло 250 000 — половины от цели, поставленной организаторами. К 7 апреля на сайте зарегистрировались более 400 000 человек. Леонид Волков заявил, что соратники политика после сбора 500 тыс. заявок подадут уведомления о проведении акций.

### Утечка данных сторонников Навального в сеть
16 апреля стало известно об утечке в сеть базы зарегистрировавшихся на сайте кампании. Иван Жданов подтвердил её подлинность, при этом отметив, что никаких других личных данных, кроме адресов электронной почты, база не содержит. На момент утечки в базе было более 430 тыс. зарегистрировавшихся. 15—16 апреля на адреса электронных почт, зарегистрированные в базе, стали приходить первые письма с угрозами деанонимизации и продажи контактов рекламным компаниям. 18 апреля была разослана вторая серия писем, в которой злоумышленники продемонстрировали, что действительно смогли установить имена, телефоны и адреса многих жертв утечки данных. 21 апреля была разослана третья серия писем, что была нацелена на работодателей зарегистрировавшихся людей, которым угрожали «пристальным вниманием СМИ и контролирующих органов» в случае выхода их сотрудников на протесты. 19 апреля Леонид Волков заявил, что по его мнению утечка произошла по вине «бывшего сотрудника ФБК, завербованного ФСБ» и имевшего доступ к логам почтового сервера. 20 апреля CМИ сообщили, что злоумышленники дополнили часть базы именами, контактными данными и сведениями о работе зарегистрировавшихся в ней людей. После майских праздников практически все сотрудники структур Дептранса, чьи электронные почты были зарегистрированы, были уволены.
Согласно двум журналистским расследованиям, проведённым одновременно и независимо друг от друга «Медузой» и «Настоящим временем», хакеры, взломавшие базу данных, могли быть связаны с Администрацией президента. Журналисты пришли к выводу, что атака на сайт была организована программистом, которого они связывают с Администрацией президента исходя из данных агрегаторов телефонных книжек, а также исходя из информации своих источников в ФСБ. По данным журналистов, домен, использованные для рассылки угроз, были привязаны к двум адресам электронной почты, один из которых ранее фигурировал в качестве контактного в объявлениях о «раздаче денег» на акции за допуск независимых кандидатов на выборы в Мосгордуму 2019 года. Также оба этих адреса, как заявляют журналисты, участвовали в организации DDoS-атаки на самарское издание «Засекин.ру», целью которой было удаление статьи о бывшем сотруднике ФСБ Павле Селезнёве, в которой утверждалось, что он подделал загранпаспорт для путешествия за границу. По результатам внутреннего расследования, издание «Засекин.ру» пришло к выводу, что возможностями для организации такой атаки мог обладать близкий друг и давний бизнес-партнёр Селезнёва, компания которого «Ютек-НН» имеет лицензию на реализацию специальных технических средств, предназначенных для негласного получения информации. Эти лицензии выдаёт только ФСБ. Другие личные данные по адресу электронной почты, по информации журналистов, получены из СУБД «Спрут», тесно сотрудничающим с Главным научно-исследовательским вычислительным центром (ГлавНИВЦ) при управделами президента, руководитель которого также является давним бизнес партнёром владельца компании «Ютек-НН».
31 мая ФБК в результате внутреннего расследования выявил IP-адреса, с которых осуществлялись подключения к сервису Mailgun, через который осуществлялась рассылка. С одного из них бывший сотрудник ФБК, знавший секретный API-ключ, необходимый для доступа к базе рассылки, также заходил в свою корпоративную почту. На основании этого ФБК обвинил его в продаже базы данных: ранее у него на банковском счёте, как заявили в ФБК, была задолженность по микрокредитам в размере 96 тыс. рублей, но недавно он внёс наличными на счёт 245 тыс., а затем ещё 995 тыс. рублей. Сам бывший сотрудник ФБК назвал обвинения «набором несвязанных фактов» и «враньём».

### Проведение митинга до достижения заявленной цели по числу участников
18 апреля ФБК объявил дату и время запланированного митинга: 21 апреля, 19:00. Это было сделано до сбора 500 тыс. участников на сайте в связи с плохим состоянием Навального в колонии ИК-2 в Покрове. Врачи называли состояние здоровья Навального критическим, с 31 марта Навальный голодал с требованием допустить к нему гражданских медиков. Местами митинга были названы центральные площади российских городов. В Москве это Манежная площадь, в Санкт-Петербурге — Дворцовая. Участников призывали приезжать в самый большой город, в котором они могут оказаться в этот день. Организаторы акции назвали её «финальной битвой между добром и нейтралитетом», а день проведения акции совпал с днём оглашения Послания президента Федеральному Собранию.
20 апреля в мэрии десятков городов были отправлены заявки на согласование акции. В заявках содержится просьба согласовать данное мероприятие, которое является «спонтанной реакцией на происходящие события». В Хабаровске мэрия отказалась согласовать мероприятие, сославшись на нарушение сроков и порядка подачи уведомления. В Москве в митинге численностью до 100 тыс. человек власти отказали, ссылаясь на коронавирусные ограничения.
На 21 апреля на сайте акции сообщалось, что о желании выйти на митинг заявили около 466 тыс. человек, а проведение акции планировалось в 203 городах

### Число протестующих и задержанных
По оценкам «Открытых медиа», в крупных городах масштаб протестов 21 апреля остался на уровне январских акций: в 20 городах, где численность участников была наибольшая, на улицы вышли от 30 до 50 тыс. человек. Численность участников по всем городам, где прошла акция, составляет от 70 тыс. человек (по оценкам СМИ) до 118 тыс. человек (по оценкам штабов Алексея Навального, опрошенных изданием).
По оценкам «МБХ медиа», общее число участников акций 21 апреля составляет от 51,3 до 120 тыс. человек, при этом изданию удалось подтвердить, что акции состоялись в 109 городах. Более 1000 человек вышло в 15—18 городах; от 100 до 999 человек — в 51—55 городах; в остальных городах, где прошла акция, на улицу вышло менее 100 человек.
Самый многочисленный митинг из всех городов прошёл в Москве. По оценкам полиции, на нём присутствовало 6 тыс. человек; по оценкам соратников Навального — в 10 раз больше; по различным независимым оценкам — от 10—15 до 25 тыс. В Санкт-Петербурге по оценкам МВД присутствовало около 4,5 тыс. человек, по независимым оценкам — около 7—9 тыс.
Точечные задержания активистов по всей стране начались ещё до начала акции, с утра 21 апреля. Среди них много координаторов региональных штабов Навального. У некоторых активистов заранее прошли обыски.
Утром в день акций протеста задержали Любовь Соболь и пресс-секретаря Навального Киру Ярмыш по обвинению в организации акций через Интернет. При этом Ярмыш находилась под домашним арестом и не имела доступа к Интернету. В тот же день ей был назначен административный арест на 10 суток, а Любовь Соболь отпущена, на неё составлен рапорт. Соболь пробыла в полиции более 7 часов.
В Нижнем Новгороде до начала акции был задержан на рабочем месте заместитель директора нижегородского Института прикладной физики, академик РАН Ефим Хазанов, ранее размещавший в социальной сети посты в поддержку Навального. Позже в тот же день он был отпущен под обязательство явки в суд. Также в Смоленске прямо во время лекции была задержана доктор исторических наук Наталья Мицюк по обвинению в организации акции.
По данным «ОВД-Инфо» общее число задержанных по всей стране в результате акций по данным на 11 июля составило 2096 человек в 99 городах.
| Число участников и задержанных по основным городам проведения акции 21 апреля | Число участников и задержанных по основным городам проведения акции 21 апреля | Число участников и задержанных по основным городам проведения акции 21 апреля | Число участников и задержанных по основным городам проведения акции 21 апреля | Число участников и задержанных по основным городам проведения акции 21 апреля |
| Город проведения                                                              | Заявленное место проведения                                                   | Заявленное количество участников                                              | Фактическое количество участников                                             | Количество задержанных                                                        |
| ----------------------------------------------------------------------------- | ----------------------------------------------------------------------------- | ----------------------------------------------------------------------------- | ----------------------------------------------------------------------------- | ----------------------------------------------------------------------------- |
| Абакан                                                                        | Первомайская площадь                                                          | 637                                                                           |                                                                               |                                                                               |
| Абинск                                                                        | Площадь у Дома торговли                                                       | 63                                                                            |                                                                               |                                                                               |
| Алушта                                                                        |                                                                               | Акция не планировалась                                                        |                                                                               | 1                                                                             |
| Альметьевск                                                                   | Площадь Ленина                                                                | 418                                                                           |                                                                               |                                                                               |
| Анапа                                                                         | Театральная площадь, рядом с КЦ Родина                                        | 685                                                                           |                                                                               | 1                                                                             |
| Ангарск                                                                       | Площадь Ленина                                                                | 555                                                                           |                                                                               |                                                                               |
| Апатиты                                                                       |                                                                               | Акция не планировалась                                                        |                                                                               | 2                                                                             |
| Арзамас                                                                       | Площадь Мира                                                                  | 188                                                                           |                                                                               |                                                                               |
| Армавир                                                                       | Площадь Ленина                                                                | 309                                                                           |                                                                               |                                                                               |
| Архангельск                                                                   | Площадь Ленина                                                                | 1971                                                                          | 300—350 — более 1000                                                          | 11                                                                            |
| Астрахань                                                                     | Площадь Ленина (у памятника Ленину)                                           | 1421                                                                          |                                                                               | 12                                                                            |
| Балаково                                                                      | Администрация города                                                          | 350                                                                           |                                                                               | 3                                                                             |
| Барнаул                                                                       | Площадь Советов                                                               | 3369                                                                          | 150                                                                           | 58                                                                            |
| Белгород                                                                      | У стеллы на Соборной площади                                                  | 1558                                                                          | Около 100                                                                     | 11                                                                            |
| Белогорск                                                                     | Площадь 30-летия Победы                                                       | 82                                                                            |                                                                               |                                                                               |
| Беломорск                                                                     | Площадь у администрации                                                       | 21                                                                            |                                                                               |                                                                               |
| Белореченск                                                                   | Центральная площадь                                                           | 109                                                                           |                                                                               |                                                                               |
| Березники                                                                     | Советская площадь                                                             | 314                                                                           |                                                                               | 1                                                                             |
| Бийск                                                                         | Петровский бульвар (у администрации города)                                   | 447                                                                           |                                                                               |                                                                               |
| Благовещенск                                                                  | Площадь Ленина                                                                | 872                                                                           |                                                                               | 5                                                                             |
| Бокситогорск                                                                  | Площадь у Дворца культуры                                                     | 56                                                                            |                                                                               |                                                                               |
| Братск                                                                        | Площадь у здания городской администрации                                      | 497                                                                           |                                                                               | 8                                                                             |
| Брянск                                                                        | На набережной у фонтана                                                       | 1389                                                                          | Не состоялся                                                                  | 11                                                                            |
| Бугульма                                                                      | Площадь Ленина                                                                | 123                                                                           |                                                                               |                                                                               |
| Бузулук                                                                       | Центральная площадь                                                           | 141                                                                           |                                                                               |                                                                               |
| Буланаш                                                                       | У кинотеатра «Родина»                                                         | 18                                                                            |                                                                               |                                                                               |
| Великие Луки                                                                  | Площадь Ленина                                                                | 214                                                                           |                                                                               |                                                                               |
| Великий Новгород                                                              | Софийская площадь                                                             | 1041                                                                          | 12                                                                            |                                                                               |
| Великий Устюг                                                                 | Соборная площадь                                                              | 55                                                                            |                                                                               |                                                                               |
| Владивосток                                                                   | Площадь Борцов Революции                                                      | 4151                                                                          | 500—1000                                                                      |                                                                               |
| Владикавказ                                                                   | У памятника Ленину                                                            | 382                                                                           |                                                                               |                                                                               |
| Владимир                                                                      | Театральная площадь                                                           | 1629                                                                          | 300                                                                           | 4                                                                             |
| Волгоград                                                                     | Площадь Павших Борцов                                                         | 3393                                                                          | Более 300                                                                     | 12                                                                            |
| Волгодонск                                                                    | Площадь у ДК им. Курчатова                                                    | 242                                                                           |                                                                               |                                                                               |
| Вологда                                                                       | Площадь Революции                                                             | 1608                                                                          |                                                                               | 2                                                                             |
| Волоколамск                                                                   |                                                                               | Акция не планировалась                                                        |                                                                               | 1                                                                             |
| Воркута                                                                       | Центральная площадь                                                           | 136                                                                           |                                                                               |                                                                               |
| Воронеж                                                                       | Площадь Ленина                                                                | 5093                                                                          | 300—400                                                                       | 58                                                                            |
| Выборг                                                                        | Красная площадь (у памятника Ленину)                                          | 470                                                                           |                                                                               |                                                                               |
| Выкса                                                                         | Аллея Молодёжи                                                                | 173                                                                           |                                                                               |                                                                               |
| Вязьма                                                                        | Площадь Ефремова                                                              | 105                                                                           |                                                                               | 1                                                                             |
| Гатчина                                                                       | Площадь Победы (у кинотеатра «Победа»)                                        | 309                                                                           |                                                                               |                                                                               |
| Геленджик                                                                     | Центральная площадь                                                           | 383                                                                           |                                                                               | 7                                                                             |
| Глазов                                                                        | Площадь Свободы                                                               | 184                                                                           |                                                                               |                                                                               |
| Горно-Алтайск                                                                 | Площадь Ленина                                                                | 212                                                                           |                                                                               |                                                                               |
| Горячий Ключ                                                                  | Администрация города                                                          | 76                                                                            |                                                                               |                                                                               |
| Губкин                                                                        | Площадь Ленина                                                                | 91                                                                            |                                                                               |                                                                               |
| Дзержинск                                                                     | Площадь Ленина                                                                | 577                                                                           |                                                                               |                                                                               |
| Димитровград                                                                  | Площадь Советов                                                               | 209                                                                           |                                                                               |                                                                               |
| Дубна                                                                         |                                                                               | Акция не планировалась                                                        |                                                                               | 1                                                                             |
| Ейск                                                                          | Театральная площадь                                                           | 182                                                                           |                                                                               |                                                                               |
| Екатеринбург                                                                  | Пересечение Вайнера/Попова                                                    | 14 856                                                                        | Не менее 6700 ― до 13 000                                                     | 10                                                                            |
| Елец                                                                          | Площадь Ленина                                                                | 133                                                                           |                                                                               |                                                                               |
| Железногорск                                                                  | Центральная площадь, у памятника Ленину                                       | 165                                                                           |                                                                               |                                                                               |
| Жуковский                                                                     | площадь Ленина (перед Домом культуры)                                         | 430                                                                           |                                                                               |                                                                               |
| Златоуст                                                                      | Городская площадь                                                             | 267                                                                           |                                                                               |                                                                               |
| Иваново                                                                       | Площадь Революции                                                             | 1933                                                                          | 200                                                                           | 55                                                                            |
| Ижевск                                                                        | Центральная площадь                                                           | 3646                                                                          | 250—1000                                                                      | 19                                                                            |
| Иркутск                                                                       | Площадь у «Серого дома»                                                       | 4341                                                                          | 600—700—1000―2000                                                             | 16                                                                            |
| Истра                                                                         |                                                                               | Акция не планировалась                                                        |                                                                               | 2                                                                             |
| Ишимбай                                                                       | Площадь Ленина                                                                | 149                                                                           |                                                                               |                                                                               |
| Йошкар-Ола                                                                    | Площадь Ленина                                                                | 926                                                                           |                                                                               |                                                                               |
| Казань                                                                        | Часы на Баумана                                                               | 8144                                                                          | 350                                                                           | 82                                                                            |
| Калининград                                                                   | Площадь Победы                                                                | 3689                                                                          | 300—400                                                                       |                                                                               |
| Калуга                                                                        | Сквер им. Ленина                                                              | 1263                                                                          |                                                                               | 5                                                                             |
| Каменск-Уральский                                                             | Площадь Ленинского комсомола                                                  | 387                                                                           |                                                                               | 1                                                                             |
| Камышин                                                                       | Площадь у ДК «Текстильщик»                                                    | 142                                                                           |                                                                               |                                                                               |
| Каневская                                                                     | Администрация района                                                          | 54                                                                            |                                                                               |                                                                               |
| Кемерово                                                                      | Площадь Советов                                                               | 2091                                                                          | 35                                                                            |                                                                               |
| Керчь                                                                         | Администрация города                                                          | 125                                                                           |                                                                               |                                                                               |
| Кинешма                                                                       | Парк культуры и отдыха им. 35-летия Победы                                    | 138                                                                           | 20                                                                            |                                                                               |
| Киров                                                                         | Администрация города                                                          | 2364                                                                          | 200                                                                           |                                                                               |
| Киселёвск                                                                     |                                                                               | Акция не планировалась                                                        |                                                                               | 1                                                                             |
| Ковров                                                                        | Площадь 200-летия                                                             | 311                                                                           |                                                                               | 1                                                                             |
| Когалым                                                                       | Центральная площадь                                                           | 106                                                                           |                                                                               |                                                                               |
| Коломна                                                                       | ТЦ Глобус                                                                     | 550                                                                           |                                                                               | 1                                                                             |
| Комсомольск-на-Амуре                                                          | Площадь Юности                                                                | 583                                                                           |                                                                               | 2                                                                             |
| Конаково                                                                      |                                                                               | Акция не планировалась                                                        |                                                                               | 1                                                                             |
| Королёв                                                                       | Площадь перед ЦДК им. Калинина                                                | 1053                                                                          |                                                                               | 2                                                                             |
| Корсаков                                                                      |                                                                               | Акция не планировалась                                                        |                                                                               | 1                                                                             |
| Костомукша                                                                    | Площадь у КСЦ «Дружба»                                                        | 86                                                                            |                                                                               |                                                                               |
| Кострома                                                                      | Площадь Мира                                                                  | 1101                                                                          |                                                                               | 3                                                                             |
| Костомукша                                                                    |                                                                               | Акция не планировалась                                                        |                                                                               | 1                                                                             |
| Котлас                                                                        | Главная площадь (у Бизнес Центра)                                             | 198                                                                           |                                                                               |                                                                               |
| Краснодар                                                                     | площадь перед администрацией Краснодарского края                              | 8045                                                                          | Более 1000                                                                    | 21                                                                            |
| Красноярск                                                                    | Площадь Революции                                                             | 5891                                                                          | 200—400—500                                                                   | 9                                                                             |
| Кронштадт                                                                     |                                                                               | Акция не планировалась                                                        |                                                                               | 2                                                                             |
| Кропоткин                                                                     | Администрация поселения                                                       | 79                                                                            |                                                                               |                                                                               |
| Крымск                                                                        | Парк им. Тельмана                                                             | 105                                                                           |                                                                               |                                                                               |
| Крымск                                                                        | Парк им. Тельмана                                                             | 105                                                                           |                                                                               |                                                                               |
| Кудымкар                                                                      | Главная площадь                                                               | 4                                                                             |                                                                               |                                                                               |
| Курган                                                                        | Площадь Ленина (памятник Ленину)                                              | 872                                                                           | 250                                                                           | 12                                                                            |
| Курганинск                                                                    | Коммунистическая улица, 215                                                   | 56                                                                            |                                                                               |                                                                               |
| Курск                                                                         | Площадь перед цирком, у памятника «Борцам за советскую власть»                | 1045                                                                          |                                                                               |                                                                               |
| Кыштым                                                                        | Дом культуры «Победа»                                                         | 65                                                                            |                                                                               |                                                                               |
| Лабинск                                                                       | Администрация района)                                                         | 97                                                                            |                                                                               |                                                                               |
| Липецк                                                                        | Площадь Победы (у ТЦ «Меркурий»)                                              | 1656                                                                          |                                                                               | 6                                                                             |
| Лобня                                                                         |                                                                               | Акция не планировалась                                                        |                                                                               | 1                                                                             |
| Люберцы                                                                       | У здания администрации                                                        | 1 708                                                                         |                                                                               |                                                                               |
| Магадан                                                                       | Сквер у мэрии (у памятника Берзину)                                           | 307                                                                           | Не более 50                                                                   | 8                                                                             |
| Магнитогорск                                                                  | Площадь Народных гуляний (Куранты)                                            | 1430                                                                          |                                                                               |                                                                               |
| Майкоп                                                                        | Площадь Ленина                                                                | 280                                                                           |                                                                               |                                                                               |
| Махачкала                                                                     | Площадь Ленина                                                                | 631                                                                           | 10—20                                                                         | 3                                                                             |
| Междуреченск                                                                  | Площадь Весенняя                                                              | 134                                                                           |                                                                               |                                                                               |
| Миасс                                                                         |                                                                               | Акция не планировалась                                                        | 40—50                                                                         |                                                                               |
| Михайловск                                                                    | Площадь Ленина                                                                | 74                                                                            |                                                                               |                                                                               |
| Мичуринск                                                                     | Площадь Ленина                                                                | 119                                                                           |                                                                               |                                                                               |
| Москва                                                                        | Манежная площадь                                                              | 120 603                                                                       | 10 000—25 000                                                                 | 35                                                                            |
| Мурманск                                                                      | Площадь «Пять углов»                                                          | 1360                                                                          | Около 100                                                                     | 4                                                                             |
| Муром                                                                         | Площадь Ленина                                                                | 253                                                                           |                                                                               |                                                                               |
| Мытищи                                                                        | Центральная площадь, у памятника Ленину                                       | 1538                                                                          |                                                                               |                                                                               |
| Набережные Челны                                                              | Площадь Азатлык                                                               | 1831                                                                          | Больше 100                                                                    | 7                                                                             |
| Надым                                                                         | Площадь у ДК «Победа»                                                         | 119                                                                           |                                                                               |                                                                               |
| Нальчик                                                                       | Площадь у Дома Правительства КБР                                              | 312                                                                           |                                                                               |                                                                               |
| Нахабино                                                                      |                                                                               | Акция не планировалась                                                        |                                                                               | 1                                                                             |
| Находка                                                                       | Центральная площадь (у администрации)                                         | 365                                                                           |                                                                               | 7                                                                             |
| Нерюнгри                                                                      | Площадь Ленина                                                                | 131                                                                           |                                                                               |                                                                               |
| Нефтекамск                                                                    | Центральная площадь (у памятника Ленину)                                      | 308                                                                           |                                                                               |                                                                               |
| Нефтеюганск                                                                   | Центральная площадь (у кинотеатра)                                            | 202                                                                           |                                                                               | 5                                                                             |
| Нижневартовск                                                                 | Площадь Нефтяников                                                            | 555                                                                           |                                                                               |                                                                               |
| Нижнекамск                                                                    | Сквер Лемаева (около фонтана)                                                 | 439                                                                           |                                                                               |                                                                               |
| Нижний Новгород                                                               | Площадь Минина и Пожарского                                                   | 7429                                                                          | Более 1000                                                                    | 13                                                                            |
| Нижний Тагил                                                                  | Театральная площадь                                                           | 911                                                                           | 90                                                                            |                                                                               |
| Новокузнецк                                                                   | Центральная площадь (у Сити Молла)                                            | 1586                                                                          |                                                                               | 31                                                                            |
| Новомосковск                                                                  | Советская площадь                                                             | 256                                                                           |                                                                               |                                                                               |
| Новороссийск                                                                  | Морской вокзал                                                                | 997                                                                           |                                                                               | 3                                                                             |
| Новосибирск                                                                   | Площадь Ленина                                                                | 12 548                                                                        | Более 2000—3000—4000                                                          | 1                                                                             |
| Новочеркасск                                                                  | Сквер им. Платова                                                             | 297                                                                           |                                                                               |                                                                               |
| Новый Уренгой                                                                 | Центральная площадь                                                           | 221                                                                           |                                                                               |                                                                               |
| Норильск                                                                      | Театральная площадь                                                           | 430                                                                           |                                                                               |                                                                               |
| Обнинск                                                                       | Площадь у ТЦ «Плаза»                                                          | 486                                                                           |                                                                               |                                                                               |
| Октябрьский                                                                   | Площадь Ленина                                                                | 264                                                                           |                                                                               |                                                                               |
| Омск                                                                          | Соборная площадь                                                              | 5023                                                                          | 1500—2000—3000                                                                | 2                                                                             |
| Орёл                                                                          | Площадь Ленина                                                                | 1072                                                                          |                                                                               | 1                                                                             |
| Оренбург                                                                      | Площадь Ленина                                                                | 2362                                                                          | 150―200                                                                       |                                                                               |
| Орск                                                                          | Площадь Нефтяников                                                            | 411                                                                           |                                                                               |                                                                               |
| Осинники                                                                      |                                                                               | Акция не планировалась                                                        |                                                                               | 1                                                                             |
| Осташков                                                                      | Площадь Свободы                                                               | 41                                                                            |                                                                               |                                                                               |
| Пенза                                                                         | Площадь Ленина                                                                | 2106                                                                          | 150—200                                                                       | 1                                                                             |
| Первоуральск                                                                  | Площадь Победы, у памятника Ленину                                            | 315                                                                           |                                                                               |                                                                               |
| Первоуральск                                                                  | Площадь Победы, у памятника Ленину                                            | 315                                                                           |                                                                               |                                                                               |
| Пермь                                                                         | Эспланада, напротив Заксобрания                                               | 6867                                                                          | 600—700 — 1000                                                                | 7                                                                             |
| Петушки                                                                       |                                                                               | Акция не планировалась                                                        |                                                                               | 1                                                                             |
| Петрозаводск                                                                  | Площадь Кирова                                                                | 1586                                                                          | 150—200                                                                       | 8                                                                             |
| Петропавловск-Камчатский                                                      | Театральная площадь                                                           | 583                                                                           | 30—40—50                                                                      |                                                                               |
| Печора                                                                        | Юбилейная площадь                                                             | 80                                                                            |                                                                               |                                                                               |
| Плавск                                                                        |                                                                               | Акция не планировалась                                                        |                                                                               | 1                                                                             |
| Подольск                                                                      | Площадь Ленина                                                                | 1130                                                                          |                                                                               |                                                                               |
| Полевской                                                                     | Площадь у Дворца культуры и техники                                           | 106                                                                           |                                                                               |                                                                               |
| Псков                                                                         | Гайд-парк в сквере искусств                                                   | 855                                                                           |                                                                               |                                                                               |
| Пушкино                                                                       | У памятника Пушкину и Крылову                                                 | 529                                                                           |                                                                               |                                                                               |
| Пятигорск                                                                     | Площадь Ленина (у Белого дома)                                                | 480                                                                           |                                                                               | 2                                                                             |
| Раменское                                                                     | Площадь Победы                                                                | 514                                                                           |                                                                               |                                                                               |
| Ростов-на-Дону                                                                | Донская публичная библиотека                                                  | 5500                                                                          | 300—700—1000                                                                  | 13                                                                            |
| Рыбинск                                                                       | Площадь Дерунова                                                              | 587                                                                           |                                                                               | 2                                                                             |
| Рязань                                                                        | Площадь Победы                                                                | 2197                                                                          |                                                                               | 22                                                                            |
| Салехард                                                                      | У памятника Ленину (ул. Республики)                                           | 141                                                                           |                                                                               |                                                                               |
| Самара                                                                        | Площадь Славы                                                                 | 6392                                                                          | 300 или более                                                                 | 5                                                                             |
| Санкт-Петербург                                                               | Дворцовая площадь                                                             | 58 347                                                                        | 7000—9000                                                                     | 840                                                                           |
| Саранск                                                                       | Площадь Тысячелетия                                                           | 812                                                                           |                                                                               | 10                                                                            |
| Саратов                                                                       | Театральная площадь                                                           | 3764                                                                          | 1000                                                                          | 16                                                                            |
| Саяногорск                                                                    | Сквер им. Стриго                                                              | 121                                                                           |                                                                               | 1                                                                             |
| Свободный                                                                     |                                                                               | Акция не планировалась                                                        |                                                                               | 2                                                                             |
| Севастополь                                                                   | Площадь Нахимова                                                              | 700                                                                           |                                                                               |                                                                               |
| Северодвинск                                                                  | Площадь Ленина                                                                | 601                                                                           |                                                                               | 1                                                                             |
| Североморск                                                                   | Центральная площадь                                                           | 43                                                                            |                                                                               |                                                                               |
| Сегежа                                                                        | Площадь у Дома культуры                                                       | 43                                                                            |                                                                               |                                                                               |
| Сергиев Посад                                                                 | Советская площадь                                                             | 653                                                                           |                                                                               |                                                                               |
| Серпухов                                                                      | Площадь Ленина                                                                | 400                                                                           |                                                                               |                                                                               |
| Симферополь                                                                   | Площадь Ленина                                                                | 773                                                                           |                                                                               | 2                                                                             |
| Славянск-на-Кубани                                                            | Театральная площадь                                                           | 107                                                                           |                                                                               |                                                                               |
| Смоленск                                                                      | Площадь Ленина                                                                | 1300                                                                          | 250—300                                                                       | 5                                                                             |
| Снежинск                                                                      | Площадь Ленина                                                                | 111                                                                           |                                                                               |                                                                               |
| Советский                                                                     | У администрации                                                               | 47                                                                            |                                                                               |                                                                               |
| Соликамск                                                                     | Центральный сквер                                                             | 132                                                                           |                                                                               |                                                                               |
| Сочи                                                                          | Площадь Флага                                                                 | 2918                                                                          | Более 300                                                                     | 53                                                                            |
| Ставрополь                                                                    | Крепостная гора, у памятника Солдату                                          | 1988                                                                          | 100—150                                                                       | 16                                                                            |
| Стерлитамак                                                                   | Площадь Победы                                                                | 653                                                                           |                                                                               |                                                                               |
| Сургут                                                                        | Площадь Советов                                                               | 1339                                                                          | До 100                                                                        | 4                                                                             |
| Сызрань                                                                       | Площадь Ленина                                                                | 260                                                                           |                                                                               |                                                                               |
| Сыктывкар                                                                     | Стефановская площадь                                                          | 1232                                                                          |                                                                               | 2                                                                             |
| Таганрог                                                                      | Петровская улица                                                              | 724                                                                           |                                                                               | 1                                                                             |
| Тамбов                                                                        | Сквер Зои Космодемьянской                                                     | 925                                                                           |                                                                               | 24                                                                            |
| Тверь                                                                         | Тверская площадь                                                              | 2209                                                                          | Около 100                                                                     | 11                                                                            |
| Темрюк                                                                        | Районный Дом Культуры                                                         | 117                                                                           |                                                                               |                                                                               |
| Тимашевск                                                                     | Около городской и районной администраций                                      | 110                                                                           |                                                                               |                                                                               |
| Тихорецк                                                                      | Городской парк                                                                | 100                                                                           |                                                                               |                                                                               |
| Тольятти                                                                      | Центральная площадь                                                           | 2364                                                                          | Около 200                                                                     |                                                                               |
| Томск                                                                         | Площадь Ново-Соборная                                                         | 4156                                                                          | 300—600―2000                                                                  | 26                                                                            |
| Торжок                                                                        |                                                                               | Акция не планировалась                                                        |                                                                               | 1                                                                             |
| Туапсе                                                                        | Площадь Октябрьской Революции                                                 | 188                                                                           |                                                                               |                                                                               |
| Тула                                                                          | Площадь Ленина                                                                | 1728                                                                          |                                                                               | 8                                                                             |
| Тында                                                                         | Площадь БАМа                                                                  | 61                                                                            |                                                                               |                                                                               |
| Тюмень                                                                        | Центральная площадь                                                           | 4283                                                                          | 150 — более 1000                                                              | 22                                                                            |
| Улан-Удэ                                                                      | Площадь Советов                                                               | 1336                                                                          | 150—200                                                                       | 6                                                                             |
| Ульяновск                                                                     | Площадь Ленина                                                                | 2176                                                                          | Около 200                                                                     | 6                                                                             |
| Урюпинск                                                                      | Площадь Ленина                                                                | 1                                                                             |                                                                               |                                                                               |
| Усть-Илимск                                                                   | ДК «Дружба»                                                                   | 164                                                                           |                                                                               |                                                                               |
| Усть-Кут                                                                      | Площадь около речного вокзала                                                 | 49                                                                            |                                                                               | 1                                                                             |
| Усть-Лабинск                                                                  | Городской сквер                                                               | 78                                                                            |                                                                               |                                                                               |
| Уфа                                                                           | Площадь Ленина                                                                | 6477                                                                          | 700—2500                                                                      | 170                                                                           |
| Ухта                                                                          | Гайд-парк на Тиманской, напортив спорткомлекса                                | 322                                                                           |                                                                               |                                                                               |
| Хабаровск                                                                     | Площадь Ленина                                                                | 3050                                                                          | Более 100 — более 1000                                                        | 6                                                                             |
| Ханты-Мансийск                                                                | Центральная площадь                                                           | 3503                                                                          | 20                                                                            |                                                                               |
| Хвалынск                                                                      | Соборная площадь                                                              | 17                                                                            |                                                                               |                                                                               |
| Чайковский                                                                    | Площадь Карла Маркса                                                          | 222                                                                           |                                                                               |                                                                               |
| Чебаркуль                                                                     |                                                                               | Акция не планировалась                                                        |                                                                               | 3                                                                             |
| Чебоксары                                                                     | Площадь Республики                                                            | 2264                                                                          | Около 100                                                                     | 7                                                                             |
| Челябинск                                                                     | Правительство Челябинской области (позже — сквер около правительства)         | 6673                                                                          | 2000                                                                          | 9                                                                             |
| Череповец                                                                     | Площадь Химиков                                                               | 1204                                                                          |                                                                               | 1                                                                             |
| Черкесск                                                                      | Дом правительства КЧР                                                         | 181                                                                           |                                                                               |                                                                               |
| Черноголовка                                                                  | Площадь Дубовицкого                                                           | 115                                                                           |                                                                               |                                                                               |
| Чехов                                                                         | Ул. Советская площадь, 3                                                      | 324                                                                           |                                                                               |                                                                               |
| Чита                                                                          | Площадь Ленина                                                                | 1029                                                                          | 200—300                                                                       |                                                                               |
| Шахты                                                                         | Площадь Ленина                                                                | 284                                                                           |                                                                               |                                                                               |
| Щёлково                                                                       | Площадь Ленина                                                                | 671                                                                           |                                                                               |                                                                               |
| Электросталь                                                                  | Площадь у ТЦ «Плаза»                                                          | 389                                                                           |                                                                               |                                                                               |
| Элиста                                                                        | Площадь Ленина                                                                | 225                                                                           |                                                                               | 1                                                                             |
| Энгельс                                                                       | Площадь Ленина                                                                | 514                                                                           |                                                                               |                                                                               |
| Южно-Сахалинск                                                                | Площадь у ДК «Родина»                                                         | 835                                                                           | 60                                                                            | 2                                                                             |
| Якутск                                                                        | Площадь Ленина                                                                | 1155                                                                          | Не состоялся                                                                  | 1                                                                             |
| Ярославль                                                                     | Площадь Богоявления                                                           | 3557                                                                          | Около 300                                                                     | 10                                                                            |

### Ход протестов
В Москве все подходы к Кремлю и Пушкинская площадь были перекрыты ещё до начала акции (в качестве причины власти назвали обеспечение безопасности во время послания Путина Федеральному собранию). В Санкт-Петербурге подходы к Дворцовой площади были окружены «живой цепью» ОМОНа. В Москве была перекрыта станция метро «Охотный ряд». Места сбора были заблокированы также: в Екатеринбурге (все центральные улицы и место сбора протестующих) и Челябинске — под предлогом репетиции парада Победы; в Улан-Удэ и Костроме — под предлогами обработки от клещей; в Челябинске под предлогом ремонта подземного перехода; в Чите и Новороссийске — под предлогом репетиции концерта; в Самаре, Барнауле, Новосибирске, Красноярске, Кургане, Брянске, Кемерове, Ростове-на-Дону, Пензе. Во многих городах на улицах присутствовали усиленные наряды полиции и Росгвардии.
Максимальное число задержаний было в Санкт-Петербурге, оно составило почти половину от всех задержаний по стране. После того как закончились места в автозаках, полиция перевозила задержанных в обычных автобусах.
В ряде городов полиция не оказывала физических препятствий в проведении акций и не задерживала протестующих. Глава аналитического отдела издания «Тайга-инфо» Алексей Мазур также сообщил, что полиция в Сибири действовала более мягко по сравнению с январскими протестами: людей не «винтили» и не арестовывали с плакатами, митинг прошёл спокойно.
На митинге в Москве присутствовали родственники Алексея Навального — жена Юлия, мать Людмила Ивановна и брат Олег.

### Фотографии и видео 21 апреля

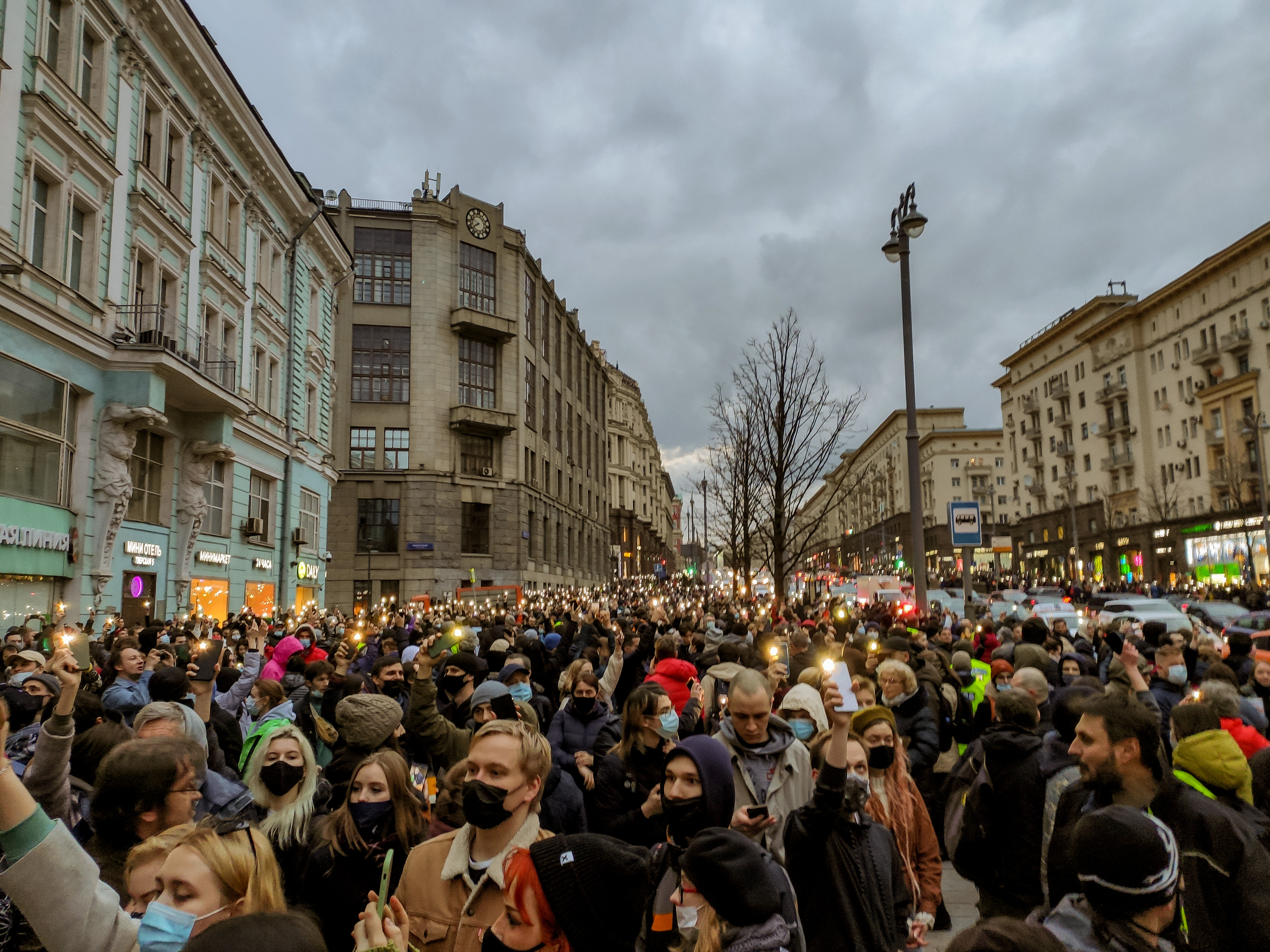
Протесты на Тверской улице в Москве
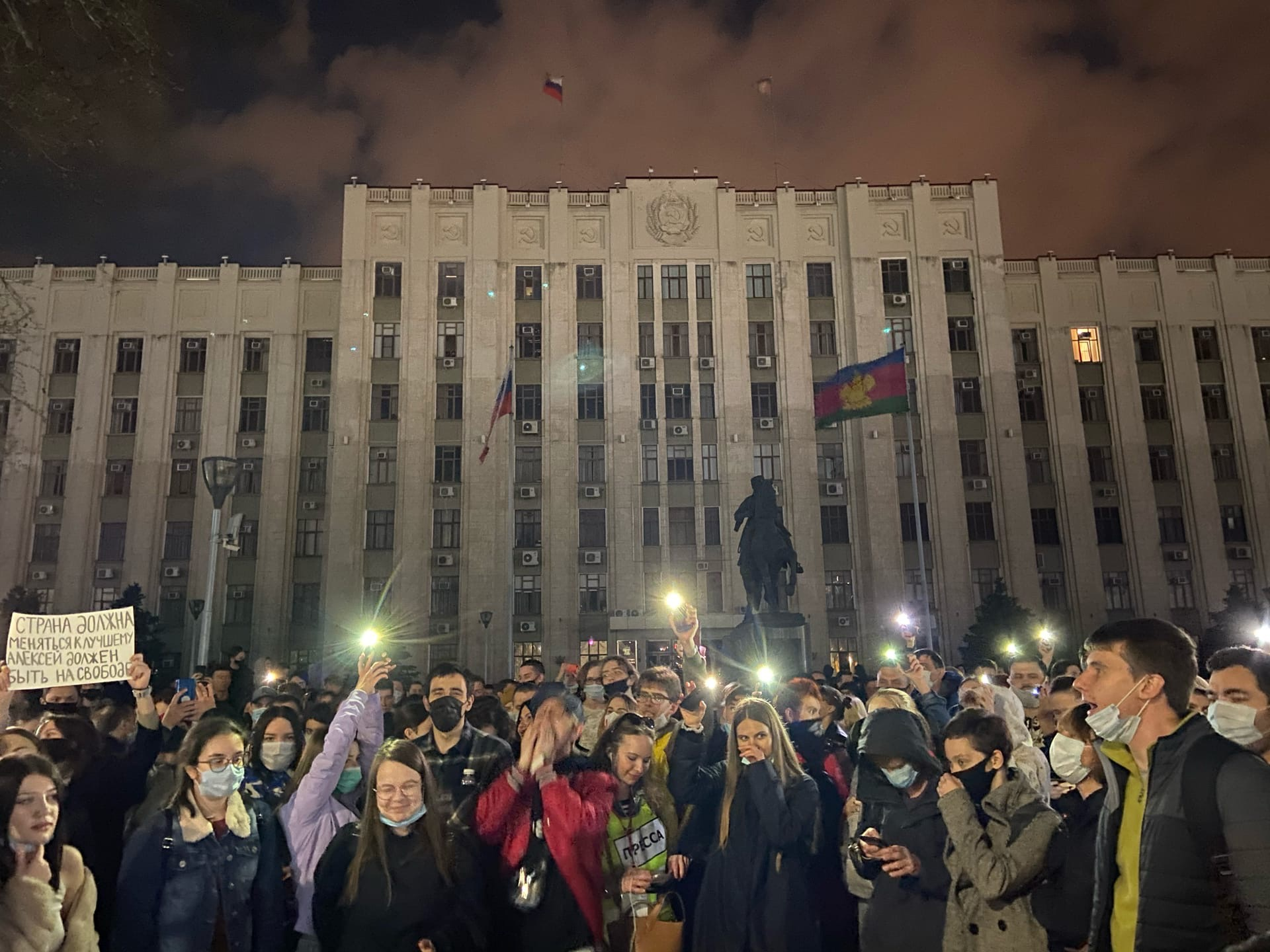
У администрации Краснодарского края
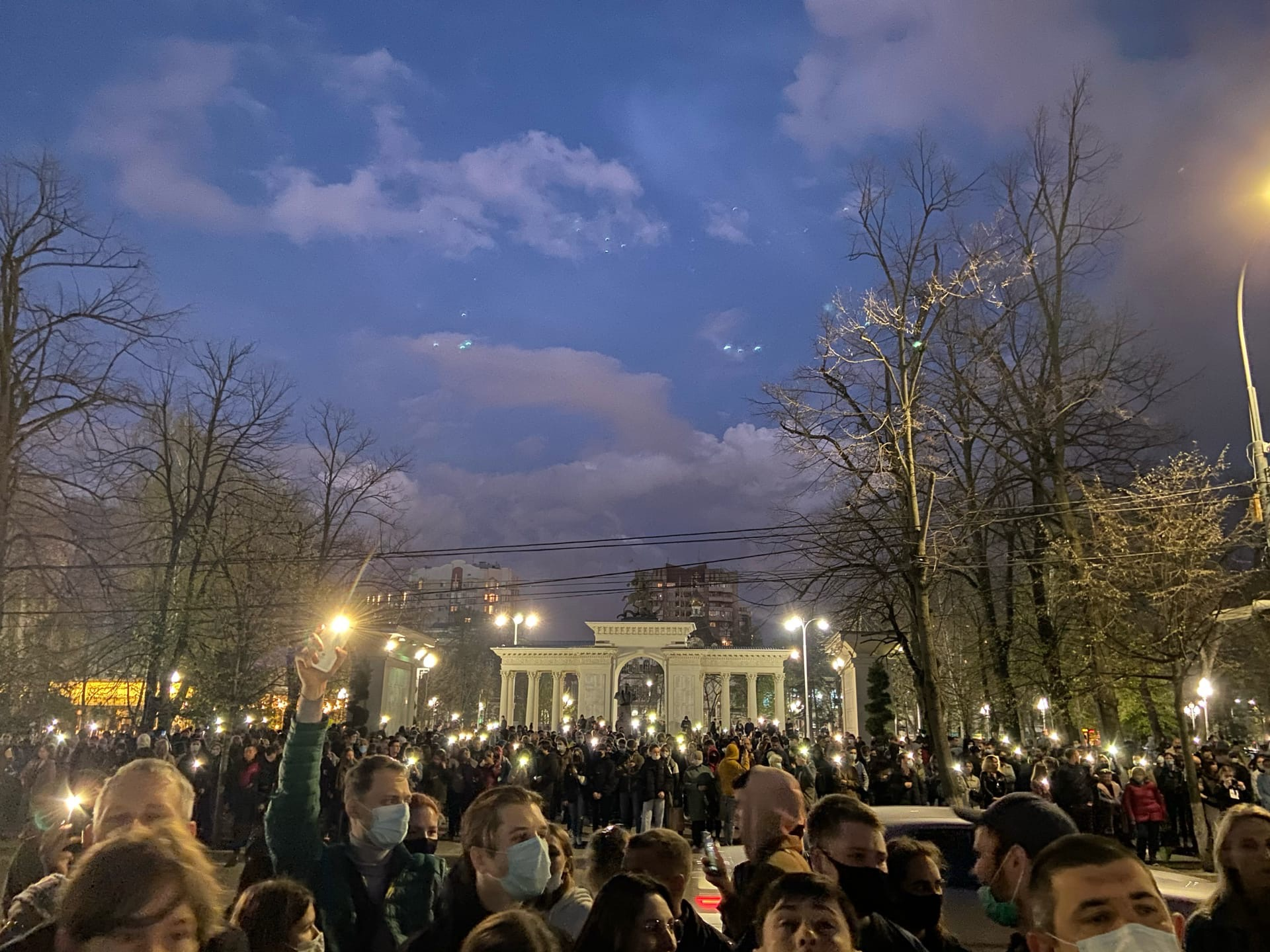
Сквер Жукова, Краснодар

### Столкновения с полицией и происшествия
По данным СМИ, в Санкт-Петербурге против протестующих применялись электрошокеры и резиновые дубинки. По мнению координатора юридической помощи «ОВД-Инфо» Аллы Фроловой, «самое жёсткое, безумное» на акциях 21 апреля происходило именно в Петербурге. По сообщению Фроловой, некоторые из задержанных получили серьёзные травмы, в том числе переломы ног. По сообщению «ОВД-Инфо», одного из протестующих в Петербурге трижды ударили по голове дубинкой и сломали ему палец; другого участника били в лицо коленом; одну из девушек, задержанных на акции, повалили на землю, из-за чего у неё на лице образовалось множество ссадин.
В Волгограде против нескольких участников, пытавшихся препятствовать задержаниям других протестующих, был применён слезоточивый газ (при этом пострадали находящиеся рядом журналисты).
По данным Znak.com, в Москве в переходе на Охотном ряду был распылён перцовый газ (кем именно — не сообщается).
В Новокузнецке, без объяснения причин, был задержан несовершеннолетний подросток, гуляющий по Бульвару героев и не имеющий отношения к митингу. Со слов его матери, так поступали со всеми детьми.

### За рубежом
В тот же день протесты прошли в Париже и Лондоне. В Париже на площади перед мэрией собралось около 500 человек, а в Лондоне у российского посольства — около 150 человек, в том числе предприниматель Евгений Чичваркин.
По данным DW, акция в поддержку Навального состоялась также в Берлине, Дюссельдорфе и других городах Германии. В Берлине участники (в основном русскоговорящие) прошли у здания ведомства федерального канцлера, а затем у российского посольства. С требованием освободить Навального выступил генеральный директор немецкого филиала правозащитной организации Amnesty International Маркус Беко.
Акции также прошли в Австралии и Новой Зеландии. В Окленде в ней участвовали около 35 русскоговорящих человек (при этом, как отмечается, многие не смогли участвовать из-за работы), а в Мельбурне — около 50 человек.
На акцию в Хельсинки вышло более 100 человек. Присутствующие, разбившись на группы по 6 человек (требование властей в связи с коронавирусом), держали плакаты и скандировали лозунги в поддержку российской оппозиции. Одна девушка пришла на митинг с бело-красным белорусским флагом.
Протест в поддержку Алексея Навального состоялся на территории США, у здания Конгресса острова Гуам. Несколько представителей русскоязычной диаспоры выразили несогласие с посланием Путина Федеральному Собранию.

## Другие формы протеста

### Открытые письма, обращения, петиции
10 февраля было опубликовано открытое письмо, которое подписали более 400 академических музыкантов, с призывом освободить Навального и других политзаключённых, а также «остановить террор» и «начать диалог с несистемными политиками».
28 марта российские врачи опубликовали открытое письмо с требованием оказать медицинскую помощь Алексею Навальному. Письмо подписали более 20 врачей, в том числе несколько профессоров и докторов наук.
После того как Алексей Навальный, отбывая наказание в колонии ИК-2 в Покрове, объявил голодовку, профсоюз «Альянс учителей», который входит в профсоюз Навального, объявил сбор подписей в его поддержку. В открытом письме учителя потребовали немедленно обеспечить доступ врачей для оказания Навальному медицинской помощи, а также отказаться от «пыток бессонницей» в отношении него.
Открытое обращение в поддержку Алексея Навального было опубликовано от редакции издания «Медуза».
Больше 100 известных людей писателей, художников, музыкантов и учёных, включая Джуд Лоу, Джоан Роулинг и Бенедикта Камбербэтча, подписали открытое письмо президенту России Владимиру Путину с просьбой обеспечить отбывающего срок и объявившего голодовку Навального компетентной медицинской помощью.
Редакционный совет газеты The New York Times выпустил открытое обращение к президенту России Владимиру Путину с просьбой допустить к политику Алексею Навальному врачей, оценить тяжесть его состояния здоровья и при необходимости направить политика на интенсивную терапию.
Открытое обращение к президенту Владимиру Путину написала группа региональных депутатов, потребовав от Путина допустить к оппозиционеру Алексею Навальному врача, но и отменить все решения судов, принятые по политическим мотивам, и освободить Навального и других политзаключённых. Среди подписавших депутатов были Максим Шевченко, Борис Вишневский, Максим Резник, Екатерина Енгалычева, Евгений Ступин, Дарья Беседина.
19 апреля, в связи с недопуском врачей в колонию к Навальному, историк Тамара Эйдельман и ещё 1745 человек обратились в международную организацию «Врачи без границ» с просьбой добиться доступа к нему представителей этой организации.
Также был создан ряд петиций с требованием освобождения Алексея Навального. Такие петиции создали «Новая газета», Amnesty International (по ней в Кремль передали почти 200 тыс. подписей) и другие.

### Одиночные пикеты
13 апреля 2021 года сотрудники профсоюза «Альянс врачей» вышли на одиночные пикеты за доступ независимого врача к Алексею Навальному в колонию ИК-2 в Покрове в связи с ухудшением его здоровья. Во время пикета полиция задержала участника профсоюза Кирилла Бородина, требовавшего допустить к Навальному независимого врача.
В Иркутске в конце апреля активисты объявили «неделю несогласия» (до 1 мая включительно), в течение которой они выходили на одиночные пикеты в защиту политзаключённых, в том числе арестованных в связи с акцией 21 апреля.
Пикеты проходили и после завершения всероссийских акций протеста. Так, 11 октября 2021 года одиночный пикет за освобождение Навального прошёл в Ессентуках; 22 октября 2021 года — в Ярославле, пикетчик выступал за свободу Навального и против пыток; 30 октября 2021 года одиночный пикет с плакатом «Свободу Навальному и политзаключенным» прошёл в Москве у здания ФСБ на Лубянке.

### «Голодовка солидарности» с Навальным
Больше 100 человек поддержали голодовку солидарности с Алексеем Навальным с требованием о предоставлении Навальному положенной по закону медицинской помощи. Инициатором голодовки 10 апреля был учёный-биолог из Москвы, бывший профессор ВШЭ и МГУ Николай Формозов. Кроме того, в знак солидарности с Навальным объявили голодовку сопредседатель общественного комитета «Голос Беслана» Элла Кесаева и ещё четверо участников движения, пострадавших в результате теракта в Беслане.

### Баннеры, билборды, граффити, надписи
Днём 15 сентября 2021 года на Красной площади четверо активистов развернули баннер «Свободу Навальному! Путина в тюрьму!». Всех активистов задержали, а активиста Илью Ермакова избили в полицейском автомобиле. Кроме того, задержали журналиста «RusNews», снимавшего акцию, у него отобрали пресс-карту. В итоге суд назначил четырём активистам по 10 суток ареста, а журналиста «RusNews» Евгения Евсюкова оштрафовали на 20 тысяч рублей по статье о нарушении порядка проведения митинга (ч. 5 ст. 20.2 КоАП), хотя съёмка велась во время выполнения редакционного задания.
В различных городах в разное время появлялись граффити в поддержку Алексея Навального. Так, в марте 2021 года в Москве появились граффити с Навальным в образе Боярыни Морозовой. В апреле граффити с Навальным появилось в Санкт-Петербурге (было закрашено спустя несколько часов). В мае в Екатеринбурге появилось граффити с Навальным в клетке, которую можно открыть. Помимо граффити, активистами размещались и более простые надписи. Например, в феврале 2021 года надпись «Навальный» появилась в Санкт-Петербурге на льду Фонтанки. В июле в городе Камышлове (Свердловская область) на одном из зданий появилась надпись «Боже, храни андеграунд и Навального», на фоне которой мэр города дал интервью о благоустройстве города.
Подобные акции проходили и за рубежом. Так, граффити с Алексеем Навальным в июне 2021 года появилось в Женеве перед встречей Путина и Байдена. В октябре билборд с призывом освободить Алексея Навального появился в городе Сакраменто (штат Калифорния, США).

## Несостоявшиеся акции
9 февраля Либертарианская партия России подала в мэрию Москвы заявку на проведение 23 февраля митинга в поддержку Навального. В заявке в качестве возможных мест проведения митинга было указано 9 центральных площадей Москвы. 10 февраля московские власти не согласовали этот митинг. Пресс-секретарь Либертарианской партии сообщил, что они не собираются проводить митинг и разделяют позицию ФБК, что несанкционированные акции пока проводить не стоит.
15 февраля 2021 года представители партии «Парнас» подали в мэрию Москвы уведомление о проведении марша памяти Бориса Немцова 27 февраля. Заявленными целями марша, указанными в заявке, помимо требования привлечь к суду организаторов и заказчиков убийства Немцова, были выражение поддержки Алексею Навальному и требование освобождения Навального и других политзаключённых. 17 февраля правительство Москвы не согласовало проведение Марша памяти Бориса Немцова, мотивируя это текущей санитарно-эпидемиологической ситуацией. После обращения участников оргкомитета марша власти Москвы одобрили лишь проведение ежегодного собрания возле мемориала «Немцов мост», и мероприятие памяти Бориса Немцова прошло на Москворецком мосту в обычном формате (возложение цветов и минута молчания).

## Состав участников митингов
Старший научный сотрудник Института социологии РАН, социолог Дмитрий Рогозин считает, что основной контингент участников январских акций протеста — это «образованные, работающие люди, „экономически активное население“ или средний класс».

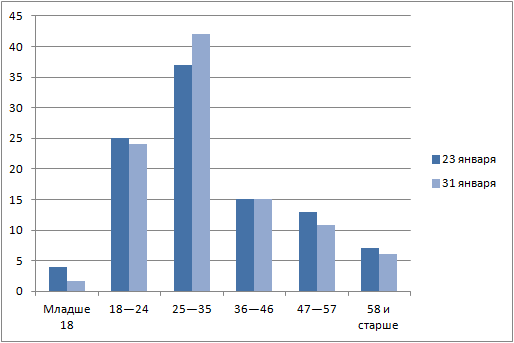
Возраст участников митингов в Москве

Возраст и пол. Опрошенные изданием The Bell социологи отметили, ссылаясь на опрос, проведённый на митинге в Москве, и на собственные наблюдения, что основная группа протестующих в Москве 23 января находилась в возрастном диапазоне 30—35 лет, доля лиц младше 18 лет была менее 10 %, доля мужчин — 55 %, доля женщин — 45 %. По данным старшего научного сотрудника Школы актуальных гуманитарных исследований РАНХиГС, социального антрополога Александры Архиповой, в Москве на акции 23 января доля несовершеннолетних составляла 4 % (при этом Архипова, ссылаясь на данные «ОВД-Инфо», отмечает, что такой же процент несовершеннолетних, — 4,5 % — был и среди задержанных).
31 января, по данным Архиповой, в Москве в акции приняли участие 1,7 % несовершеннолетних, в возрасте от 18 до 24 лет — 24 %, от 25 до 35 лет — 42 %, от 36 до 46 лет — 15 %, от 47 до 57 лет — 10,9 %, старше 58 лет — 6,1 %. В Санкт-Петербурге на акции было 1,5 % несовершеннолетних, от 18 до 24 лет — 33 %, от 25 до 35 лет — 42,5 %. Медианный возраст участников в Москве составил 29 лет, в Петербурге — 28 лет.
По данным социолога Алексея Захарова, медианный возраст участников акции 21 апреля составил 29 лет в Москве и 27 лет в Петербурге, при этом участников 18 лет и моложе было всего 7 % в Москве и 6 % в Петербурге. Женщин среди участников в Москве было 47 %, в Петербурге — 50 % (процент женщин, по данным Захарова, увеличился по сравнению с предыдущими акциями). Данные Захарова основаны на опросах, проведённых волонтёрами на улицах в Москве (330 протестующих) и Петербурге (377 протестующих).
То, что процент женщин на акциях возрастает, подтверждает и Архипова: по её данным, в Москве 31 января их было 37 %, а 21 апреля — уже 48 %; в Санкт-Петербурге 31 января — 44 %, а 21 апреля — 51 %. Учёный считает, что это является тенденцией последних лет.
Вовлечение. По данным The Bell, 23 января социологи отметили высокую долю «новичков» среди протестующих: более трети вышли на протесты впервые. По данным Архиповой, 23 января в Москве впервые в жизни вышли на митинг 42 % участников; по данным политолога Марии Снеговой — 44 %. 31 января число участников, впервые участвующих в митинге, по данным Архиповой, составило 13,6 % в Москве и 17 % в Петербурге.
Касательно акций 21 апреля Захаров утверждает, что около 70 % их участников составили «примерно те же люди, что и в январе» (в Москве — 72 %, в Петербурге — 73 %). Из оставшихся большинство вышло на митинг в первый раз. По мнению Захарова, новые участники были мобилизованы Навальным в январе 2021 года. По данным Архиповой, 21 апреля число впервые вышедших на митинги составило 12 % в Москве и 17 % в Петербурге.

## Оценки и мнения

### В России
Причины протестов. По мнению замдиректора «Левада-центра», социолога Дениса Волкова, хотя поводом для выступлений стал арест оппозиционера, мотивация участников носила многоаспектный характер. Протестный потенциал копился у россиян с лета 2018 года, когда было объявлено о подъёме пенсионного возраста. Как сами изменения, так и поведение властей: длительное сокрытие планов, внезапность реформы, неучёт мнения народа, жонглирование демографическими данными, ряд странных пунктов пенсионного закона (включая поощрение уклонения от службы в армии) — подорвали доверие большой части граждан. Усугубление экономических проблем, рост цен плюс эпидемия также не способствовали смягчению обстановки.
По результатам опросов, полученным старшим научным сотрудником Школы актуальных гуманитарных исследований РАНХиГС, социальным антропологом Александрой Архиповой, на акциях 23 и 31 января в Москве 34 % участников ответили, что «доверяют Навальному полностью», а 55 % — что «доверяют частично, но скорее доверяют». По мнению Архиповой, это опровергает картину, что участники протестов в Москве являются «группой фанатов Навального». Вместо этого, по её мнению, в основном люди вышли на митинги, поскольку видят нарушения прав человека, которые выразились в том числе и в аресте Навального. Другим триггером она считает фильм Навального о дворце Путина, а также полагает, что обострить протестные настроения могли пандемия COVID-19, социальные проблемы и ухудшение экономики.
По мнению депутата Законодательного собрания Владимирской области, журналиста Максима Шевченко, подлинной повесткой протеста является не Алексей Навальный, а «огромное социальное неравенство и множество местных региональных проблем»; люди вышли, потому что устали от коррупции, произвола и беззакония, а фильм Навального лишь помог им осознать масштабы этих проблем.
Заместитель директора «Центра политических технологий», политолог Алексей Макаркин, помимо пенсионной реформы 2018 года, называет причинами роста протестных настроений состояние «осаждённой крепости» во внешней политике и растущее неприятие насилия по отношению к митингующим.
Отношение к акциям. По данным «Левада-Центра» от 15 февраля, слышали о протестах 80 % опрошенных россиян. 45 % опрошенных назвали протесты 23 и 31 января «самым запоминающимся событием января 2021 года». Одобряли протесты 22 % опрошенных, относились нейтрально ― 37 %, не одобряли ― 39 %. Наибольшая поддержка протестов наблюдается в возрастной группе 18―24 лет (38 %), наибольшее неодобрение ― в возрастной группе старше 55 лет (53 %).
Пресс-секретарь президента России Дмитрий Песков заявил, что на акции протеста, прошедшие 23 января, «вышло мало людей, много людей голосуют за Путина».
6 февраля 2021 года один из основателей и лидеров партии «Яблоко» Григорий Явлинский опубликовал на своём сайте статью «Без путинизма и популизма». В ней он скептически оценил протесты, выступил против Навального (которого со ссылкой на высказывание Валерии Новодворской 10-летней давности охарактеризовал как популиста и националиста и обвинил в преступном использовании несовершеннолетних в политических целях), его сторонников (обвинив их в вождизме, неспособности к компромиссам и узкой политической программе) и расследований ФБК. Материал вызвал серьёзную дискуссию в рунете, а также внутрипартийную дискуссию и отмежевание от Явлинского отдельных его прежних сторонников вроде Евгения Ройзмана.
Обвинения во вмешательстве Запада. После митингов 23 января МИД России обвинил посольство США в поддержке и подстрекательстве к несогласованным протестным акциям в России. Мария Захарова заявила, что посольство США в Москве «опубликовало маршруты протестов в городах России и вбросило информацию о походе на Кремль». Глава комиссии Совета федерации по защите суверенитета Андрей Климов заявил о наличии у комиссии «заслуживающих доверия данных» о причастности зарубежных спецслужб к проведению акций 23 января. Секретарь генсовета «Единой России» Андрей Турчак в своём Instagram обвинил «глобальную машину Запада» в попытке «взорвать Россию», заявив, что «как никогда важно сплотиться вокруг нашего президента, который спас страну и который сегодня ведёт Россию в условиях мирового шторма».
Критика предполагаемого вовлечения несовершеннолетних. Выступая на состоявшемся в день протестов 23 января XIII пленуме ЦК КПРФ, посвящённом информационно-пропагандистской работе, лидер партии Геннадий Зюганов раскритиковал «втягивание в разборки юнцов» и выразил уверенность, что «ни один коммунист не поддержит эти провокации». 3 марта Владимир Путин на расширенном заседании коллегии МВД России заявил, что крайне важно не допустить вовлечения молодёжи, и особенно несовершеннолетних, в несогласованные массовые акции протеста и оградить их от различных провокаций. При этом организаторы акции не призывали к вовлечению в них детей, а заявления о большом числе несовершеннолетних на митингах не подтвердились.
Директор близкого к Кремлю Центра политической конъюнктуры, политолог Алексей Чеснаков полагает, что ставка властей на новости о якобы большом числе детей на акции (независимо от их фактического количества там) имела цель сформировать негативный образ протестов, создав представление о том, что их организаторы использовали детей, и эта цель была достигнута.
Полицейское насилие и препятствование свободе собраний. 4 февраля объединения театральных и музыкальных критиков обратились с требованием прекратить полицейское насилие и отменить фактический запрет митингов и собраний. Аналогичное обращение, опубликованное в «Троицком варианте», подписали более 500 учёных (из них 10 — академики РАН). 8 февраля в Новой газете было опубликовано открытое письмо с «выражением протеста против практики политических преследований, полицейского и судебного произвола, бесчеловечных избиений мирных граждан со стороны полиции». В письме заявлялось о необходимости срочно привести законодательство о проведении митингов и собраний в соответствие с Конституцией Российской Федерации, освободить политзаключённых, а также пресечь, осудить и наказать «антигуманное и ничем не спровоцированное поведение полиции в отношении мирных граждан». На момент публикации обращение подписали более 180 учёных, актёров, режиссёров, писателей и общественных деятелей. Также 8 февраля с открытым письмом в поддержку арестованных выступили бывшие советские политзаключённые, его подписали 10 человек.
После акций 21 апреля депутат Законодательного Собрания Санкт-Петербурга от «Партии Роста» Максим Резник раскритиковал большое число задержанных и избиение протестующих полицией в Петербурге по сравнению с Москвой и другими городами на акции в этот день.
Комментируя жёсткие задержания на акциях 23 января, глава Совета по правам человека Валерий Фадеев заявил, что не видит в них никаких нарушений.
Социолог Владислав Иноземцев считает, что власть будет и дальше придерживаться тактики жёсткого подавления протестов, поскольку никакой другой альтернативы она не имеет: все способы легитимизации режима (такие как экономический рост или внешнеполитические действия) уже исчерпаны. Он считает, что главная причина протеста связана с пониманием людьми того, что главными выгодоприобретателями нынешней системы стали не олигархи, а чиновники. В связи с этим протестные настроения будут только нарастать. По его мнению, люди выходят не за Навального, а из-за своего разочарования во власти и понимания масштабов коррупции.
По данным Reuters, источники в Кремле заявили, что власти России считают удачным сценарий силового подавления народных протестов в Белоруссии и готовы при необходимости применять против протестующих в России ещё большую силу.
По опубликованным 20 апреля данным «Национального индекса тревожностей» от Компании развития общественных связей (КРОС), в первом квартале 2021 года среди основных страхов и опасений россиян на первое место вышел страх перед действиями полиции и судов в связи с акциями протеста. По данным «Левада-центра», страх россиян перед произволом властей достиг 58 %, а перед возвратом массовых репрессий — 52 %, что является максимальным уровнем с 1994 года.
Итоги акций 21 апреля. Комментируя итоги акций протеста 21 апреля, политолог Евгений Минченко выразил мнение, что на акцию вышло значительно меньше людей, чем было изначально заявлено её организаторами, так как для акции был выбран слишком узкий информационный повод (допуск гражданского врача к Навальному), а также поскольку организаторам акции (ФБК) был нанесён «серьёзный удар» (перспектива признания организации экстремистской). Эксперт Центра политической конъюнктуры, политолог Алексей Чеснаков считает, что цели акции 21 апреля организаторами достигнуты не были, поскольку митинги такого масштаба не могут повлиять на решения властей; кроме того, акциям не удалось перебить повестку Послания президента Федеральному собранию, которое оглашалось в Кремле в тот же день. Чеснаков считает, что участники акции не были консолидированы: «Там были разные люди, не объединённые общим делом. Были и радикальные несистемщики, и непонимающая молодёжь, и развлекающиеся. Это винегрет, а не организованный протест». Политолог Константин Калачёв также считает, что на улицы вышли лишь «самые отчаянные», так как имели место «персонификация протеста, отсутствие координации и политическое содержание акций». По его мнению, протестные настроения в России никуда не делись, но для вывода людей на улицу нужны «другие темы». С другой стороны, заместитель директора «Центра политических технологий», политолог Алексей Макаркин считает, что и то количество людей, которое вышло на улицы, — «это много для несанкционированной акции в условиях, когда организаторов вот-вот объявят экстремистами».
Оценка возможного политического значения акций. По мнению политолога Фёдора Крашенинникова, если бы на митинги, проводимые командой Алексея Навального 21 апреля, в день, когда президент России должен был зачитать ежегодное послание Федеральному собранию, вышли сотни тысяч людей, эта акция всё ещё могла бы «остановить окончательное превращение России в страну, где политические противники режима умирают в тюрьмах, а оппозиционная деятельность приравнивается к преступлению».
Директор «Левада-Центра» Лев Гудков считает, что протесты в такой форме вряд ли создадут угрозу политическому режиму, поскольку «сам по себе протест без политической организации, без ясной программы нестабилен и может быстро ослабеть и сдуться. Удерживает и делает активным вот такой протест только наличие не просто лидера, а наличие чёткой программы и организации», которых пока не хватает. Эксперт сравнивает текущие протесты с протестами в Белоруссии и Хабаровске, не давшие немедленного результата, полагая, что подобные формы акций могут принести плоды только «при превращении в систематическую политическую работу».

### За рубежом
Госдеп США, глава дипломатии Евросоюза Жозеп Боррель, глава МИД Великобритании Доминик Рааб, глава МИД ФРГ Хайко Маас, спецдокладчик ООН по свободе объединений и мирных собраний Клеман Вуль и Совет ЕС осудили применение силы к демонстрантам и призвали освободить всех задержанных. Госдеп и Совет ЕС также призвали освободить Навального.
24 января 2021 года Сунна Эварсдоттир (Исландия), докладчик ПАСЕ по политическим заключённым в России, заявила: «Действия российских властей несовместимы с уважением демократического плюрализма и основных политических свобод. Большинство, если не все, арестованные в субботу могут считаться политическими заключёнными prima facie».
Большая семёрка выразила обеспокоенность задержанием тысяч мирных демонстрантов и журналистов во время субботних митингов и потребовала освободить Навального.

### В культуре
Музыкант Вася Обломов написал сатирическую песню «Запотело моё забрало» на сюжет происшествия с Маргаритой Юдиной, которую росгвардеец ударил сапогом в живот.
Шоумен и автор-исполнитель песен Семён Слепаков 25 января опубликовал в Twitter стихотворение «Случай на Мальдивах», а затем ещё два «Стиха про добро» с критикой протестов. После этого аккаунт Слепакова был заблокирован сроком на 30 дней.
Панк-рок группа «Тараканы» выпустила клип на песню «И ничего кроме правды», смонтированный из съёмок московских акций протеста в поддержку Навального. Вокалист группы Дмитрий Спирин рассказал, что сама песня была написана ещё в марте 2020 года под впечатлением от приговоров фигурантам дел «Сети» и «Нового величия», некоторым из которых дали по 15—18 лет тюремного заключения.
Пермский музыкант Вячеслав Хахалкин, известный под псевдонимом Сява, опубликовал клип «Малява Навальному», в котором выразил поддержку политику.
В Петербурге на трансформаторной будке в Пушкарском саду нарисовали граффити с Алексеем Навальным, который сложил свои пальцы рук в виде сердца, которое он показывал своей жене в суде. Изображение сопровождает фраза «Герой нового времени». Через четыре часа граффити закрасили, на следующий день возбудили уголовное дело, признав рисунок политическим вандализмом.

## Последствия
Комментируя задержания журналистов в Казани на акции 23 января, пресс-секретарь президента Татарстана Лилия Галимова предложила сформировать специальный пул журналистов, который работал бы на несогласованных акциях. По её словам, в тот день полиция действовала исходя из «нештатной ситуации» и чтобы избежать таких задержаний, «руководителям редакций следовало бы заранее проговорить с МВД».

### Публичные извинения задержанных
Зародившуюся в Чечне практику публичных извинений задержанных переняли пресс-службы федеральных силовиков, публикующих покаянные видео в официальных СМИ и соцсетях. По словам антрополога Александры Архиповой, извинение на камеру бьёт по образу оппозиционера и снижает его поддержку общественностью.

### Дела об административных правонарушениях
Гражданам, задержанным на протестах, вменяют нарушение правил участия в акции (часть 5 статьи 20.2 КоАП), создание помех городской инфраструктуре (часть 6.1 статьи 20.2 КоАП) и повторное нарушение правил участия в акции. По разным частям административных статей задержанным грозят штрафы от 10 до 300 тыс. рублей и арест от 15 до 30 суток. Отдельным участникам вменяют неповиновение законному распоряжению сотрудника полиции (статья 19.3 КоАП).
В Москве на 5 февраля в суды поступило 4908 дел об административных правонарушениях, связанных с акциями с 23 января по 2 февраля, из них 54 дела по статье 19.3 КоАП и 4854 дела по статье 20.2 КоАП. По сведениям ТАСС со ссылкой на пресс-службу Мосгорсуда, из них на 5 февраля рассмотрены уже 2204 дела, по ним 972 человека арестованы и 1232 человека оштрафованы (не вынесено ни одного оправдательного решения).
В Санкт-Петербурге на 5 февраля в суды поступило около 1400 дел, связанных с акциями с 23 января по 2 февраля. По данным объединённой пресс-службы судов Санкт-Петербурга, из рассмотренных 1113 дел по 353 делам был наложен административный арест, по 624 — штраф, по 2 — обязательные работы (по 134 решение не сообщается).
Правозащитный проект «ОВД-Инфо» сообщает, что по всей России на 3 февраля ему известно о 750 административных арестах, а также о 500 штрафах на общую сумму более 6 млн рублей.
31 января был задержан, а 1 февраля арестован на 29 суток глава «Открытой России» Андрей Пивоваров за «нарушение порядка проведения акции, а также за неповиновение требованию сотрудника полиции».
3 февраля был арестован на 25 суток главный редактор издания «Медиазона» Сергей Смирнов за ретвит шутки о самом себе, по мнению суда, содержавший призывы к несогласованной акции протеста. Смирнов был задержан по другой статье 30 января во время прогулки с сыном. После этих событий около 20 СМИ выступили с требованием об освобождении Смирнова и заявили, что арест Смирнова является местью за его журналистскую деятельность и давлением на независимые СМИ, в том числе в связи с освещением ими акций протеста.
8 февраля был задержан депутат Саратовской облдумы от партии КПРФ Николай Бондаренко, на него составлен административный протокол по части 5 статьи 20.2 КоАП. При этом Бондаренко заявил, что «находился там как депутат с целью не допустить перегибов и провокаций».
9 марта протоиерей Андрей Винарский был задержан, когда выходил из дома, а 10 марта Центральный районный суд Хабаровска арестовал его на 20 суток. Ему вменяется повторное нарушение правил митинга (часть 8 статьи 20.2 КоАП) в связи с тем, что ранее он дважды подвергался штрафу за участие в протестах в поддержку Сергея Фургала.
13 марта задержали депутата Мосгордумы Екатерину Енгалычеву, составив на неё протокол за повторное участие в протестах. Она заявила, что была на акции как журналист и имела пресс-карту. Подобный протокол был составлен на депутата Мосгордумы Сергея Митрохина, который был задержан 12 марта.
12 мая суд арестовал экс-главу Екатеринбурга Евгения Ройзмана на 9 суток за посты в поддержку акции 31 января, которые суд признал организацией акции. Позже областной суд сократил срок его ареста до одних суток.

#### Содержание арестованных в Москве
В Москве после акций 23 января число приговорённых к административному аресту стало настолько велико, что места в спецприёмниках закончились (в Москве 3 спецприёмника в сумме примерно на 100 мест). В результате часть арестованных сутки или двое ожидали своей очереди в автозаках. По данным члена московской ОНК Марины Литвинович, содержание в автозаках происходило при уличной температуре, арестованные фактически были лишены возможности нормально питаться, пить, спать и посещать туалет. Затем часть арестованных отправили отбывать наказание в Центр временного содержания иностранных граждан (ЦВСИГ) в посёлке Сахарово, рассчитанном на 800 мест.
После акций 31 января арестованных стали свозить в ЦВСИГ в Сахарово уже массово. По данным Литвинович, на 3 февраля в нём содержалось 506 человек, из которых 95 % составляли арестованные после акций протеста. Так как арестованных привозили сразу по несколько десятков (по данным волонтёров, организовывавших передачи арестованным, ночью 2 февраля в ЦВСИГ привезли около 150—200 человек), а оформление одного человека занимало 20 минут, образовывалась многочасовая очередь ожидания в автозаках. 2 февраля группа арестованных опубликовала видеообращение из автозака, находящегося около Сахарово, в котором заявила, что за 40 часов с момента задержания их фактически не кормили, а последние 9 часов они находятся в автозаке и не могут пить и ходить в туалет, а также что рядом с ЦВСИГ стоят десятки других таких же автомобилей с арестованными. Аналогичные сообщения поступали из других автозаков. Несколько дней рядом с ЦВСИГ стояла многочасовая очередь из их родственников и товарищей, желающих передать им вещи и еду.
По сообщению BBC, ситуация с очередью автозаков повторилась и 4 февраля, когда привезли арестованных после акций протеста 2 февраля. По оценкам издания, в ЦВСИГ условия содержания арестованных, прибывших после 4 февраля, стали более тяжёлыми. В частности, среди них был главный редактор издания «Медиазона» Сергей Смирнов, в камере с которым содержалось ещё 27 человек, хотя она рассчитана только на 8. Люди спали без матрасов на голых металлических нарах по два человека на одной, либо сидя, положив голову на стол.
4 февраля «ОВД-Инфо» сообщил, что места в ЦВСИГ в Сахарово закончились, в связи с чем людей по много часов возили в автозаке в поисках места для отбывания административного ареста.
По данным Литвинович, помимо ЦВСИГ и спецприёмников в Москве, для содержания арестованных были также задействованы 4 спецприёмника в Подмосковье (в Люберцах, Электростали, Истре и Мытищах).

#### Отменённые административные дела
Вадим Заболотских — один из участников акции в Санкт-Петербурге — сумел добиться в суде закрытия дела благодаря тому, что видеозапись его задержания, снятая и опубликованная журналистами Настоящего Времени, опровергала содержимое протокола, составленного полицией.
В начале апреля один из районных судов Воронежа оправдал 11 человек, которым вменялось нарушение правил проведения массового мероприятия 23 и 31 января. Во всех случаях стороной обвинения «не было предоставлено объективных доказательств, которые подтверждают вину обвиняемых»: фотографии участников были сделаны не на митингах, а в полиции, а сами подсудимые заявили, что не участвовали в митингах. Также имели место несоответствия в документах.

##### Компенсации за незаконные задержания
Суд в Петербурге взыскал с МВД компенсацию морального вреда в размере 2000 рублей за незаконное задержание Лады Пурвиньш в центре города в день акции 23 января.
Суд Владивостока постановил взыскать с МВД 20 тысяч рублей компенсации морального вреда в пользу Игоря Краснова за незаконное задержание во время акции 23 января 2021 года.

### Уголовные дела
По состоянию на 11 февраля в России в связи с акциями протеста было возбуждено 90 уголовных дел. Из них 20 уголовных дел было возбуждено по итогам акции 23 января, в основном — по статье о применении насилия против представителя власти.
21 января в Татарстане, 23 января в Ростове-на-Дону и в Новосибирске возбуждены уголовные дела по части 3 статьи 212 УК РФ (призывы к массовым беспорядкам).
23 января в Санкт-Петербурге было возбуждено уголовное дело по части 1 статьи 318 УК РФ из-за нападения на двух сотрудников ГИБДД. Также два дела по этой статье были возбуждены во Владивостоке.
В Санкт-Петербурге возбуждены уголовные дела по статье 319 УК РФ из-за пикета с плакатом «Мусора хуже говна» 19 января и по части 1 статьи 267 УК РФ (перекрытие дорог).
Во Владивостоке возбуждено уголовное дело по статье 267.1 УК РФ (угроза эксплуатации транспорта).
В Москве возбуждены уголовные дела по статьям 318 УК РФ (применение насилия в отношении представителя власти), 213 УК РФ (хулиганство), 167 УК РФ (повреждение имущества) и 236 УК РФ («Нарушение санитарно-эпидемиологических правил»).
В Краснодаре полиция возбудила уголовное дело по пункту «б» части 1 статьи 213 о хулиганстве по мотиву ненависти против местного жителя Владимира Егорова, который снял штаны во время акции.
28 января Главным следственным управлением Следственного комитета РФ против руководителя сети региональных штабов Навального Леонида Волкова возбуждено уголовное дело по признакам преступления, предусмотренного частью 2 статьи 151.2 УК РФ («склонение в информационно-телекоммуникационных сетях несовершеннолетних к совершению противоправных действий»).
Куйбышевский районный суд Петербурга назначил два года условно участнику акции 23 января в Петербурге Андрею Ломову. Несмотря на то, что Ломов является отцом семерых детей, приговора он ожидал в СИЗО в течение двух месяцев.
15 апреля в Екатеринбурге было возбуждено уголовное дело в связи с призывами к «массовым беспорядкам» на акциях 21 апреля (по 5 эпизодам).
В начале августа стало известно экс-полицейском Сергее Римском, который на акции протеста снимал правонарушения полиции, что бы помочь незаконно задержанным людям, против которого завели уголовное дело.
10 ноября в Уфе суд арестовал бывшего координатора местного штаба Алексея Навального Лилию Чанышеву. Команда Навального записала видео в поддержку Лилии Чанышевой. Стало известно, что Чанышевой угрожал Центр «Э».
9 декабря 2021 года вынесли приговор блогеру Константину Лакееву известный в соцсетях как Костя Киевский, ему дали 2 года и 8 месяцев колонии общего режима.

#### «Санитарное дело»
27 января в Москве полиция и Следственный комитет провели почти двадцать обысков у близких и сторонников Алексея Навального — в основном в рамках уголовного дела о нарушении санитарно-эпидемиологических правил. Во всех случаях изымалась оргтехника и электронные устройства. Были задержаны брат Навального Олег, сотрудники ФБК Любовь Соболь и Олег Степанов, глава профсоюза «Альянс врачей» Анастасия Васильева и участница Pussy Riot Мария Алёхина.
29 января в Тверском районном суде Москвы прошли заседания без прессы, и все пятеро обвиняемых были отправлены на два месяца под домашний арест без права на прогулки и использование интернета. Им предъявлены обвинения в организации протестов, которые, как утверждается, нарушали санитарно-эпидемиологических ограничения, введённые из-за пандемии коронавируса (часть 1 статьи 236 УК).
Также обвиняемыми по санитарному делу проходят пресс-секретарь Навального Кира Ярмыш, активист Николай Ляскин, муниципальные депутаты Люся Штейн, Константин Янкаускас и Дмитрий Барановский. Всех их правозащитный центр «Мемориал» объявил политзаключёнными.
3 февраля правозащитный фонд «Общественный вердикт» потребовал от Следственного комитета возбудить уголовное дело против правоохранителей по ст. 236 УК РФ (нарушение санитарно-эпидемиологических правил) за то, как долго держали задержанных в автозаках. В заявлении фонда говорится, что условия содержания в автозаках грубо нарушали все предписания и создали реальную угрозу массового заболевания коронавирусом.

#### Дело Глеба Марьясова или «Дорожное дело»
На митинге 23 января сотрудниками ОМОНа был задержан член Либертарианской партии России Глеб Марьясов. После задержания Глеб был приговорён к 30 суткам административного ареста, большую часть которых провел в спецприёмнике в Сахарово. После отбывания срока Глеб был снова задержан, но уже по уголовному делу по статье 267 УК по делу о перекрытии дорог. По решению суда Марьясову было запрещено покидать квартиру с 20:00 до 8:00, пользоваться почтой, телефоном, интернетом и участвовать в массовых мероприятиях. Основанием для возбуждения дела послужили показания свидетелей и видео, опубликованное в Telegram-канале «Товарищ майор», на котором похожий на активиста человек общается с другими участниками акции. По версии следствия, Марьясов был организатором и вдохновителем перекрытия улиц в Москве и призывал всех к «групповому и сплоченному передвижению граждан на проезжую часть улиц для перекрытия их движения и блокирования транспорта». Позже Московский метрополитен и Мосгортранс подали иски на возмещение ущерба, который, как утверждается, был нанесён действиями Марьясова, и на оплату труда сотрудников, суммарно составившие около 2,7 миллионов рублей. При этом Марьясов оставался единственным фигурантом дела, а также является единственным в России, кого судили по этой статье после зимних акций протеста. 21 октября 2021 года во время судебного заседания прокуратура потребовала назначить Марьясову 10 месяцев лишения свободы. Через неделю, 27 октября, мировой судья судебного участка № 370 Тверского судебного района Москвы Екатерина Казакова приговорила Глеба Марьясова к 10 месяцам лишения свободы и удовлетворила все иски. 18 ноября 2021 года стало известно, что Глеба Марьясова увезли отбывать карантин, потом 21 ноября 2021 года стало известно, что он нашелся в СИЗО-4 Москвы. Об этом сообщил адвокат от «ОВД-Инфо» Дмитрий Захватов.

### Увольнения
Полицейских по всей России принуждают увольняться из полиции за подписку на Навального и лайки в его соцсетях.
22 января майор полиции из Курска Руслан Агибалов разместил в Интернете ролик в поддержку Алексея Навального и других известных заключённых — Александра Шестуна и Сергея Фургала. В тот же день полицейский был уволен «по отрицательным основаниям за поступок, порочащий честь сотрудника органов внутренних дел».
25 января Институт театрального искусства им. Кобзона уволил с формулировкой «за аморальный поступок» старшего преподавателя Артёма Назарова, который участвовал в акции в поддержку Навального.
Позже Высшая школа экономики (ВШЭ) расторгла договор с преподавателем Анной Велликок в связи с тем, что та была арестована на 14 суток за размещение на своей странице в Twitter копии сообщения с призывом к участию в митинге 23 января. Центрально-Европейский университет в Вене, выпускницей которого является Велликок, опубликовал в её поддержку заявление с требованием немедленного освобождения Анны и других задержанных на акциях протеста. Около 100 сотрудников ВШЭ подписали письмо ректору с призывом вернуть Анну Велликок на работу.
Также были уволены два сотрудника ФСО, посетившие акцию 23 января, при этом увольнение одного из них было произведено «задним числом», чтобы на момент акции сотрудник считался безработным.
2 февраля старший лейтенант полиции Сергей Римский из Иванова уволился из-за преследования Навального и жёстких разгонов протестов. Полицейский активно комментировал события в Instagram и ощущал давление со стороны руководства.
31 января художник по свету Московской филармонии Станислав Семенюк вывел на стену концертного зала имени Чайковского надпись «Свободу политзаключённым». В тот же день он был отстранён от пульта и 3 февраля был вынужден уволиться.
Кроме того, в конце января — начале февраля за участие в митингах были уволены сотрудница отдела по реализации творческих проектов ансамбля «Берёзка» Дарья Кустова, школьный учитель из Ростова-на-Дону Александр Рябчук, секретарь Пятигорского техникума торговли, технологий и сервиса Феона Варданян (при этом она потеряла и служебное жильё) и преподаватель физики новосибирского промышленно-энергетического колледжа Алексей Алексеев.
В начале февраля из подмосковной полиции уволился старший инспектор кинологической службы Николай Королёв, отказавшийся бить митингующих. После этого ему стали поступать угрозы: по его словам, он получил десятки сообщений с угрозами в Instagram.
Санитара Саиданвара Сулаймонова, который работал в московском ковидном госпитале в Крылатском, уволили после участия в акции с фонариками в поддержку Алексея Навального.
25 марта был уволен школьный учитель Никита Тушканов из посёлка Микунь Республики Коми за «совершение аморального проступка». 23 января он вышел на одиночный пикет за свободу слова. После этого Тушканова допрашивала полиция, а в школе он получил выговор. По словам Тушканова, под аморальным проступком понимается его критика школы в соцсетях.
Александр Знак из Екатеринбурга, служивший в Росгвардии, уволился со службы, вступив в конфликт с администрацией города и отказавшись разгонять протесты.
По информации издания «Медуза», не менее 6 сотрудников ВГТРК лишились работы после того, как работодателю стало известно о том, что адреса их электронной почты были зарегистрированы на сайте free.navalny.com.
По информации «Открытых медиа», не менее 40 сотрудников Московского метрополитена были уволены из-за участия в митингах в поддержку политика Алексея Навального или регистрации на сайте free.navalny.com. Депутат Мосгордумы Михаил Тимонов также сообщил, что руководство метро намерено уволить до нескольких сотен сотрудников, в том числе тех, у кого на акции 21 апреля были замечены родственники. ГУП «Московский метрополитен» эту информацию никак не прокомментировал. К 15 мая, по информации профсоюза работников метро Москвы, число уволенных превысило 100 человек.
По информации телеканала «Дождь», в мае 2021 года были уволены практически все сотрудники структур Дептранса Москвы, регистрировавшиеся на сайте free.navalny.com. Помимо более ста человек, уволенных из ГУП «Московский метрополитен», в их число входят по несколько десятков человек из ГБУ «МосТрансПроект», ГКУ «Администратор Московского парковочного пространства», ГКУ «Центр организации дорожного движения Правительства Москвы», ГКУ «Организатор перевозок», ГУП «Мосгортранс». Увольнения коснулись даже тех, кто был в отпуске или на больничном. Сначала работникам не выплатили премию «из-за политических взглядов», а затем предложили два варианта: либо увольнение по соглашению сторон с выплатой двух окладов, либо работнику под различными предлогами будут выписывать замечания и выговоры и впоследствии увольнять «по статье». По утверждению уволенных, начальство при увольнении ссылалось на распоряжение руководителя Дептранса Москвы Максима Ликсутова.
В июне 2021 года была уволена без объяснения причин директор школы в Нижнем Новгороде Елена Моисеева, которая отказывалась называть имена школьников, посещавших митинги в поддержку Навального.

### Реакция образовательных учреждений и отчисление студентов
Ректор Астраханского государственного университета Константин Маркелов отчислил троих студентов, участвовавших в акциях 23 января и получивших за это административные штрафы.
В свою очередь один из основателей «Свободного университета» Кирилл Мартынов объявил, что учреждение примет студентов, отчисленных из российских вузов «за гражданскую позицию» и также будут их консультировать о продолжении образования в Европе.
27 января 2021 года министр просвещения Сергей Кравцов заявил, что министерство запланировало ежемесячно проводить всероссийские родительские собрания, чтобы избежать вовлечения школьников в митинги.
Также, после акций протеста Кравцов сообщил, что в школах появятся советники по воспитанию (политруки), целью которых будет проведение бесед со школьниками о политике и митингах. Уже в 2021 году в десяти пилотных регионах России проведут конкурс на новую должность, а с 2022 года советники появятся в школах всех регионов.
В Вологде 10-классника Илию Е. оштрафовали на 30 тыс. рублей и вынудили уйти из школы из-за видео о протестах в поддержку Алексея Навального и задержания на акции 31 января.

### Многомиллионные иски к тем, кого суд посчитал организаторами акций
После зимних акций протеста в поддержку политика Алексея Навального в восьми российских городах МВД подало многомиллионные иски к тем, кого суд признал организаторами митингов. Через суд полицейские требуют от них компенсировать им оплату сверхурочной работы в дни протестных акций 23 и 31 января, а также расходы на топливо.

### Депортация иностранцев, высылка дипломатов и отъезды из России
Студента медицинского университета в Казани Андрея Лагунина, учащегося по обмену из Узбекистана, депортировали из России после задержания на акции 23 января. При этом Лагунин сказал, что случайно оказался на той улице, где был задержан.
5 февраля МИД России объявил персонами нон-грата дипломатов из Швеции, Польши и Германии, участвовавших в акциях в поддержку Алексея Навального 23 января в Петербурге и Москве, и сообщил об их высылке из страны.

###### Покинувшие страну из бывших участников организаций Навального
Некоторые люди уехали из страны, объяснив это угрозой уголовных дел и проходящими политическими преследованиями: из команды Навального это Иван Жданов, Владимир Милов, Кира Ярмыш, Любовь Соболь. Сообщалось также о перевозке в Грузию студии «Навальный LIVE» и переезде туда некоторых представителей ФБК, в том числе Георгия Албурова и Руслана Шаведдинова; Леонид Волков в разговоре с РБК опроверг данную информацию.
Из экс-глав и координаторов штабов Навального покинули Россию: Мария Петухова, Артем Яумбаев, Алексей Барабошкин. Александр Беляев, Лев Гяммер, Данила Бузанов и Семен Кочкин, Ирина Фатьянова, Сергей Бойко, Александр Черников.
Бывшие сотрудники Штабов Навального, покинувшие Россию: Сергей Метлев, Федор Телин. Бывшие волонтёры Штабов Навального, покинувшие Россию: Дмитрий Батуро, Ольга Кузнецова.

###### Покинувшие страну участники протестов
Артем Владимиров.

###### Покинувшие страну участники различных правозащитных организаций
Адвокат Иван Павлов, экс-глава «Команды 29». Глава отделений профсоюза «Альянс врачей» Артем Борискин.

### Закрытие правозащитных организаций
Под политическим давление закрылась правозащитная организация адвокатов «Команда 29».

### Объявление организаций «иностранными агентами»
«Иностранными агентами» стали ФБК, штабы Навального, Bellingcat, «ОВД-Инфо», Meduza. «Альянс врачей», «Дождь», последний также иcключили из официального журналистского президентского пула, из-за освещения митингов в поддержку политика Алексея Навального.

### Объявление людей «иностранными агентами»
Ивана Павлова и его команду адвокатов «Команда 29» объявили «иностранными агентами».

### Блокировки сайтов, соцсетей
Роскомнадзор заблокировал сайт-блог Алексея Навального, ФБК, Штабов Навального, Леонида Волкова, Любови Соболь. «ВКонтакте» заблокировала страницы сторонников Алексея Навального Захара Сарапулова и Тимофея Мартыненко.

### Визиты полиции к сторонникам Навального
17 августа 2021 года полицейские в Москве начали приходить к людям, чьи данные оказались в публичном доступе после утечки с сайтов «Свободу Навальному» и «Умное голосование». С такими же визитами столкнулись и те, кто отправлял пожертвования в ФБК. Согласно данным «ОВД-Инфо», известно о примерно полутора тысячах подобных случаях, а целью визитов является получение заявлений против ФБК и Алексея Навального о нарушении закона о персональных данных.

### Отправление в монастырь
В Ульяновской области священника Георгия Сухобокова сначала отстранили от службы, а потом отправили в монастырь из-за поста в соцсетях со словами «готов пожать руку Навальному».

### Отказы в ролях актёрам, поддержавшим Навального
Поддержавшим Навального актёрам стали отказывать в ролях в театре, кино и различных других проектах.

### Вознаграждение за информацию, которая поможет в расследовании
9 декабря 2021 года команда Навального сообщала, что создала сайт, где опубликованы известные им данные об отравлении политика, и предложила вознаграждение за информацию о предполагаемых отравителях политика.

### Петиции и законодательные инициативы
Общественная организация «ОВД-Инфо» создала петицию против плана «Крепость», который вводят в полицейских участках с целью запрета посещений отделений полиции «посторонними лицами», что, в свою очередь, препятствует прямой встрече адвокатов с их задержанными клиентами.
«Новая газета» создала петицию, которая призывает незамедлительно привести законодательство о митингах и демонстрациях в соответствие с Конституцией России и гарантировать гражданам право мирных собраний.
Amnesty International опубликовала просьбу о коллективной помощи в написании обращений с целью добиться справедливости в деле Маргариты Юдиной, избитой в ходе акции протеста. Петиции о привлечении к ответственности силовика, совершившего насилие, подала также Либертарианская партия. Кроме того, было создано несколько петиций за свободу чеченца Джумаева Саида-Мухаммада, подравшегося с силовиками на акции в Москве 23 января.
Марина Литвиненко, жена Александра Литвиненко, создала петицию, в которой предложила дать Алексею Навальному Нобелевскую премию мира.
Депутат от «Единой России» Андрей Барышев внёс в Госдуму законопроект об отмене административного наказания (исключение из КоАП статьи 20.2.2 и частей 5 и 6 статьи 20.2) за организацию «прогулок» и участие в них, если такое мероприятие формально не подпадает под определение массовой акции. По официальным данным, законопроект был возвращён в связи с несоблюдением требований Регламента Государственной Думы.
Совет по правам человека предложил обязать журналистов, освещающих митинги и пикеты, помимо жёлтых жилетов и бейджей носить ещё и QR-код.
Депутаты Госдумы хотят разрешить блокировать видео хостинги, соцсети и другие сайты за неудаление ими «общественно значимой информации».

### Флешмобы в поддержку Путина
В конце января — начале февраля администрации нескольких вузов организовали флешмобы студентов в поддержку Путина. Студенты Тимирязевской академии, Московского государственного юридического университета и Белгородского государственного института искусств и культуры (БГИИК) затем заявили, что были обмануты — им сказали, что акции будут посвящены, соответственно, российскому флагу, борьбе с COVID-19 и Дню защитника Отечества. После этого проректор БГИИК Наталья Бараниченко заявила, что выполняла «соцзаказ», извинилась перед участниками видео и уволилась.
Одной из первых акций стал флешмоб работников компании «Сима-ленд» в Екатеринбурге 29 января, а затем 5 февраля. Один из работников компании на условиях анонимности рассказал, что сотрудников обязали выйти на акцию, хотя не все знали, о чём идёт речь. Подобная акция проходила и на Барнаульском заводе автоформованных термостойких изделий.
В Волгограде несколько сотен бюджетников 4 февраля собрали на Мамаевом кургане сниматься в клипе группы «Любэ» (песня «За тебя, Родина-мать!»). Мероприятие организовали местный комитет по молодёжной политике и департамент образования. Только после выяснилось, что бюджетники снялись для ролика в поддержку Путина. 8 февраля сотрудники бюджетных организаций Петербурга снимали схожий ролик на Московской площади.
В ответ на флешмоб с фонариками ФБК, намеченный на 14 февраля, власти объявили о проведении молодёжной акции «Россия — страна любви». Правительство Приморского края анонсировало в инстаграме акцию «Любовь сильнее страха» с запуском фонариков 14 февраля, но потом резко поменяло название из-за совпадения с названием акции, которую собираются провести сторонники Алексея Навального.

### Феномен TikTok
Deutsche Welle отмечает, что в ходе акций протеста случился феномен TikTok — китайской социальной сети коротких видео. В этой сети оказались зарегистрированы 60 миллионов россиян. Русская служба Би-би-си пишет, что после задержания Алексея Навального российский сегмент TikTok «стремительно политизировался». По сводкам DW, видео по хештегам, связанным с Навальным и предстоящими протестами, набрали сотни миллионов просмотров за пару дней, BBC отмечает, что у «хештега „#23января“ (дата несогласованной акции, объявленной сторонниками Навального) — 70 млн просмотров, и ещё 29 млн — у похожего: „#23января2021“. Хештег „#дворецпутина“, где пересказывают последнее расследование Навального и шутят на тему роскоши дворца в Геленджике, посмотрели 21 млн раз».
Роскомнадзор 20 января потребовал от сети TikTok «прекратить звать детей на протестные акции» и удалить такие призывы.
24 января заместитель коммерческого директора компании-посредника между блогерами и рекламодателями «Авторские медиа» Борис Канторович сообщил о заказе на публикацию роликов в TikTok против акций в поддержку Алексея Навального, разместив в социальных сетях скриншоты с заказом. До конца этого дня за плату от 500 до 2000 рублей блогер с аудиторией от 10 тыс. подписчиков по заказу неназванной «общественной организации по делам молодёжи» должен был «предостеречь детей от участия в несогласованных акциях», опубликовав видео по одному из семи предложенных сценариев («в целом всё это надоело, очень устали от этого шума с Навальным», «детей вытащили и за ними прятались», «провоцировали полицию, это было явно не мирное шествие», «собралось мало людей», ролик с «разоблачением» смертей протестующих или о том, как «надоела политика за это время»). Заказчик просит использовать в ролике только один тезис, не повторять его слово в слово и не указывать хештеги под видео. Впервые объявление заметили на бирже рекламы TikTok, однако также заказчики писали блогерам и менеджерам в Telegram. TJ опубликовал примеры таких роликов в TikTok, где повторяются тезисы из технического задания, опубликованные по хештегам #нетреволюции или #нехочуреволюцию.

### Комментарии
1. ↑  Включая Австрию, Германию, Израиль, Японию, Молдавию, Нидерланды, Великобританию и другие.